# Défense sicilienne
Pour les articles homonymes, voir Sicilienne.
Cet article utilise la notation algébrique pour décrire des coups du jeu d'échecs.
|   | a | b | c | d | e | f | g | h |   |
| 8 | Tour noire sur case blanche a8 · Cavalier noir sur case noire b8 · Fou noir sur case blanche c8 · Dame noire sur case noire d8 · Roi noir sur case blanche e8 · Fou noir sur case noire f8 · Cavalier noir sur case blanche g8 · Tour noire sur case noire h8 · Pion noir sur case noire a7 · Pion noir sur case blanche b7 · Pion noir sur case blanche d7 · Pion noir sur case noire e7 · Pion noir sur case blanche f7 · Pion noir sur case noire g7 · Pion noir sur case blanche h7 · Pion noir sur case noire c5 · Pion blanc sur case blanche e4 · Pion blanc sur case blanche a2 · Pion blanc sur case noire b2 · Pion blanc sur case blanche c2 · Pion blanc sur case noire d2 · Pion blanc sur case noire f2 · Pion blanc sur case blanche g2 · Pion blanc sur case noire h2 · Tour blanche sur case noire a1 · Cavalier blanc sur case blanche b1 · Fou blanc sur case noire c1 · Dame blanche sur case blanche d1 · Roi blanc sur case noire e1 · Fou blanc sur case blanche f1 · Cavalier blanc sur case noire g1 · Tour blanche sur case blanche h1 | Tour noire sur case blanche a8 · Cavalier noir sur case noire b8 · Fou noir sur case blanche c8 · Dame noire sur case noire d8 · Roi noir sur case blanche e8 · Fou noir sur case noire f8 · Cavalier noir sur case blanche g8 · Tour noire sur case noire h8 · Pion noir sur case noire a7 · Pion noir sur case blanche b7 · Pion noir sur case blanche d7 · Pion noir sur case noire e7 · Pion noir sur case blanche f7 · Pion noir sur case noire g7 · Pion noir sur case blanche h7 · Pion noir sur case noire c5 · Pion blanc sur case blanche e4 · Pion blanc sur case blanche a2 · Pion blanc sur case noire b2 · Pion blanc sur case blanche c2 · Pion blanc sur case noire d2 · Pion blanc sur case noire f2 · Pion blanc sur case blanche g2 · Pion blanc sur case noire h2 · Tour blanche sur case noire a1 · Cavalier blanc sur case blanche b1 · Fou blanc sur case noire c1 · Dame blanche sur case blanche d1 · Roi blanc sur case noire e1 · Fou blanc sur case blanche f1 · Cavalier blanc sur case noire g1 · Tour blanche sur case blanche h1 | Tour noire sur case blanche a8 · Cavalier noir sur case noire b8 · Fou noir sur case blanche c8 · Dame noire sur case noire d8 · Roi noir sur case blanche e8 · Fou noir sur case noire f8 · Cavalier noir sur case blanche g8 · Tour noire sur case noire h8 · Pion noir sur case noire a7 · Pion noir sur case blanche b7 · Pion noir sur case blanche d7 · Pion noir sur case noire e7 · Pion noir sur case blanche f7 · Pion noir sur case noire g7 · Pion noir sur case blanche h7 · Pion noir sur case noire c5 · Pion blanc sur case blanche e4 · Pion blanc sur case blanche a2 · Pion blanc sur case noire b2 · Pion blanc sur case blanche c2 · Pion blanc sur case noire d2 · Pion blanc sur case noire f2 · Pion blanc sur case blanche g2 · Pion blanc sur case noire h2 · Tour blanche sur case noire a1 · Cavalier blanc sur case blanche b1 · Fou blanc sur case noire c1 · Dame blanche sur case blanche d1 · Roi blanc sur case noire e1 · Fou blanc sur case blanche f1 · Cavalier blanc sur case noire g1 · Tour blanche sur case blanche h1 | Tour noire sur case blanche a8 · Cavalier noir sur case noire b8 · Fou noir sur case blanche c8 · Dame noire sur case noire d8 · Roi noir sur case blanche e8 · Fou noir sur case noire f8 · Cavalier noir sur case blanche g8 · Tour noire sur case noire h8 · Pion noir sur case noire a7 · Pion noir sur case blanche b7 · Pion noir sur case blanche d7 · Pion noir sur case noire e7 · Pion noir sur case blanche f7 · Pion noir sur case noire g7 · Pion noir sur case blanche h7 · Pion noir sur case noire c5 · Pion blanc sur case blanche e4 · Pion blanc sur case blanche a2 · Pion blanc sur case noire b2 · Pion blanc sur case blanche c2 · Pion blanc sur case noire d2 · Pion blanc sur case noire f2 · Pion blanc sur case blanche g2 · Pion blanc sur case noire h2 · Tour blanche sur case noire a1 · Cavalier blanc sur case blanche b1 · Fou blanc sur case noire c1 · Dame blanche sur case blanche d1 · Roi blanc sur case noire e1 · Fou blanc sur case blanche f1 · Cavalier blanc sur case noire g1 · Tour blanche sur case blanche h1 | Tour noire sur case blanche a8 · Cavalier noir sur case noire b8 · Fou noir sur case blanche c8 · Dame noire sur case noire d8 · Roi noir sur case blanche e8 · Fou noir sur case noire f8 · Cavalier noir sur case blanche g8 · Tour noire sur case noire h8 · Pion noir sur case noire a7 · Pion noir sur case blanche b7 · Pion noir sur case blanche d7 · Pion noir sur case noire e7 · Pion noir sur case blanche f7 · Pion noir sur case noire g7 · Pion noir sur case blanche h7 · Pion noir sur case noire c5 · Pion blanc sur case blanche e4 · Pion blanc sur case blanche a2 · Pion blanc sur case noire b2 · Pion blanc sur case blanche c2 · Pion blanc sur case noire d2 · Pion blanc sur case noire f2 · Pion blanc sur case blanche g2 · Pion blanc sur case noire h2 · Tour blanche sur case noire a1 · Cavalier blanc sur case blanche b1 · Fou blanc sur case noire c1 · Dame blanche sur case blanche d1 · Roi blanc sur case noire e1 · Fou blanc sur case blanche f1 · Cavalier blanc sur case noire g1 · Tour blanche sur case blanche h1 | Tour noire sur case blanche a8 · Cavalier noir sur case noire b8 · Fou noir sur case blanche c8 · Dame noire sur case noire d8 · Roi noir sur case blanche e8 · Fou noir sur case noire f8 · Cavalier noir sur case blanche g8 · Tour noire sur case noire h8 · Pion noir sur case noire a7 · Pion noir sur case blanche b7 · Pion noir sur case blanche d7 · Pion noir sur case noire e7 · Pion noir sur case blanche f7 · Pion noir sur case noire g7 · Pion noir sur case blanche h7 · Pion noir sur case noire c5 · Pion blanc sur case blanche e4 · Pion blanc sur case blanche a2 · Pion blanc sur case noire b2 · Pion blanc sur case blanche c2 · Pion blanc sur case noire d2 · Pion blanc sur case noire f2 · Pion blanc sur case blanche g2 · Pion blanc sur case noire h2 · Tour blanche sur case noire a1 · Cavalier blanc sur case blanche b1 · Fou blanc sur case noire c1 · Dame blanche sur case blanche d1 · Roi blanc sur case noire e1 · Fou blanc sur case blanche f1 · Cavalier blanc sur case noire g1 · Tour blanche sur case blanche h1 | Tour noire sur case blanche a8 · Cavalier noir sur case noire b8 · Fou noir sur case blanche c8 · Dame noire sur case noire d8 · Roi noir sur case blanche e8 · Fou noir sur case noire f8 · Cavalier noir sur case blanche g8 · Tour noire sur case noire h8 · Pion noir sur case noire a7 · Pion noir sur case blanche b7 · Pion noir sur case blanche d7 · Pion noir sur case noire e7 · Pion noir sur case blanche f7 · Pion noir sur case noire g7 · Pion noir sur case blanche h7 · Pion noir sur case noire c5 · Pion blanc sur case blanche e4 · Pion blanc sur case blanche a2 · Pion blanc sur case noire b2 · Pion blanc sur case blanche c2 · Pion blanc sur case noire d2 · Pion blanc sur case noire f2 · Pion blanc sur case blanche g2 · Pion blanc sur case noire h2 · Tour blanche sur case noire a1 · Cavalier blanc sur case blanche b1 · Fou blanc sur case noire c1 · Dame blanche sur case blanche d1 · Roi blanc sur case noire e1 · Fou blanc sur case blanche f1 · Cavalier blanc sur case noire g1 · Tour blanche sur case blanche h1 | Tour noire sur case blanche a8 · Cavalier noir sur case noire b8 · Fou noir sur case blanche c8 · Dame noire sur case noire d8 · Roi noir sur case blanche e8 · Fou noir sur case noire f8 · Cavalier noir sur case blanche g8 · Tour noire sur case noire h8 · Pion noir sur case noire a7 · Pion noir sur case blanche b7 · Pion noir sur case blanche d7 · Pion noir sur case noire e7 · Pion noir sur case blanche f7 · Pion noir sur case noire g7 · Pion noir sur case blanche h7 · Pion noir sur case noire c5 · Pion blanc sur case blanche e4 · Pion blanc sur case blanche a2 · Pion blanc sur case noire b2 · Pion blanc sur case blanche c2 · Pion blanc sur case noire d2 · Pion blanc sur case noire f2 · Pion blanc sur case blanche g2 · Pion blanc sur case noire h2 · Tour blanche sur case noire a1 · Cavalier blanc sur case blanche b1 · Fou blanc sur case noire c1 · Dame blanche sur case blanche d1 · Roi blanc sur case noire e1 · Fou blanc sur case blanche f1 · Cavalier blanc sur case noire g1 · Tour blanche sur case blanche h1 | 8 |
| 7 | Tour noire sur case blanche a8 · Cavalier noir sur case noire b8 · Fou noir sur case blanche c8 · Dame noire sur case noire d8 · Roi noir sur case blanche e8 · Fou noir sur case noire f8 · Cavalier noir sur case blanche g8 · Tour noire sur case noire h8 · Pion noir sur case noire a7 · Pion noir sur case blanche b7 · Pion noir sur case blanche d7 · Pion noir sur case noire e7 · Pion noir sur case blanche f7 · Pion noir sur case noire g7 · Pion noir sur case blanche h7 · Pion noir sur case noire c5 · Pion blanc sur case blanche e4 · Pion blanc sur case blanche a2 · Pion blanc sur case noire b2 · Pion blanc sur case blanche c2 · Pion blanc sur case noire d2 · Pion blanc sur case noire f2 · Pion blanc sur case blanche g2 · Pion blanc sur case noire h2 · Tour blanche sur case noire a1 · Cavalier blanc sur case blanche b1 · Fou blanc sur case noire c1 · Dame blanche sur case blanche d1 · Roi blanc sur case noire e1 · Fou blanc sur case blanche f1 · Cavalier blanc sur case noire g1 · Tour blanche sur case blanche h1 | Tour noire sur case blanche a8 · Cavalier noir sur case noire b8 · Fou noir sur case blanche c8 · Dame noire sur case noire d8 · Roi noir sur case blanche e8 · Fou noir sur case noire f8 · Cavalier noir sur case blanche g8 · Tour noire sur case noire h8 · Pion noir sur case noire a7 · Pion noir sur case blanche b7 · Pion noir sur case blanche d7 · Pion noir sur case noire e7 · Pion noir sur case blanche f7 · Pion noir sur case noire g7 · Pion noir sur case blanche h7 · Pion noir sur case noire c5 · Pion blanc sur case blanche e4 · Pion blanc sur case blanche a2 · Pion blanc sur case noire b2 · Pion blanc sur case blanche c2 · Pion blanc sur case noire d2 · Pion blanc sur case noire f2 · Pion blanc sur case blanche g2 · Pion blanc sur case noire h2 · Tour blanche sur case noire a1 · Cavalier blanc sur case blanche b1 · Fou blanc sur case noire c1 · Dame blanche sur case blanche d1 · Roi blanc sur case noire e1 · Fou blanc sur case blanche f1 · Cavalier blanc sur case noire g1 · Tour blanche sur case blanche h1 | Tour noire sur case blanche a8 · Cavalier noir sur case noire b8 · Fou noir sur case blanche c8 · Dame noire sur case noire d8 · Roi noir sur case blanche e8 · Fou noir sur case noire f8 · Cavalier noir sur case blanche g8 · Tour noire sur case noire h8 · Pion noir sur case noire a7 · Pion noir sur case blanche b7 · Pion noir sur case blanche d7 · Pion noir sur case noire e7 · Pion noir sur case blanche f7 · Pion noir sur case noire g7 · Pion noir sur case blanche h7 · Pion noir sur case noire c5 · Pion blanc sur case blanche e4 · Pion blanc sur case blanche a2 · Pion blanc sur case noire b2 · Pion blanc sur case blanche c2 · Pion blanc sur case noire d2 · Pion blanc sur case noire f2 · Pion blanc sur case blanche g2 · Pion blanc sur case noire h2 · Tour blanche sur case noire a1 · Cavalier blanc sur case blanche b1 · Fou blanc sur case noire c1 · Dame blanche sur case blanche d1 · Roi blanc sur case noire e1 · Fou blanc sur case blanche f1 · Cavalier blanc sur case noire g1 · Tour blanche sur case blanche h1 | Tour noire sur case blanche a8 · Cavalier noir sur case noire b8 · Fou noir sur case blanche c8 · Dame noire sur case noire d8 · Roi noir sur case blanche e8 · Fou noir sur case noire f8 · Cavalier noir sur case blanche g8 · Tour noire sur case noire h8 · Pion noir sur case noire a7 · Pion noir sur case blanche b7 · Pion noir sur case blanche d7 · Pion noir sur case noire e7 · Pion noir sur case blanche f7 · Pion noir sur case noire g7 · Pion noir sur case blanche h7 · Pion noir sur case noire c5 · Pion blanc sur case blanche e4 · Pion blanc sur case blanche a2 · Pion blanc sur case noire b2 · Pion blanc sur case blanche c2 · Pion blanc sur case noire d2 · Pion blanc sur case noire f2 · Pion blanc sur case blanche g2 · Pion blanc sur case noire h2 · Tour blanche sur case noire a1 · Cavalier blanc sur case blanche b1 · Fou blanc sur case noire c1 · Dame blanche sur case blanche d1 · Roi blanc sur case noire e1 · Fou blanc sur case blanche f1 · Cavalier blanc sur case noire g1 · Tour blanche sur case blanche h1 | Tour noire sur case blanche a8 · Cavalier noir sur case noire b8 · Fou noir sur case blanche c8 · Dame noire sur case noire d8 · Roi noir sur case blanche e8 · Fou noir sur case noire f8 · Cavalier noir sur case blanche g8 · Tour noire sur case noire h8 · Pion noir sur case noire a7 · Pion noir sur case blanche b7 · Pion noir sur case blanche d7 · Pion noir sur case noire e7 · Pion noir sur case blanche f7 · Pion noir sur case noire g7 · Pion noir sur case blanche h7 · Pion noir sur case noire c5 · Pion blanc sur case blanche e4 · Pion blanc sur case blanche a2 · Pion blanc sur case noire b2 · Pion blanc sur case blanche c2 · Pion blanc sur case noire d2 · Pion blanc sur case noire f2 · Pion blanc sur case blanche g2 · Pion blanc sur case noire h2 · Tour blanche sur case noire a1 · Cavalier blanc sur case blanche b1 · Fou blanc sur case noire c1 · Dame blanche sur case blanche d1 · Roi blanc sur case noire e1 · Fou blanc sur case blanche f1 · Cavalier blanc sur case noire g1 · Tour blanche sur case blanche h1 | Tour noire sur case blanche a8 · Cavalier noir sur case noire b8 · Fou noir sur case blanche c8 · Dame noire sur case noire d8 · Roi noir sur case blanche e8 · Fou noir sur case noire f8 · Cavalier noir sur case blanche g8 · Tour noire sur case noire h8 · Pion noir sur case noire a7 · Pion noir sur case blanche b7 · Pion noir sur case blanche d7 · Pion noir sur case noire e7 · Pion noir sur case blanche f7 · Pion noir sur case noire g7 · Pion noir sur case blanche h7 · Pion noir sur case noire c5 · Pion blanc sur case blanche e4 · Pion blanc sur case blanche a2 · Pion blanc sur case noire b2 · Pion blanc sur case blanche c2 · Pion blanc sur case noire d2 · Pion blanc sur case noire f2 · Pion blanc sur case blanche g2 · Pion blanc sur case noire h2 · Tour blanche sur case noire a1 · Cavalier blanc sur case blanche b1 · Fou blanc sur case noire c1 · Dame blanche sur case blanche d1 · Roi blanc sur case noire e1 · Fou blanc sur case blanche f1 · Cavalier blanc sur case noire g1 · Tour blanche sur case blanche h1 | Tour noire sur case blanche a8 · Cavalier noir sur case noire b8 · Fou noir sur case blanche c8 · Dame noire sur case noire d8 · Roi noir sur case blanche e8 · Fou noir sur case noire f8 · Cavalier noir sur case blanche g8 · Tour noire sur case noire h8 · Pion noir sur case noire a7 · Pion noir sur case blanche b7 · Pion noir sur case blanche d7 · Pion noir sur case noire e7 · Pion noir sur case blanche f7 · Pion noir sur case noire g7 · Pion noir sur case blanche h7 · Pion noir sur case noire c5 · Pion blanc sur case blanche e4 · Pion blanc sur case blanche a2 · Pion blanc sur case noire b2 · Pion blanc sur case blanche c2 · Pion blanc sur case noire d2 · Pion blanc sur case noire f2 · Pion blanc sur case blanche g2 · Pion blanc sur case noire h2 · Tour blanche sur case noire a1 · Cavalier blanc sur case blanche b1 · Fou blanc sur case noire c1 · Dame blanche sur case blanche d1 · Roi blanc sur case noire e1 · Fou blanc sur case blanche f1 · Cavalier blanc sur case noire g1 · Tour blanche sur case blanche h1 | Tour noire sur case blanche a8 · Cavalier noir sur case noire b8 · Fou noir sur case blanche c8 · Dame noire sur case noire d8 · Roi noir sur case blanche e8 · Fou noir sur case noire f8 · Cavalier noir sur case blanche g8 · Tour noire sur case noire h8 · Pion noir sur case noire a7 · Pion noir sur case blanche b7 · Pion noir sur case blanche d7 · Pion noir sur case noire e7 · Pion noir sur case blanche f7 · Pion noir sur case noire g7 · Pion noir sur case blanche h7 · Pion noir sur case noire c5 · Pion blanc sur case blanche e4 · Pion blanc sur case blanche a2 · Pion blanc sur case noire b2 · Pion blanc sur case blanche c2 · Pion blanc sur case noire d2 · Pion blanc sur case noire f2 · Pion blanc sur case blanche g2 · Pion blanc sur case noire h2 · Tour blanche sur case noire a1 · Cavalier blanc sur case blanche b1 · Fou blanc sur case noire c1 · Dame blanche sur case blanche d1 · Roi blanc sur case noire e1 · Fou blanc sur case blanche f1 · Cavalier blanc sur case noire g1 · Tour blanche sur case blanche h1 | 7 |
| 6 | Tour noire sur case blanche a8 · Cavalier noir sur case noire b8 · Fou noir sur case blanche c8 · Dame noire sur case noire d8 · Roi noir sur case blanche e8 · Fou noir sur case noire f8 · Cavalier noir sur case blanche g8 · Tour noire sur case noire h8 · Pion noir sur case noire a7 · Pion noir sur case blanche b7 · Pion noir sur case blanche d7 · Pion noir sur case noire e7 · Pion noir sur case blanche f7 · Pion noir sur case noire g7 · Pion noir sur case blanche h7 · Pion noir sur case noire c5 · Pion blanc sur case blanche e4 · Pion blanc sur case blanche a2 · Pion blanc sur case noire b2 · Pion blanc sur case blanche c2 · Pion blanc sur case noire d2 · Pion blanc sur case noire f2 · Pion blanc sur case blanche g2 · Pion blanc sur case noire h2 · Tour blanche sur case noire a1 · Cavalier blanc sur case blanche b1 · Fou blanc sur case noire c1 · Dame blanche sur case blanche d1 · Roi blanc sur case noire e1 · Fou blanc sur case blanche f1 · Cavalier blanc sur case noire g1 · Tour blanche sur case blanche h1 | Tour noire sur case blanche a8 · Cavalier noir sur case noire b8 · Fou noir sur case blanche c8 · Dame noire sur case noire d8 · Roi noir sur case blanche e8 · Fou noir sur case noire f8 · Cavalier noir sur case blanche g8 · Tour noire sur case noire h8 · Pion noir sur case noire a7 · Pion noir sur case blanche b7 · Pion noir sur case blanche d7 · Pion noir sur case noire e7 · Pion noir sur case blanche f7 · Pion noir sur case noire g7 · Pion noir sur case blanche h7 · Pion noir sur case noire c5 · Pion blanc sur case blanche e4 · Pion blanc sur case blanche a2 · Pion blanc sur case noire b2 · Pion blanc sur case blanche c2 · Pion blanc sur case noire d2 · Pion blanc sur case noire f2 · Pion blanc sur case blanche g2 · Pion blanc sur case noire h2 · Tour blanche sur case noire a1 · Cavalier blanc sur case blanche b1 · Fou blanc sur case noire c1 · Dame blanche sur case blanche d1 · Roi blanc sur case noire e1 · Fou blanc sur case blanche f1 · Cavalier blanc sur case noire g1 · Tour blanche sur case blanche h1 | Tour noire sur case blanche a8 · Cavalier noir sur case noire b8 · Fou noir sur case blanche c8 · Dame noire sur case noire d8 · Roi noir sur case blanche e8 · Fou noir sur case noire f8 · Cavalier noir sur case blanche g8 · Tour noire sur case noire h8 · Pion noir sur case noire a7 · Pion noir sur case blanche b7 · Pion noir sur case blanche d7 · Pion noir sur case noire e7 · Pion noir sur case blanche f7 · Pion noir sur case noire g7 · Pion noir sur case blanche h7 · Pion noir sur case noire c5 · Pion blanc sur case blanche e4 · Pion blanc sur case blanche a2 · Pion blanc sur case noire b2 · Pion blanc sur case blanche c2 · Pion blanc sur case noire d2 · Pion blanc sur case noire f2 · Pion blanc sur case blanche g2 · Pion blanc sur case noire h2 · Tour blanche sur case noire a1 · Cavalier blanc sur case blanche b1 · Fou blanc sur case noire c1 · Dame blanche sur case blanche d1 · Roi blanc sur case noire e1 · Fou blanc sur case blanche f1 · Cavalier blanc sur case noire g1 · Tour blanche sur case blanche h1 | Tour noire sur case blanche a8 · Cavalier noir sur case noire b8 · Fou noir sur case blanche c8 · Dame noire sur case noire d8 · Roi noir sur case blanche e8 · Fou noir sur case noire f8 · Cavalier noir sur case blanche g8 · Tour noire sur case noire h8 · Pion noir sur case noire a7 · Pion noir sur case blanche b7 · Pion noir sur case blanche d7 · Pion noir sur case noire e7 · Pion noir sur case blanche f7 · Pion noir sur case noire g7 · Pion noir sur case blanche h7 · Pion noir sur case noire c5 · Pion blanc sur case blanche e4 · Pion blanc sur case blanche a2 · Pion blanc sur case noire b2 · Pion blanc sur case blanche c2 · Pion blanc sur case noire d2 · Pion blanc sur case noire f2 · Pion blanc sur case blanche g2 · Pion blanc sur case noire h2 · Tour blanche sur case noire a1 · Cavalier blanc sur case blanche b1 · Fou blanc sur case noire c1 · Dame blanche sur case blanche d1 · Roi blanc sur case noire e1 · Fou blanc sur case blanche f1 · Cavalier blanc sur case noire g1 · Tour blanche sur case blanche h1 | Tour noire sur case blanche a8 · Cavalier noir sur case noire b8 · Fou noir sur case blanche c8 · Dame noire sur case noire d8 · Roi noir sur case blanche e8 · Fou noir sur case noire f8 · Cavalier noir sur case blanche g8 · Tour noire sur case noire h8 · Pion noir sur case noire a7 · Pion noir sur case blanche b7 · Pion noir sur case blanche d7 · Pion noir sur case noire e7 · Pion noir sur case blanche f7 · Pion noir sur case noire g7 · Pion noir sur case blanche h7 · Pion noir sur case noire c5 · Pion blanc sur case blanche e4 · Pion blanc sur case blanche a2 · Pion blanc sur case noire b2 · Pion blanc sur case blanche c2 · Pion blanc sur case noire d2 · Pion blanc sur case noire f2 · Pion blanc sur case blanche g2 · Pion blanc sur case noire h2 · Tour blanche sur case noire a1 · Cavalier blanc sur case blanche b1 · Fou blanc sur case noire c1 · Dame blanche sur case blanche d1 · Roi blanc sur case noire e1 · Fou blanc sur case blanche f1 · Cavalier blanc sur case noire g1 · Tour blanche sur case blanche h1 | Tour noire sur case blanche a8 · Cavalier noir sur case noire b8 · Fou noir sur case blanche c8 · Dame noire sur case noire d8 · Roi noir sur case blanche e8 · Fou noir sur case noire f8 · Cavalier noir sur case blanche g8 · Tour noire sur case noire h8 · Pion noir sur case noire a7 · Pion noir sur case blanche b7 · Pion noir sur case blanche d7 · Pion noir sur case noire e7 · Pion noir sur case blanche f7 · Pion noir sur case noire g7 · Pion noir sur case blanche h7 · Pion noir sur case noire c5 · Pion blanc sur case blanche e4 · Pion blanc sur case blanche a2 · Pion blanc sur case noire b2 · Pion blanc sur case blanche c2 · Pion blanc sur case noire d2 · Pion blanc sur case noire f2 · Pion blanc sur case blanche g2 · Pion blanc sur case noire h2 · Tour blanche sur case noire a1 · Cavalier blanc sur case blanche b1 · Fou blanc sur case noire c1 · Dame blanche sur case blanche d1 · Roi blanc sur case noire e1 · Fou blanc sur case blanche f1 · Cavalier blanc sur case noire g1 · Tour blanche sur case blanche h1 | Tour noire sur case blanche a8 · Cavalier noir sur case noire b8 · Fou noir sur case blanche c8 · Dame noire sur case noire d8 · Roi noir sur case blanche e8 · Fou noir sur case noire f8 · Cavalier noir sur case blanche g8 · Tour noire sur case noire h8 · Pion noir sur case noire a7 · Pion noir sur case blanche b7 · Pion noir sur case blanche d7 · Pion noir sur case noire e7 · Pion noir sur case blanche f7 · Pion noir sur case noire g7 · Pion noir sur case blanche h7 · Pion noir sur case noire c5 · Pion blanc sur case blanche e4 · Pion blanc sur case blanche a2 · Pion blanc sur case noire b2 · Pion blanc sur case blanche c2 · Pion blanc sur case noire d2 · Pion blanc sur case noire f2 · Pion blanc sur case blanche g2 · Pion blanc sur case noire h2 · Tour blanche sur case noire a1 · Cavalier blanc sur case blanche b1 · Fou blanc sur case noire c1 · Dame blanche sur case blanche d1 · Roi blanc sur case noire e1 · Fou blanc sur case blanche f1 · Cavalier blanc sur case noire g1 · Tour blanche sur case blanche h1 | Tour noire sur case blanche a8 · Cavalier noir sur case noire b8 · Fou noir sur case blanche c8 · Dame noire sur case noire d8 · Roi noir sur case blanche e8 · Fou noir sur case noire f8 · Cavalier noir sur case blanche g8 · Tour noire sur case noire h8 · Pion noir sur case noire a7 · Pion noir sur case blanche b7 · Pion noir sur case blanche d7 · Pion noir sur case noire e7 · Pion noir sur case blanche f7 · Pion noir sur case noire g7 · Pion noir sur case blanche h7 · Pion noir sur case noire c5 · Pion blanc sur case blanche e4 · Pion blanc sur case blanche a2 · Pion blanc sur case noire b2 · Pion blanc sur case blanche c2 · Pion blanc sur case noire d2 · Pion blanc sur case noire f2 · Pion blanc sur case blanche g2 · Pion blanc sur case noire h2 · Tour blanche sur case noire a1 · Cavalier blanc sur case blanche b1 · Fou blanc sur case noire c1 · Dame blanche sur case blanche d1 · Roi blanc sur case noire e1 · Fou blanc sur case blanche f1 · Cavalier blanc sur case noire g1 · Tour blanche sur case blanche h1 | 6 |
| 5 | Tour noire sur case blanche a8 · Cavalier noir sur case noire b8 · Fou noir sur case blanche c8 · Dame noire sur case noire d8 · Roi noir sur case blanche e8 · Fou noir sur case noire f8 · Cavalier noir sur case blanche g8 · Tour noire sur case noire h8 · Pion noir sur case noire a7 · Pion noir sur case blanche b7 · Pion noir sur case blanche d7 · Pion noir sur case noire e7 · Pion noir sur case blanche f7 · Pion noir sur case noire g7 · Pion noir sur case blanche h7 · Pion noir sur case noire c5 · Pion blanc sur case blanche e4 · Pion blanc sur case blanche a2 · Pion blanc sur case noire b2 · Pion blanc sur case blanche c2 · Pion blanc sur case noire d2 · Pion blanc sur case noire f2 · Pion blanc sur case blanche g2 · Pion blanc sur case noire h2 · Tour blanche sur case noire a1 · Cavalier blanc sur case blanche b1 · Fou blanc sur case noire c1 · Dame blanche sur case blanche d1 · Roi blanc sur case noire e1 · Fou blanc sur case blanche f1 · Cavalier blanc sur case noire g1 · Tour blanche sur case blanche h1 | Tour noire sur case blanche a8 · Cavalier noir sur case noire b8 · Fou noir sur case blanche c8 · Dame noire sur case noire d8 · Roi noir sur case blanche e8 · Fou noir sur case noire f8 · Cavalier noir sur case blanche g8 · Tour noire sur case noire h8 · Pion noir sur case noire a7 · Pion noir sur case blanche b7 · Pion noir sur case blanche d7 · Pion noir sur case noire e7 · Pion noir sur case blanche f7 · Pion noir sur case noire g7 · Pion noir sur case blanche h7 · Pion noir sur case noire c5 · Pion blanc sur case blanche e4 · Pion blanc sur case blanche a2 · Pion blanc sur case noire b2 · Pion blanc sur case blanche c2 · Pion blanc sur case noire d2 · Pion blanc sur case noire f2 · Pion blanc sur case blanche g2 · Pion blanc sur case noire h2 · Tour blanche sur case noire a1 · Cavalier blanc sur case blanche b1 · Fou blanc sur case noire c1 · Dame blanche sur case blanche d1 · Roi blanc sur case noire e1 · Fou blanc sur case blanche f1 · Cavalier blanc sur case noire g1 · Tour blanche sur case blanche h1 | Tour noire sur case blanche a8 · Cavalier noir sur case noire b8 · Fou noir sur case blanche c8 · Dame noire sur case noire d8 · Roi noir sur case blanche e8 · Fou noir sur case noire f8 · Cavalier noir sur case blanche g8 · Tour noire sur case noire h8 · Pion noir sur case noire a7 · Pion noir sur case blanche b7 · Pion noir sur case blanche d7 · Pion noir sur case noire e7 · Pion noir sur case blanche f7 · Pion noir sur case noire g7 · Pion noir sur case blanche h7 · Pion noir sur case noire c5 · Pion blanc sur case blanche e4 · Pion blanc sur case blanche a2 · Pion blanc sur case noire b2 · Pion blanc sur case blanche c2 · Pion blanc sur case noire d2 · Pion blanc sur case noire f2 · Pion blanc sur case blanche g2 · Pion blanc sur case noire h2 · Tour blanche sur case noire a1 · Cavalier blanc sur case blanche b1 · Fou blanc sur case noire c1 · Dame blanche sur case blanche d1 · Roi blanc sur case noire e1 · Fou blanc sur case blanche f1 · Cavalier blanc sur case noire g1 · Tour blanche sur case blanche h1 | Tour noire sur case blanche a8 · Cavalier noir sur case noire b8 · Fou noir sur case blanche c8 · Dame noire sur case noire d8 · Roi noir sur case blanche e8 · Fou noir sur case noire f8 · Cavalier noir sur case blanche g8 · Tour noire sur case noire h8 · Pion noir sur case noire a7 · Pion noir sur case blanche b7 · Pion noir sur case blanche d7 · Pion noir sur case noire e7 · Pion noir sur case blanche f7 · Pion noir sur case noire g7 · Pion noir sur case blanche h7 · Pion noir sur case noire c5 · Pion blanc sur case blanche e4 · Pion blanc sur case blanche a2 · Pion blanc sur case noire b2 · Pion blanc sur case blanche c2 · Pion blanc sur case noire d2 · Pion blanc sur case noire f2 · Pion blanc sur case blanche g2 · Pion blanc sur case noire h2 · Tour blanche sur case noire a1 · Cavalier blanc sur case blanche b1 · Fou blanc sur case noire c1 · Dame blanche sur case blanche d1 · Roi blanc sur case noire e1 · Fou blanc sur case blanche f1 · Cavalier blanc sur case noire g1 · Tour blanche sur case blanche h1 | Tour noire sur case blanche a8 · Cavalier noir sur case noire b8 · Fou noir sur case blanche c8 · Dame noire sur case noire d8 · Roi noir sur case blanche e8 · Fou noir sur case noire f8 · Cavalier noir sur case blanche g8 · Tour noire sur case noire h8 · Pion noir sur case noire a7 · Pion noir sur case blanche b7 · Pion noir sur case blanche d7 · Pion noir sur case noire e7 · Pion noir sur case blanche f7 · Pion noir sur case noire g7 · Pion noir sur case blanche h7 · Pion noir sur case noire c5 · Pion blanc sur case blanche e4 · Pion blanc sur case blanche a2 · Pion blanc sur case noire b2 · Pion blanc sur case blanche c2 · Pion blanc sur case noire d2 · Pion blanc sur case noire f2 · Pion blanc sur case blanche g2 · Pion blanc sur case noire h2 · Tour blanche sur case noire a1 · Cavalier blanc sur case blanche b1 · Fou blanc sur case noire c1 · Dame blanche sur case blanche d1 · Roi blanc sur case noire e1 · Fou blanc sur case blanche f1 · Cavalier blanc sur case noire g1 · Tour blanche sur case blanche h1 | Tour noire sur case blanche a8 · Cavalier noir sur case noire b8 · Fou noir sur case blanche c8 · Dame noire sur case noire d8 · Roi noir sur case blanche e8 · Fou noir sur case noire f8 · Cavalier noir sur case blanche g8 · Tour noire sur case noire h8 · Pion noir sur case noire a7 · Pion noir sur case blanche b7 · Pion noir sur case blanche d7 · Pion noir sur case noire e7 · Pion noir sur case blanche f7 · Pion noir sur case noire g7 · Pion noir sur case blanche h7 · Pion noir sur case noire c5 · Pion blanc sur case blanche e4 · Pion blanc sur case blanche a2 · Pion blanc sur case noire b2 · Pion blanc sur case blanche c2 · Pion blanc sur case noire d2 · Pion blanc sur case noire f2 · Pion blanc sur case blanche g2 · Pion blanc sur case noire h2 · Tour blanche sur case noire a1 · Cavalier blanc sur case blanche b1 · Fou blanc sur case noire c1 · Dame blanche sur case blanche d1 · Roi blanc sur case noire e1 · Fou blanc sur case blanche f1 · Cavalier blanc sur case noire g1 · Tour blanche sur case blanche h1 | Tour noire sur case blanche a8 · Cavalier noir sur case noire b8 · Fou noir sur case blanche c8 · Dame noire sur case noire d8 · Roi noir sur case blanche e8 · Fou noir sur case noire f8 · Cavalier noir sur case blanche g8 · Tour noire sur case noire h8 · Pion noir sur case noire a7 · Pion noir sur case blanche b7 · Pion noir sur case blanche d7 · Pion noir sur case noire e7 · Pion noir sur case blanche f7 · Pion noir sur case noire g7 · Pion noir sur case blanche h7 · Pion noir sur case noire c5 · Pion blanc sur case blanche e4 · Pion blanc sur case blanche a2 · Pion blanc sur case noire b2 · Pion blanc sur case blanche c2 · Pion blanc sur case noire d2 · Pion blanc sur case noire f2 · Pion blanc sur case blanche g2 · Pion blanc sur case noire h2 · Tour blanche sur case noire a1 · Cavalier blanc sur case blanche b1 · Fou blanc sur case noire c1 · Dame blanche sur case blanche d1 · Roi blanc sur case noire e1 · Fou blanc sur case blanche f1 · Cavalier blanc sur case noire g1 · Tour blanche sur case blanche h1 | Tour noire sur case blanche a8 · Cavalier noir sur case noire b8 · Fou noir sur case blanche c8 · Dame noire sur case noire d8 · Roi noir sur case blanche e8 · Fou noir sur case noire f8 · Cavalier noir sur case blanche g8 · Tour noire sur case noire h8 · Pion noir sur case noire a7 · Pion noir sur case blanche b7 · Pion noir sur case blanche d7 · Pion noir sur case noire e7 · Pion noir sur case blanche f7 · Pion noir sur case noire g7 · Pion noir sur case blanche h7 · Pion noir sur case noire c5 · Pion blanc sur case blanche e4 · Pion blanc sur case blanche a2 · Pion blanc sur case noire b2 · Pion blanc sur case blanche c2 · Pion blanc sur case noire d2 · Pion blanc sur case noire f2 · Pion blanc sur case blanche g2 · Pion blanc sur case noire h2 · Tour blanche sur case noire a1 · Cavalier blanc sur case blanche b1 · Fou blanc sur case noire c1 · Dame blanche sur case blanche d1 · Roi blanc sur case noire e1 · Fou blanc sur case blanche f1 · Cavalier blanc sur case noire g1 · Tour blanche sur case blanche h1 | 5 |
| 4 | Tour noire sur case blanche a8 · Cavalier noir sur case noire b8 · Fou noir sur case blanche c8 · Dame noire sur case noire d8 · Roi noir sur case blanche e8 · Fou noir sur case noire f8 · Cavalier noir sur case blanche g8 · Tour noire sur case noire h8 · Pion noir sur case noire a7 · Pion noir sur case blanche b7 · Pion noir sur case blanche d7 · Pion noir sur case noire e7 · Pion noir sur case blanche f7 · Pion noir sur case noire g7 · Pion noir sur case blanche h7 · Pion noir sur case noire c5 · Pion blanc sur case blanche e4 · Pion blanc sur case blanche a2 · Pion blanc sur case noire b2 · Pion blanc sur case blanche c2 · Pion blanc sur case noire d2 · Pion blanc sur case noire f2 · Pion blanc sur case blanche g2 · Pion blanc sur case noire h2 · Tour blanche sur case noire a1 · Cavalier blanc sur case blanche b1 · Fou blanc sur case noire c1 · Dame blanche sur case blanche d1 · Roi blanc sur case noire e1 · Fou blanc sur case blanche f1 · Cavalier blanc sur case noire g1 · Tour blanche sur case blanche h1 | Tour noire sur case blanche a8 · Cavalier noir sur case noire b8 · Fou noir sur case blanche c8 · Dame noire sur case noire d8 · Roi noir sur case blanche e8 · Fou noir sur case noire f8 · Cavalier noir sur case blanche g8 · Tour noire sur case noire h8 · Pion noir sur case noire a7 · Pion noir sur case blanche b7 · Pion noir sur case blanche d7 · Pion noir sur case noire e7 · Pion noir sur case blanche f7 · Pion noir sur case noire g7 · Pion noir sur case blanche h7 · Pion noir sur case noire c5 · Pion blanc sur case blanche e4 · Pion blanc sur case blanche a2 · Pion blanc sur case noire b2 · Pion blanc sur case blanche c2 · Pion blanc sur case noire d2 · Pion blanc sur case noire f2 · Pion blanc sur case blanche g2 · Pion blanc sur case noire h2 · Tour blanche sur case noire a1 · Cavalier blanc sur case blanche b1 · Fou blanc sur case noire c1 · Dame blanche sur case blanche d1 · Roi blanc sur case noire e1 · Fou blanc sur case blanche f1 · Cavalier blanc sur case noire g1 · Tour blanche sur case blanche h1 | Tour noire sur case blanche a8 · Cavalier noir sur case noire b8 · Fou noir sur case blanche c8 · Dame noire sur case noire d8 · Roi noir sur case blanche e8 · Fou noir sur case noire f8 · Cavalier noir sur case blanche g8 · Tour noire sur case noire h8 · Pion noir sur case noire a7 · Pion noir sur case blanche b7 · Pion noir sur case blanche d7 · Pion noir sur case noire e7 · Pion noir sur case blanche f7 · Pion noir sur case noire g7 · Pion noir sur case blanche h7 · Pion noir sur case noire c5 · Pion blanc sur case blanche e4 · Pion blanc sur case blanche a2 · Pion blanc sur case noire b2 · Pion blanc sur case blanche c2 · Pion blanc sur case noire d2 · Pion blanc sur case noire f2 · Pion blanc sur case blanche g2 · Pion blanc sur case noire h2 · Tour blanche sur case noire a1 · Cavalier blanc sur case blanche b1 · Fou blanc sur case noire c1 · Dame blanche sur case blanche d1 · Roi blanc sur case noire e1 · Fou blanc sur case blanche f1 · Cavalier blanc sur case noire g1 · Tour blanche sur case blanche h1 | Tour noire sur case blanche a8 · Cavalier noir sur case noire b8 · Fou noir sur case blanche c8 · Dame noire sur case noire d8 · Roi noir sur case blanche e8 · Fou noir sur case noire f8 · Cavalier noir sur case blanche g8 · Tour noire sur case noire h8 · Pion noir sur case noire a7 · Pion noir sur case blanche b7 · Pion noir sur case blanche d7 · Pion noir sur case noire e7 · Pion noir sur case blanche f7 · Pion noir sur case noire g7 · Pion noir sur case blanche h7 · Pion noir sur case noire c5 · Pion blanc sur case blanche e4 · Pion blanc sur case blanche a2 · Pion blanc sur case noire b2 · Pion blanc sur case blanche c2 · Pion blanc sur case noire d2 · Pion blanc sur case noire f2 · Pion blanc sur case blanche g2 · Pion blanc sur case noire h2 · Tour blanche sur case noire a1 · Cavalier blanc sur case blanche b1 · Fou blanc sur case noire c1 · Dame blanche sur case blanche d1 · Roi blanc sur case noire e1 · Fou blanc sur case blanche f1 · Cavalier blanc sur case noire g1 · Tour blanche sur case blanche h1 | Tour noire sur case blanche a8 · Cavalier noir sur case noire b8 · Fou noir sur case blanche c8 · Dame noire sur case noire d8 · Roi noir sur case blanche e8 · Fou noir sur case noire f8 · Cavalier noir sur case blanche g8 · Tour noire sur case noire h8 · Pion noir sur case noire a7 · Pion noir sur case blanche b7 · Pion noir sur case blanche d7 · Pion noir sur case noire e7 · Pion noir sur case blanche f7 · Pion noir sur case noire g7 · Pion noir sur case blanche h7 · Pion noir sur case noire c5 · Pion blanc sur case blanche e4 · Pion blanc sur case blanche a2 · Pion blanc sur case noire b2 · Pion blanc sur case blanche c2 · Pion blanc sur case noire d2 · Pion blanc sur case noire f2 · Pion blanc sur case blanche g2 · Pion blanc sur case noire h2 · Tour blanche sur case noire a1 · Cavalier blanc sur case blanche b1 · Fou blanc sur case noire c1 · Dame blanche sur case blanche d1 · Roi blanc sur case noire e1 · Fou blanc sur case blanche f1 · Cavalier blanc sur case noire g1 · Tour blanche sur case blanche h1 | Tour noire sur case blanche a8 · Cavalier noir sur case noire b8 · Fou noir sur case blanche c8 · Dame noire sur case noire d8 · Roi noir sur case blanche e8 · Fou noir sur case noire f8 · Cavalier noir sur case blanche g8 · Tour noire sur case noire h8 · Pion noir sur case noire a7 · Pion noir sur case blanche b7 · Pion noir sur case blanche d7 · Pion noir sur case noire e7 · Pion noir sur case blanche f7 · Pion noir sur case noire g7 · Pion noir sur case blanche h7 · Pion noir sur case noire c5 · Pion blanc sur case blanche e4 · Pion blanc sur case blanche a2 · Pion blanc sur case noire b2 · Pion blanc sur case blanche c2 · Pion blanc sur case noire d2 · Pion blanc sur case noire f2 · Pion blanc sur case blanche g2 · Pion blanc sur case noire h2 · Tour blanche sur case noire a1 · Cavalier blanc sur case blanche b1 · Fou blanc sur case noire c1 · Dame blanche sur case blanche d1 · Roi blanc sur case noire e1 · Fou blanc sur case blanche f1 · Cavalier blanc sur case noire g1 · Tour blanche sur case blanche h1 | Tour noire sur case blanche a8 · Cavalier noir sur case noire b8 · Fou noir sur case blanche c8 · Dame noire sur case noire d8 · Roi noir sur case blanche e8 · Fou noir sur case noire f8 · Cavalier noir sur case blanche g8 · Tour noire sur case noire h8 · Pion noir sur case noire a7 · Pion noir sur case blanche b7 · Pion noir sur case blanche d7 · Pion noir sur case noire e7 · Pion noir sur case blanche f7 · Pion noir sur case noire g7 · Pion noir sur case blanche h7 · Pion noir sur case noire c5 · Pion blanc sur case blanche e4 · Pion blanc sur case blanche a2 · Pion blanc sur case noire b2 · Pion blanc sur case blanche c2 · Pion blanc sur case noire d2 · Pion blanc sur case noire f2 · Pion blanc sur case blanche g2 · Pion blanc sur case noire h2 · Tour blanche sur case noire a1 · Cavalier blanc sur case blanche b1 · Fou blanc sur case noire c1 · Dame blanche sur case blanche d1 · Roi blanc sur case noire e1 · Fou blanc sur case blanche f1 · Cavalier blanc sur case noire g1 · Tour blanche sur case blanche h1 | Tour noire sur case blanche a8 · Cavalier noir sur case noire b8 · Fou noir sur case blanche c8 · Dame noire sur case noire d8 · Roi noir sur case blanche e8 · Fou noir sur case noire f8 · Cavalier noir sur case blanche g8 · Tour noire sur case noire h8 · Pion noir sur case noire a7 · Pion noir sur case blanche b7 · Pion noir sur case blanche d7 · Pion noir sur case noire e7 · Pion noir sur case blanche f7 · Pion noir sur case noire g7 · Pion noir sur case blanche h7 · Pion noir sur case noire c5 · Pion blanc sur case blanche e4 · Pion blanc sur case blanche a2 · Pion blanc sur case noire b2 · Pion blanc sur case blanche c2 · Pion blanc sur case noire d2 · Pion blanc sur case noire f2 · Pion blanc sur case blanche g2 · Pion blanc sur case noire h2 · Tour blanche sur case noire a1 · Cavalier blanc sur case blanche b1 · Fou blanc sur case noire c1 · Dame blanche sur case blanche d1 · Roi blanc sur case noire e1 · Fou blanc sur case blanche f1 · Cavalier blanc sur case noire g1 · Tour blanche sur case blanche h1 | 4 |
| 3 | Tour noire sur case blanche a8 · Cavalier noir sur case noire b8 · Fou noir sur case blanche c8 · Dame noire sur case noire d8 · Roi noir sur case blanche e8 · Fou noir sur case noire f8 · Cavalier noir sur case blanche g8 · Tour noire sur case noire h8 · Pion noir sur case noire a7 · Pion noir sur case blanche b7 · Pion noir sur case blanche d7 · Pion noir sur case noire e7 · Pion noir sur case blanche f7 · Pion noir sur case noire g7 · Pion noir sur case blanche h7 · Pion noir sur case noire c5 · Pion blanc sur case blanche e4 · Pion blanc sur case blanche a2 · Pion blanc sur case noire b2 · Pion blanc sur case blanche c2 · Pion blanc sur case noire d2 · Pion blanc sur case noire f2 · Pion blanc sur case blanche g2 · Pion blanc sur case noire h2 · Tour blanche sur case noire a1 · Cavalier blanc sur case blanche b1 · Fou blanc sur case noire c1 · Dame blanche sur case blanche d1 · Roi blanc sur case noire e1 · Fou blanc sur case blanche f1 · Cavalier blanc sur case noire g1 · Tour blanche sur case blanche h1 | Tour noire sur case blanche a8 · Cavalier noir sur case noire b8 · Fou noir sur case blanche c8 · Dame noire sur case noire d8 · Roi noir sur case blanche e8 · Fou noir sur case noire f8 · Cavalier noir sur case blanche g8 · Tour noire sur case noire h8 · Pion noir sur case noire a7 · Pion noir sur case blanche b7 · Pion noir sur case blanche d7 · Pion noir sur case noire e7 · Pion noir sur case blanche f7 · Pion noir sur case noire g7 · Pion noir sur case blanche h7 · Pion noir sur case noire c5 · Pion blanc sur case blanche e4 · Pion blanc sur case blanche a2 · Pion blanc sur case noire b2 · Pion blanc sur case blanche c2 · Pion blanc sur case noire d2 · Pion blanc sur case noire f2 · Pion blanc sur case blanche g2 · Pion blanc sur case noire h2 · Tour blanche sur case noire a1 · Cavalier blanc sur case blanche b1 · Fou blanc sur case noire c1 · Dame blanche sur case blanche d1 · Roi blanc sur case noire e1 · Fou blanc sur case blanche f1 · Cavalier blanc sur case noire g1 · Tour blanche sur case blanche h1 | Tour noire sur case blanche a8 · Cavalier noir sur case noire b8 · Fou noir sur case blanche c8 · Dame noire sur case noire d8 · Roi noir sur case blanche e8 · Fou noir sur case noire f8 · Cavalier noir sur case blanche g8 · Tour noire sur case noire h8 · Pion noir sur case noire a7 · Pion noir sur case blanche b7 · Pion noir sur case blanche d7 · Pion noir sur case noire e7 · Pion noir sur case blanche f7 · Pion noir sur case noire g7 · Pion noir sur case blanche h7 · Pion noir sur case noire c5 · Pion blanc sur case blanche e4 · Pion blanc sur case blanche a2 · Pion blanc sur case noire b2 · Pion blanc sur case blanche c2 · Pion blanc sur case noire d2 · Pion blanc sur case noire f2 · Pion blanc sur case blanche g2 · Pion blanc sur case noire h2 · Tour blanche sur case noire a1 · Cavalier blanc sur case blanche b1 · Fou blanc sur case noire c1 · Dame blanche sur case blanche d1 · Roi blanc sur case noire e1 · Fou blanc sur case blanche f1 · Cavalier blanc sur case noire g1 · Tour blanche sur case blanche h1 | Tour noire sur case blanche a8 · Cavalier noir sur case noire b8 · Fou noir sur case blanche c8 · Dame noire sur case noire d8 · Roi noir sur case blanche e8 · Fou noir sur case noire f8 · Cavalier noir sur case blanche g8 · Tour noire sur case noire h8 · Pion noir sur case noire a7 · Pion noir sur case blanche b7 · Pion noir sur case blanche d7 · Pion noir sur case noire e7 · Pion noir sur case blanche f7 · Pion noir sur case noire g7 · Pion noir sur case blanche h7 · Pion noir sur case noire c5 · Pion blanc sur case blanche e4 · Pion blanc sur case blanche a2 · Pion blanc sur case noire b2 · Pion blanc sur case blanche c2 · Pion blanc sur case noire d2 · Pion blanc sur case noire f2 · Pion blanc sur case blanche g2 · Pion blanc sur case noire h2 · Tour blanche sur case noire a1 · Cavalier blanc sur case blanche b1 · Fou blanc sur case noire c1 · Dame blanche sur case blanche d1 · Roi blanc sur case noire e1 · Fou blanc sur case blanche f1 · Cavalier blanc sur case noire g1 · Tour blanche sur case blanche h1 | Tour noire sur case blanche a8 · Cavalier noir sur case noire b8 · Fou noir sur case blanche c8 · Dame noire sur case noire d8 · Roi noir sur case blanche e8 · Fou noir sur case noire f8 · Cavalier noir sur case blanche g8 · Tour noire sur case noire h8 · Pion noir sur case noire a7 · Pion noir sur case blanche b7 · Pion noir sur case blanche d7 · Pion noir sur case noire e7 · Pion noir sur case blanche f7 · Pion noir sur case noire g7 · Pion noir sur case blanche h7 · Pion noir sur case noire c5 · Pion blanc sur case blanche e4 · Pion blanc sur case blanche a2 · Pion blanc sur case noire b2 · Pion blanc sur case blanche c2 · Pion blanc sur case noire d2 · Pion blanc sur case noire f2 · Pion blanc sur case blanche g2 · Pion blanc sur case noire h2 · Tour blanche sur case noire a1 · Cavalier blanc sur case blanche b1 · Fou blanc sur case noire c1 · Dame blanche sur case blanche d1 · Roi blanc sur case noire e1 · Fou blanc sur case blanche f1 · Cavalier blanc sur case noire g1 · Tour blanche sur case blanche h1 | Tour noire sur case blanche a8 · Cavalier noir sur case noire b8 · Fou noir sur case blanche c8 · Dame noire sur case noire d8 · Roi noir sur case blanche e8 · Fou noir sur case noire f8 · Cavalier noir sur case blanche g8 · Tour noire sur case noire h8 · Pion noir sur case noire a7 · Pion noir sur case blanche b7 · Pion noir sur case blanche d7 · Pion noir sur case noire e7 · Pion noir sur case blanche f7 · Pion noir sur case noire g7 · Pion noir sur case blanche h7 · Pion noir sur case noire c5 · Pion blanc sur case blanche e4 · Pion blanc sur case blanche a2 · Pion blanc sur case noire b2 · Pion blanc sur case blanche c2 · Pion blanc sur case noire d2 · Pion blanc sur case noire f2 · Pion blanc sur case blanche g2 · Pion blanc sur case noire h2 · Tour blanche sur case noire a1 · Cavalier blanc sur case blanche b1 · Fou blanc sur case noire c1 · Dame blanche sur case blanche d1 · Roi blanc sur case noire e1 · Fou blanc sur case blanche f1 · Cavalier blanc sur case noire g1 · Tour blanche sur case blanche h1 | Tour noire sur case blanche a8 · Cavalier noir sur case noire b8 · Fou noir sur case blanche c8 · Dame noire sur case noire d8 · Roi noir sur case blanche e8 · Fou noir sur case noire f8 · Cavalier noir sur case blanche g8 · Tour noire sur case noire h8 · Pion noir sur case noire a7 · Pion noir sur case blanche b7 · Pion noir sur case blanche d7 · Pion noir sur case noire e7 · Pion noir sur case blanche f7 · Pion noir sur case noire g7 · Pion noir sur case blanche h7 · Pion noir sur case noire c5 · Pion blanc sur case blanche e4 · Pion blanc sur case blanche a2 · Pion blanc sur case noire b2 · Pion blanc sur case blanche c2 · Pion blanc sur case noire d2 · Pion blanc sur case noire f2 · Pion blanc sur case blanche g2 · Pion blanc sur case noire h2 · Tour blanche sur case noire a1 · Cavalier blanc sur case blanche b1 · Fou blanc sur case noire c1 · Dame blanche sur case blanche d1 · Roi blanc sur case noire e1 · Fou blanc sur case blanche f1 · Cavalier blanc sur case noire g1 · Tour blanche sur case blanche h1 | Tour noire sur case blanche a8 · Cavalier noir sur case noire b8 · Fou noir sur case blanche c8 · Dame noire sur case noire d8 · Roi noir sur case blanche e8 · Fou noir sur case noire f8 · Cavalier noir sur case blanche g8 · Tour noire sur case noire h8 · Pion noir sur case noire a7 · Pion noir sur case blanche b7 · Pion noir sur case blanche d7 · Pion noir sur case noire e7 · Pion noir sur case blanche f7 · Pion noir sur case noire g7 · Pion noir sur case blanche h7 · Pion noir sur case noire c5 · Pion blanc sur case blanche e4 · Pion blanc sur case blanche a2 · Pion blanc sur case noire b2 · Pion blanc sur case blanche c2 · Pion blanc sur case noire d2 · Pion blanc sur case noire f2 · Pion blanc sur case blanche g2 · Pion blanc sur case noire h2 · Tour blanche sur case noire a1 · Cavalier blanc sur case blanche b1 · Fou blanc sur case noire c1 · Dame blanche sur case blanche d1 · Roi blanc sur case noire e1 · Fou blanc sur case blanche f1 · Cavalier blanc sur case noire g1 · Tour blanche sur case blanche h1 | 3 |
| 2 | Tour noire sur case blanche a8 · Cavalier noir sur case noire b8 · Fou noir sur case blanche c8 · Dame noire sur case noire d8 · Roi noir sur case blanche e8 · Fou noir sur case noire f8 · Cavalier noir sur case blanche g8 · Tour noire sur case noire h8 · Pion noir sur case noire a7 · Pion noir sur case blanche b7 · Pion noir sur case blanche d7 · Pion noir sur case noire e7 · Pion noir sur case blanche f7 · Pion noir sur case noire g7 · Pion noir sur case blanche h7 · Pion noir sur case noire c5 · Pion blanc sur case blanche e4 · Pion blanc sur case blanche a2 · Pion blanc sur case noire b2 · Pion blanc sur case blanche c2 · Pion blanc sur case noire d2 · Pion blanc sur case noire f2 · Pion blanc sur case blanche g2 · Pion blanc sur case noire h2 · Tour blanche sur case noire a1 · Cavalier blanc sur case blanche b1 · Fou blanc sur case noire c1 · Dame blanche sur case blanche d1 · Roi blanc sur case noire e1 · Fou blanc sur case blanche f1 · Cavalier blanc sur case noire g1 · Tour blanche sur case blanche h1 | Tour noire sur case blanche a8 · Cavalier noir sur case noire b8 · Fou noir sur case blanche c8 · Dame noire sur case noire d8 · Roi noir sur case blanche e8 · Fou noir sur case noire f8 · Cavalier noir sur case blanche g8 · Tour noire sur case noire h8 · Pion noir sur case noire a7 · Pion noir sur case blanche b7 · Pion noir sur case blanche d7 · Pion noir sur case noire e7 · Pion noir sur case blanche f7 · Pion noir sur case noire g7 · Pion noir sur case blanche h7 · Pion noir sur case noire c5 · Pion blanc sur case blanche e4 · Pion blanc sur case blanche a2 · Pion blanc sur case noire b2 · Pion blanc sur case blanche c2 · Pion blanc sur case noire d2 · Pion blanc sur case noire f2 · Pion blanc sur case blanche g2 · Pion blanc sur case noire h2 · Tour blanche sur case noire a1 · Cavalier blanc sur case blanche b1 · Fou blanc sur case noire c1 · Dame blanche sur case blanche d1 · Roi blanc sur case noire e1 · Fou blanc sur case blanche f1 · Cavalier blanc sur case noire g1 · Tour blanche sur case blanche h1 | Tour noire sur case blanche a8 · Cavalier noir sur case noire b8 · Fou noir sur case blanche c8 · Dame noire sur case noire d8 · Roi noir sur case blanche e8 · Fou noir sur case noire f8 · Cavalier noir sur case blanche g8 · Tour noire sur case noire h8 · Pion noir sur case noire a7 · Pion noir sur case blanche b7 · Pion noir sur case blanche d7 · Pion noir sur case noire e7 · Pion noir sur case blanche f7 · Pion noir sur case noire g7 · Pion noir sur case blanche h7 · Pion noir sur case noire c5 · Pion blanc sur case blanche e4 · Pion blanc sur case blanche a2 · Pion blanc sur case noire b2 · Pion blanc sur case blanche c2 · Pion blanc sur case noire d2 · Pion blanc sur case noire f2 · Pion blanc sur case blanche g2 · Pion blanc sur case noire h2 · Tour blanche sur case noire a1 · Cavalier blanc sur case blanche b1 · Fou blanc sur case noire c1 · Dame blanche sur case blanche d1 · Roi blanc sur case noire e1 · Fou blanc sur case blanche f1 · Cavalier blanc sur case noire g1 · Tour blanche sur case blanche h1 | Tour noire sur case blanche a8 · Cavalier noir sur case noire b8 · Fou noir sur case blanche c8 · Dame noire sur case noire d8 · Roi noir sur case blanche e8 · Fou noir sur case noire f8 · Cavalier noir sur case blanche g8 · Tour noire sur case noire h8 · Pion noir sur case noire a7 · Pion noir sur case blanche b7 · Pion noir sur case blanche d7 · Pion noir sur case noire e7 · Pion noir sur case blanche f7 · Pion noir sur case noire g7 · Pion noir sur case blanche h7 · Pion noir sur case noire c5 · Pion blanc sur case blanche e4 · Pion blanc sur case blanche a2 · Pion blanc sur case noire b2 · Pion blanc sur case blanche c2 · Pion blanc sur case noire d2 · Pion blanc sur case noire f2 · Pion blanc sur case blanche g2 · Pion blanc sur case noire h2 · Tour blanche sur case noire a1 · Cavalier blanc sur case blanche b1 · Fou blanc sur case noire c1 · Dame blanche sur case blanche d1 · Roi blanc sur case noire e1 · Fou blanc sur case blanche f1 · Cavalier blanc sur case noire g1 · Tour blanche sur case blanche h1 | Tour noire sur case blanche a8 · Cavalier noir sur case noire b8 · Fou noir sur case blanche c8 · Dame noire sur case noire d8 · Roi noir sur case blanche e8 · Fou noir sur case noire f8 · Cavalier noir sur case blanche g8 · Tour noire sur case noire h8 · Pion noir sur case noire a7 · Pion noir sur case blanche b7 · Pion noir sur case blanche d7 · Pion noir sur case noire e7 · Pion noir sur case blanche f7 · Pion noir sur case noire g7 · Pion noir sur case blanche h7 · Pion noir sur case noire c5 · Pion blanc sur case blanche e4 · Pion blanc sur case blanche a2 · Pion blanc sur case noire b2 · Pion blanc sur case blanche c2 · Pion blanc sur case noire d2 · Pion blanc sur case noire f2 · Pion blanc sur case blanche g2 · Pion blanc sur case noire h2 · Tour blanche sur case noire a1 · Cavalier blanc sur case blanche b1 · Fou blanc sur case noire c1 · Dame blanche sur case blanche d1 · Roi blanc sur case noire e1 · Fou blanc sur case blanche f1 · Cavalier blanc sur case noire g1 · Tour blanche sur case blanche h1 | Tour noire sur case blanche a8 · Cavalier noir sur case noire b8 · Fou noir sur case blanche c8 · Dame noire sur case noire d8 · Roi noir sur case blanche e8 · Fou noir sur case noire f8 · Cavalier noir sur case blanche g8 · Tour noire sur case noire h8 · Pion noir sur case noire a7 · Pion noir sur case blanche b7 · Pion noir sur case blanche d7 · Pion noir sur case noire e7 · Pion noir sur case blanche f7 · Pion noir sur case noire g7 · Pion noir sur case blanche h7 · Pion noir sur case noire c5 · Pion blanc sur case blanche e4 · Pion blanc sur case blanche a2 · Pion blanc sur case noire b2 · Pion blanc sur case blanche c2 · Pion blanc sur case noire d2 · Pion blanc sur case noire f2 · Pion blanc sur case blanche g2 · Pion blanc sur case noire h2 · Tour blanche sur case noire a1 · Cavalier blanc sur case blanche b1 · Fou blanc sur case noire c1 · Dame blanche sur case blanche d1 · Roi blanc sur case noire e1 · Fou blanc sur case blanche f1 · Cavalier blanc sur case noire g1 · Tour blanche sur case blanche h1 | Tour noire sur case blanche a8 · Cavalier noir sur case noire b8 · Fou noir sur case blanche c8 · Dame noire sur case noire d8 · Roi noir sur case blanche e8 · Fou noir sur case noire f8 · Cavalier noir sur case blanche g8 · Tour noire sur case noire h8 · Pion noir sur case noire a7 · Pion noir sur case blanche b7 · Pion noir sur case blanche d7 · Pion noir sur case noire e7 · Pion noir sur case blanche f7 · Pion noir sur case noire g7 · Pion noir sur case blanche h7 · Pion noir sur case noire c5 · Pion blanc sur case blanche e4 · Pion blanc sur case blanche a2 · Pion blanc sur case noire b2 · Pion blanc sur case blanche c2 · Pion blanc sur case noire d2 · Pion blanc sur case noire f2 · Pion blanc sur case blanche g2 · Pion blanc sur case noire h2 · Tour blanche sur case noire a1 · Cavalier blanc sur case blanche b1 · Fou blanc sur case noire c1 · Dame blanche sur case blanche d1 · Roi blanc sur case noire e1 · Fou blanc sur case blanche f1 · Cavalier blanc sur case noire g1 · Tour blanche sur case blanche h1 | Tour noire sur case blanche a8 · Cavalier noir sur case noire b8 · Fou noir sur case blanche c8 · Dame noire sur case noire d8 · Roi noir sur case blanche e8 · Fou noir sur case noire f8 · Cavalier noir sur case blanche g8 · Tour noire sur case noire h8 · Pion noir sur case noire a7 · Pion noir sur case blanche b7 · Pion noir sur case blanche d7 · Pion noir sur case noire e7 · Pion noir sur case blanche f7 · Pion noir sur case noire g7 · Pion noir sur case blanche h7 · Pion noir sur case noire c5 · Pion blanc sur case blanche e4 · Pion blanc sur case blanche a2 · Pion blanc sur case noire b2 · Pion blanc sur case blanche c2 · Pion blanc sur case noire d2 · Pion blanc sur case noire f2 · Pion blanc sur case blanche g2 · Pion blanc sur case noire h2 · Tour blanche sur case noire a1 · Cavalier blanc sur case blanche b1 · Fou blanc sur case noire c1 · Dame blanche sur case blanche d1 · Roi blanc sur case noire e1 · Fou blanc sur case blanche f1 · Cavalier blanc sur case noire g1 · Tour blanche sur case blanche h1 | 2 |
| 1 | Tour noire sur case blanche a8 · Cavalier noir sur case noire b8 · Fou noir sur case blanche c8 · Dame noire sur case noire d8 · Roi noir sur case blanche e8 · Fou noir sur case noire f8 · Cavalier noir sur case blanche g8 · Tour noire sur case noire h8 · Pion noir sur case noire a7 · Pion noir sur case blanche b7 · Pion noir sur case blanche d7 · Pion noir sur case noire e7 · Pion noir sur case blanche f7 · Pion noir sur case noire g7 · Pion noir sur case blanche h7 · Pion noir sur case noire c5 · Pion blanc sur case blanche e4 · Pion blanc sur case blanche a2 · Pion blanc sur case noire b2 · Pion blanc sur case blanche c2 · Pion blanc sur case noire d2 · Pion blanc sur case noire f2 · Pion blanc sur case blanche g2 · Pion blanc sur case noire h2 · Tour blanche sur case noire a1 · Cavalier blanc sur case blanche b1 · Fou blanc sur case noire c1 · Dame blanche sur case blanche d1 · Roi blanc sur case noire e1 · Fou blanc sur case blanche f1 · Cavalier blanc sur case noire g1 · Tour blanche sur case blanche h1 | Tour noire sur case blanche a8 · Cavalier noir sur case noire b8 · Fou noir sur case blanche c8 · Dame noire sur case noire d8 · Roi noir sur case blanche e8 · Fou noir sur case noire f8 · Cavalier noir sur case blanche g8 · Tour noire sur case noire h8 · Pion noir sur case noire a7 · Pion noir sur case blanche b7 · Pion noir sur case blanche d7 · Pion noir sur case noire e7 · Pion noir sur case blanche f7 · Pion noir sur case noire g7 · Pion noir sur case blanche h7 · Pion noir sur case noire c5 · Pion blanc sur case blanche e4 · Pion blanc sur case blanche a2 · Pion blanc sur case noire b2 · Pion blanc sur case blanche c2 · Pion blanc sur case noire d2 · Pion blanc sur case noire f2 · Pion blanc sur case blanche g2 · Pion blanc sur case noire h2 · Tour blanche sur case noire a1 · Cavalier blanc sur case blanche b1 · Fou blanc sur case noire c1 · Dame blanche sur case blanche d1 · Roi blanc sur case noire e1 · Fou blanc sur case blanche f1 · Cavalier blanc sur case noire g1 · Tour blanche sur case blanche h1 | Tour noire sur case blanche a8 · Cavalier noir sur case noire b8 · Fou noir sur case blanche c8 · Dame noire sur case noire d8 · Roi noir sur case blanche e8 · Fou noir sur case noire f8 · Cavalier noir sur case blanche g8 · Tour noire sur case noire h8 · Pion noir sur case noire a7 · Pion noir sur case blanche b7 · Pion noir sur case blanche d7 · Pion noir sur case noire e7 · Pion noir sur case blanche f7 · Pion noir sur case noire g7 · Pion noir sur case blanche h7 · Pion noir sur case noire c5 · Pion blanc sur case blanche e4 · Pion blanc sur case blanche a2 · Pion blanc sur case noire b2 · Pion blanc sur case blanche c2 · Pion blanc sur case noire d2 · Pion blanc sur case noire f2 · Pion blanc sur case blanche g2 · Pion blanc sur case noire h2 · Tour blanche sur case noire a1 · Cavalier blanc sur case blanche b1 · Fou blanc sur case noire c1 · Dame blanche sur case blanche d1 · Roi blanc sur case noire e1 · Fou blanc sur case blanche f1 · Cavalier blanc sur case noire g1 · Tour blanche sur case blanche h1 | Tour noire sur case blanche a8 · Cavalier noir sur case noire b8 · Fou noir sur case blanche c8 · Dame noire sur case noire d8 · Roi noir sur case blanche e8 · Fou noir sur case noire f8 · Cavalier noir sur case blanche g8 · Tour noire sur case noire h8 · Pion noir sur case noire a7 · Pion noir sur case blanche b7 · Pion noir sur case blanche d7 · Pion noir sur case noire e7 · Pion noir sur case blanche f7 · Pion noir sur case noire g7 · Pion noir sur case blanche h7 · Pion noir sur case noire c5 · Pion blanc sur case blanche e4 · Pion blanc sur case blanche a2 · Pion blanc sur case noire b2 · Pion blanc sur case blanche c2 · Pion blanc sur case noire d2 · Pion blanc sur case noire f2 · Pion blanc sur case blanche g2 · Pion blanc sur case noire h2 · Tour blanche sur case noire a1 · Cavalier blanc sur case blanche b1 · Fou blanc sur case noire c1 · Dame blanche sur case blanche d1 · Roi blanc sur case noire e1 · Fou blanc sur case blanche f1 · Cavalier blanc sur case noire g1 · Tour blanche sur case blanche h1 | Tour noire sur case blanche a8 · Cavalier noir sur case noire b8 · Fou noir sur case blanche c8 · Dame noire sur case noire d8 · Roi noir sur case blanche e8 · Fou noir sur case noire f8 · Cavalier noir sur case blanche g8 · Tour noire sur case noire h8 · Pion noir sur case noire a7 · Pion noir sur case blanche b7 · Pion noir sur case blanche d7 · Pion noir sur case noire e7 · Pion noir sur case blanche f7 · Pion noir sur case noire g7 · Pion noir sur case blanche h7 · Pion noir sur case noire c5 · Pion blanc sur case blanche e4 · Pion blanc sur case blanche a2 · Pion blanc sur case noire b2 · Pion blanc sur case blanche c2 · Pion blanc sur case noire d2 · Pion blanc sur case noire f2 · Pion blanc sur case blanche g2 · Pion blanc sur case noire h2 · Tour blanche sur case noire a1 · Cavalier blanc sur case blanche b1 · Fou blanc sur case noire c1 · Dame blanche sur case blanche d1 · Roi blanc sur case noire e1 · Fou blanc sur case blanche f1 · Cavalier blanc sur case noire g1 · Tour blanche sur case blanche h1 | Tour noire sur case blanche a8 · Cavalier noir sur case noire b8 · Fou noir sur case blanche c8 · Dame noire sur case noire d8 · Roi noir sur case blanche e8 · Fou noir sur case noire f8 · Cavalier noir sur case blanche g8 · Tour noire sur case noire h8 · Pion noir sur case noire a7 · Pion noir sur case blanche b7 · Pion noir sur case blanche d7 · Pion noir sur case noire e7 · Pion noir sur case blanche f7 · Pion noir sur case noire g7 · Pion noir sur case blanche h7 · Pion noir sur case noire c5 · Pion blanc sur case blanche e4 · Pion blanc sur case blanche a2 · Pion blanc sur case noire b2 · Pion blanc sur case blanche c2 · Pion blanc sur case noire d2 · Pion blanc sur case noire f2 · Pion blanc sur case blanche g2 · Pion blanc sur case noire h2 · Tour blanche sur case noire a1 · Cavalier blanc sur case blanche b1 · Fou blanc sur case noire c1 · Dame blanche sur case blanche d1 · Roi blanc sur case noire e1 · Fou blanc sur case blanche f1 · Cavalier blanc sur case noire g1 · Tour blanche sur case blanche h1 | Tour noire sur case blanche a8 · Cavalier noir sur case noire b8 · Fou noir sur case blanche c8 · Dame noire sur case noire d8 · Roi noir sur case blanche e8 · Fou noir sur case noire f8 · Cavalier noir sur case blanche g8 · Tour noire sur case noire h8 · Pion noir sur case noire a7 · Pion noir sur case blanche b7 · Pion noir sur case blanche d7 · Pion noir sur case noire e7 · Pion noir sur case blanche f7 · Pion noir sur case noire g7 · Pion noir sur case blanche h7 · Pion noir sur case noire c5 · Pion blanc sur case blanche e4 · Pion blanc sur case blanche a2 · Pion blanc sur case noire b2 · Pion blanc sur case blanche c2 · Pion blanc sur case noire d2 · Pion blanc sur case noire f2 · Pion blanc sur case blanche g2 · Pion blanc sur case noire h2 · Tour blanche sur case noire a1 · Cavalier blanc sur case blanche b1 · Fou blanc sur case noire c1 · Dame blanche sur case blanche d1 · Roi blanc sur case noire e1 · Fou blanc sur case blanche f1 · Cavalier blanc sur case noire g1 · Tour blanche sur case blanche h1 | Tour noire sur case blanche a8 · Cavalier noir sur case noire b8 · Fou noir sur case blanche c8 · Dame noire sur case noire d8 · Roi noir sur case blanche e8 · Fou noir sur case noire f8 · Cavalier noir sur case blanche g8 · Tour noire sur case noire h8 · Pion noir sur case noire a7 · Pion noir sur case blanche b7 · Pion noir sur case blanche d7 · Pion noir sur case noire e7 · Pion noir sur case blanche f7 · Pion noir sur case noire g7 · Pion noir sur case blanche h7 · Pion noir sur case noire c5 · Pion blanc sur case blanche e4 · Pion blanc sur case blanche a2 · Pion blanc sur case noire b2 · Pion blanc sur case blanche c2 · Pion blanc sur case noire d2 · Pion blanc sur case noire f2 · Pion blanc sur case blanche g2 · Pion blanc sur case noire h2 · Tour blanche sur case noire a1 · Cavalier blanc sur case blanche b1 · Fou blanc sur case noire c1 · Dame blanche sur case blanche d1 · Roi blanc sur case noire e1 · Fou blanc sur case blanche f1 · Cavalier blanc sur case noire g1 · Tour blanche sur case blanche h1 | 1 |
|   | a | b | c | d | e | f | g | h |   |

La défense sicilienne est une des ouvertures les plus jouées du jeu d'échecs. Populaire auprès des joueurs de tous niveaux, elle s'obtient après les coups 1. e4 c5.

## Historique
Elle remonte à l'ouvrage de Giulio Cesare Polerio vers 1590 et reçut apparemment son nom du joueur italien Gioachino Greco, qui l'étudiait déjà au XVIIe siècle. Elle ne figurait pas, à la différence de la partie espagnole et de la partie italienne, dans le Manuscrit de Göttingen, ni — à la différence notamment de la défense française ou de la défense scandinave — dans le Traité de Lucena, deux ouvrages qui rassemblaient l'essentiel du savoir échiquéen à la fin du XVe siècle. De ce point de vue, la défense sicilienne peut être considérée comme un raffinement de la théorie échiquéenne naissante à cette période.
Aux origines de la défense sicilienne, le coup 2... Cc6 (code ECO B30-B39), qui mène à la variante classique après 5...d6 (codes ECO B56 à B69) était jugé le plus naturel. Les Noirs développaient rapidement leur aile Dame, en prélude à une action éventuelle sur la colonne c par la Tour a8. L'aile Roi était développée plus tardivement.
L'autre coup naturel 2...e6 (code ECO B40-B49) pouvait transposer avec 2...Cc6 après la continuation populaire 3. d4 cxd4 4. Cxd4 Cf6 5. Cc3 Cc6 (Sicilienne des quatre cavaliers), mais pouvait aussi mener à des variantes indépendantes telles que la sicilienne Kan (codes ECO B40-B43).
Le coup, apparu tardivement, 2...d6 (codes ECO B50 à B99) a supplanté en popularité le coup de Cavalier des origines ; la variante du dragon date des années 1900 et la variante Najdorf des années 1940. Avant les années 1970, il était rare qu'un joueur de 1. e4 évite 2. Cf3 et 3. d4, ce qui fait qu'il était possible de bâtir un répertoire entier autour de la variante Najdorf, à l'instar de Bobby Fischer.

## Description
Elle appartient aux débuts semi-ouverts et est très utilisée face au coup blanc 1. e4.
L'idée principale de la défense sicilienne est d'opposer à l'avantage d'espace[Quoi ?] des blancs au centre et à l'aile roi un contre-jeu actif à l'aile dame, retardant souvent le petit roque. Depuis plusieurs décennies, elle est très populaire, car elle offre aux noirs de réelles chances de gain sans devoir se contenter de l'égalisation, tandis que d'autres ouvertures, comme la défense russe, limitent certes les chances des blancs mais offrent moins de perspectives de victoire aux noirs. La sicilienne conduit à un jeu très dynamique et offre des possibilités de victoire aux deux camps, ce qui plaît généralement aux joueurs de club.
Cette ouverture, l'une des plus étudiées sur le plan théorique, contient de très nombreuses variantes.
Elle s'impose dans tout répertoire d'ouvertures d'un joueur avancé. Selon le GMI Svechnikov, « aucun joueur ne peut devenir champion du monde s'il n'inscrit pas dans son répertoire la défense sicilienne. » Dans son livre Maîtriser les ouvertures volume 4, John Watson avance que cette ouverture n'est pas adaptée pour les joueurs de moins de 1700 Elo car cela impliquerait presque toujours de « jouer avec moins d'espace et de développement, et dans certains cas avec des structures de pions bizarres et relativement peu instructives ».

## Variantes
Cette ouverture menant à un très vaste ensemble de positions aux possibilités différentes, elle occupe beaucoup de place dans le code ECO. En effet, elle regroupe tous les codes de [B20] à [B99].
On classe les nombreuses variantes en deux groupes principaux : les « siciliennes ouvertes », où les blancs ouvrent rapidement le centre par Cf3 et d4, et les « anti-siciliennes ».

### Variantes ouvertes (avec 2. Cf3 et 3. d4)
a) Avec les cavaliers noirs en c6 et f6 (Cc6 et Cf6), sans ...g6 et sans ...e5 :
- la sicilienne des quatre cavaliers (B45) : 1. e4 c5 2. Cf3 Cc6 (ou e6) 3. d4 cxd4 4. Cxd4 Cf6 5. Cc3 e6 (ou Cc6) (elle peut transposer dans la Variante Svechnikov, après 6. Cdb5 d6 7. Ff4 e5 8. Fg5; notez que la transposition a pris un coup de plus, puisque les noirs ont joué ...e6, ...e5 et les blancs Ff4, Fg5.
  - sous-variante : la variante cobra classique 1. e4 c5 2. Cf3 e6 3. d4 cxd4 4. Cxd4 Cf6 5. Cc3 Cc6 6. Cdb5 Fc5
- la sicilienne classique (B56 à B69) : 1. e4 c5 2. Cf3 Cc6 (ou d6) 3. d4 cxd4 4. Cxd4 Cf6 5. Cc3 d6 (ou Cc6)
  - sous-variante : l'attaque Richter-Rauzer (B60 à B69) : 6. Fg5
  - sous-variante : l'attaque Sozine (B57 et B86-B89) : 6. Fc4[9]
  - sous-variante Boleslavski (B58-B59) : 1. e4 c5 2. Cf3 Cc6 (ou d6) 3. d4 cxd4 4. Cxd4 Cf6 5. Cc3 d6 (ou Cc6) 6. Fe2 e5

b) Avec ...g6, le pion e reste en e7 :
- la variante du dragon (B70 à B79) : 1. e4 c5 2. Cf3 d6 3. d4 cxd4 4. Cxd4 Cf6 5. Cc3 g6[11].
- la variante du dragon accéléré, aussi appelée variante anti-Rauzer[12] (B34 à B39) : 1. e4 c5 2. Cf3 Cc6 3. d4 cxd4 4. Cxd4 g6[13].
  - sous-variante : le système Maroczy (B36 à B39) : 5.c4[14].
- le pseudo-Dragon, variante ainsi dénommée par John Nunn dans Beating the Sicilian : 1. e4 c5 2. Cf3 Cc6 3. d4 cxd4 4. Cxd4 Cf6 5. Cc3 g6
- la Sicilienne Drag-Dorf :  1.e4 c5 2.Cf3 d6 3.d4 cxd4 4.Cxd4 Cf6 5.Cc3 g6 6.Fe3 Fg7 7.f3 a6

c) 2...Cc6 et le coup ...e7-e5 :
- la variante La Bourdonnais (B32) : 1. e4 c5 2. Cf3 Cc6 3. d4 cxd4 4. Cxd4 e5
  - sous-variante : la sicilienne Kalashnikov (B32) : 5. Cb5 d6
- la variante Svechnikov (B33) : 1. e4 c5 2. Cf3 Cc6 3. d4 cxd4 4. Cxd4 Cf6 5. Cc3 e5
- la variante Boleslavski (B58-B59) : 1. e4 c5 2. Cf3 Cc6 (ou d6) 3. d4 cxd4 4. Cxd4 Cf6 5. Cc3 d6 (ou Cc6) 6. Fe2 e5

d) 2...Cc6 et la Dame noire excentrée :
- la variante Flohr (B32) : 1.e4 c5 2.Cf3 Cc6 3.d4 cxd4 4.Cxd4 Dc7
- la variante Goufeld : 1.e4 c5 2.Cf3 Cc6 3.d4 cxd4 4.Cxd4 Db6[15]

e) le complexe ...d6 et ...a6 sans ...Cc6 :
- la variante Najdorf (B90 à B99) : 1. e4 c5 2. Cf3 d6 3. d4 cxd4 4. Cxd4 Cf6 5. Cc3 a6[16].
- l'attaque anglaise (B80) : 1. e4 c5 2.Cf3 d6 3. d4 cxd4 4. Cxd4 Cf6 5. Cc3 e6 6. Fe3 a6, (suivi de Dd2, f3 et g4)
- la sicilienne Paulsen-Scheveningue (B84-B85) : 1. e4 c5 2. Cf3 e6 (ou d6) 3. d4 cxd4 4. Cxd4 Cf6 5. Cc3 d6 (ou e6) 6. Fe2 a6[17]

f) le complexe ...e6 et ...d6 sans ...a6 :
- la variante de Scheveningue (B81-B83) : 1. e4 c5 2. Cf3 d6 (ou e6) 3. d4 cxd4 4. Cxd4 Cf6  5.Cc3 e6 (ou d6)[18]
  - sous-variante : l'attaque Keres : 6. g4
  - sous-variante : l'attaque Sozine (B86-B89) : 6. Fc4

g) le complexe ...e6 et ...a6 sans ...d6 :
- la sicilienne Kan (B41-B43) : 1.e4 c5 2.Cf3 e6 3.d4 cxd4 4.Cxd4 a6
- la variante Taïmanov (B46-B49) : 1.e4 c5 2.Cf3 e6 (ou Cc6) 3.d4 cxd4 4.Cxd4 Cc6 (ou e6) 5. Cc3 a6[19].

h) les variantes anti-Najdorf (et anti-Dragon) :
- la variante Tchekhover ou Hongroise (B53) : 1. e4 c5 2. Cf3 d6 3.d4 cxd4 4. Dxd4
- la variante Prins : 1. e4 c5 2. Cf3 d6 3. d4 cxd4 4. Cxd4 Cf6 5. f3[20]

i) la variante Kupreïchik avec 5...Fd7 : 1. e4 c5 2. Cf3 d6 3. d4 cxd4 4. Cxd4 Cf6 5. Cc3 Fd7. Un coup assez rare et neutre, presque un coup d'attente, avec ensuite possibilité de fianchetto par g6, e.g. 6. Fe2 g6, même si l'immédiate attaque par 7. h4 est envisageable.

### Déviations noires au second coup après 2. Cf3
Après ces variantes, la suite 3. d4 n'est pas forcément le meilleur coup : 
- la variante du dragon hyper accéléré : 1. e4 c5 2. Cf3 g6[21]
- la variante O'Kelly : 1. e4 c5 2. Cf3 a6[22]
- la Sicilienne Nimzowitsch ou Rubinstein 1. e4 c5 2. Cf3 Cf6[23]
- la variante Quinteros : 1. e4 c5 2. Cf3 Dc7
- la variante dénommée d'après Boris Katalymov (en) : 1. e4 c5 2. Cf3 b6.

### Anti-siciliennes
Au choix des Blancs, on peut trouver :
- Les variantes avec 2. Cf3 et 3. Fb5 :
  - L'attaque Rossolimo (B30-B31) : 1. e4 c5 2. Cf3 Cc6 3. Fb5
  - La variante de Moscou (B51-B52) : 1. e4 c5 2. Cf3 d6 3. Fb5+
- La sicilienne des deux Cavaliers : 1. e4 c5 2. Cf3 e6 3. Cc3, ordre de coups qui permet d'éviter, entre autres, la variante tendue 3. d4 cxd4 4. Cxd4 Cf6 5. Cc3 Fb4 6. e5[24]
- La variante Keres : 1. e4 c5 2. Ce2
- Le système Kopec (B50) : 1. e4 c5 2. Cf3 suivi de 3. c3 et 4. Fd3
- La variante Alapine (B22) : 1. e4 c5 2. c3
- La sicilienne fermée (B23-B26) : 1.e4 c5 2.Cc3 Cc6 (ou d6 ou g6) 3. g3
- L'attaque grand prix (B21 et B24) : 1. e4 c5 2. f4 (ou 2. Cc3 Cc6 3. f4)
- La variante Staunton-Cochrane 1. e4 c5 2. c4 peut transposer dans une anglaise symétrique, ou dans d'autres ouvertures comme le système Maróczy
  - sous-variante : la variante Gloria (B20) 1.e4 c5 2.c4 d6 3. Cc3 Cc6 4. g3 h5!?[25]
  - autre sous-variante : la variante Kramnik : 1. e4 c5 2. Cf3 e6 3. c4 (B40-B44)
- L'attaque est-indienne : elle peut débuter par 1. e4 c5 2. d3, mais aussi 1. e4 c5 2. Cf3 suivi de 3. d3, ordre de coups qui peut engager 2...e6 ou 2...d6 de la part des Noirs, ce qui serait pratique pour les Blancs[26]
- La variante Snyder : 1. e4 c5 2. b3[27]
- La variante Steinitz[28] ou LDL (Lasker-Dunne Line[29]) ou variante du fianchetto-roi[30]: 1. e4 c5 2. g3 où les Blancs cherchent à jouer une sicilienne fermée sans Cc3, ce qui leur procurerait l'option intéressante de jouer c2-c3[31]
- Le gambit de l'aile (B20) : 1.e4 c5 2.b4
- Le gambit Morra (B20) : 1.e4 c5 2.d4 cxd4 3.c3
- L'attaque Bowdler ou variante Philidor (B20) : 1.e4 c5 2.Fc4?! 
  - 2…e6 3.Cf3 Cf6 4. e5 d5
  - 2…e6 3.c3
- La variante Kovalenko 1. e4 c5 2. Fe2!? également appelée système Zébulon[32] qui a des affinités avec le "big clamp"[33].
- La variante 1. e4 c5 2. Ca3!? utilisée par Vadim Zviaguintsev pour gagner contre Aleksandr Khalifman et Ruslan Ponomariov, deux anciens champions du monde FIDE, et employée avec succès en 2018 par Magnus Carlsen lui-même contre Nico Georgiadis.
- La variante 1. e4 c5 2. a3?! dénommée d'après le Maître international Ariel Mengarini.
- La variante Zébulon [34], un système (1.e4 c5 puis f4, Fe2, Cf3, d3, c3 et souvent Ca3-c2, 0-0, et Fe3) censé améliorer le "big clamp".

## Comparaison avec les grands compositeurs musicaux
Dans son livre World Champion Openings, Eric Schiller compare la variante Najdorf à Piotr Ilitch Tchaïkovski, la variante du dragon à Richard Wagner, la sicilienne classique à Franz Schubert, la variante de Scheveningue à Ludwig van Beethoven et la sicilienne Kan à Hector Berlioz. C'est d'autant plus notable que Schiller a étudié la direction musicale à Vienne, Salzbourg et Hancock (Maine). Il était un habitué des répétitions du New York Philharmonic Orchestra.

## Principales variantes: leurcode ECO
Quelques anti-siciliennes :
- variante Alapine : B22
- sicilienne fermée : B23-B26

2...Cc6 : B30-B39
- attaque Rossolimo : B30-B31
- variante La Bourdonnais & Sicilienne Kalashnikov : B32
- sicilienne Sveshnikov : B33
- variante du dragon accéléré : B34-B39
- système Maróczy : B36

2...e6 : B40-B49
- attaque est-indienne : B40
- attaque Westerinen : B40
- variante Kramnik : B40
- sicilienne Kan : B41-B43
- système Maróczy : B44
- sicilienne des quatre cavaliers : B45
- variante Taïmanov : B44 + B46-B49
- attaque anglaise : B48

2...d6 : B50-B99
- attaque est-indienne : B50
- variante de Moscou de la défense sicilienne : B51-B52
- variante Tchekhover : B53
- 2...d6 3. d4 cxd4 4. Cxd4 Cf6 5. Cc3 : B56-B99
  - 5...Cc6 (sicilienne classique) : B56-B69
    - attaque Sozine : B57
    - variante Boleslavski : B58-B59
    - attaque Richter-Rauzer : B60-B69

  - 5...g6 (variante du dragon) : B70-B79
  - 5...e6 (variante de Scheveningue) : B80-B89
    - attaque anglaise : B80
    - Sicilienne Paulsen : B84
    - attaque Sozine : B86-B89

  - 5...a6 (variante Najdorf) : B90-B99
    - attaque anglaise : B90
    - variante Polougaïevski : B96
    - « variante du pion empoisonné » : B97

## Exemple de partie
Alexandre Alekhine et Mikhaïl Botvinnik ont joué une partie sicilienne considérée comme l'une des plus belles parties nulles[réf. nécessaire].
Alexandre Alekhine – Mikhaïl Botvinnik, Tournoi de Nottingham, 1936, Défense sicilienne
1. e4 c5 2. Cf3 Cc6 3. d4 cxd4 4. Cxd4 Cf6 5. Cc3 d6 6. Fe2 g6 7. Fe3 Fg7 8. Cb3 Fe6 9. f4 O-O 
La partie se déroule selon les recommandations théoriques de la variante du dragon classique, caractérisée par les coups noirs ...Cc6, ...d6 et ...g6. Cependant, Alekhine recherche le gain, c'est pourquoi il joue le coup tranchant :
10. g4
10. ... d5 !
Botvinnik, dans une partie contre Levenfish en 1933 à Leningrad, avait déjà répondu 10. ... d5 !
Levenfish joua 11. e5, ce qui entraîna : 11... d4! 12. Cxd4 Cxd4 13. Fxd4 Cxg4. Les complications qui s'ensuivirent menèrent à la nullité.
 11. f5 (voir diagramme)
|   | a | b | c | d | e | f | g | h |   |
| 8 | Tour noire sur case blanche a8 · Dame noire sur case noire d8 · Tour noire sur case noire f8 · Roi noir sur case blanche g8 · Pion noir sur case noire a7 · Pion noir sur case blanche b7 · Pion noir sur case noire e7 · Pion noir sur case blanche f7 · Fou noir sur case noire g7 · Pion noir sur case blanche h7 · Cavalier noir sur case blanche c6 · Fou noir sur case blanche e6 · Cavalier noir sur case noire f6 · Pion noir sur case blanche g6 · Pion noir sur case blanche d5 · Pion blanc sur case blanche f5 · Pion blanc sur case blanche e4 · Pion blanc sur case blanche g4 · Cavalier blanc sur case blanche b3 · Cavalier blanc sur case noire c3 · Fou blanc sur case noire e3 · Pion blanc sur case blanche a2 · Pion blanc sur case noire b2 · Pion blanc sur case blanche c2 · Fou blanc sur case blanche e2 · Pion blanc sur case noire h2 · Tour blanche sur case noire a1 · Dame blanche sur case blanche d1 · Roi blanc sur case noire e1 · Tour blanche sur case blanche h1 | Tour noire sur case blanche a8 · Dame noire sur case noire d8 · Tour noire sur case noire f8 · Roi noir sur case blanche g8 · Pion noir sur case noire a7 · Pion noir sur case blanche b7 · Pion noir sur case noire e7 · Pion noir sur case blanche f7 · Fou noir sur case noire g7 · Pion noir sur case blanche h7 · Cavalier noir sur case blanche c6 · Fou noir sur case blanche e6 · Cavalier noir sur case noire f6 · Pion noir sur case blanche g6 · Pion noir sur case blanche d5 · Pion blanc sur case blanche f5 · Pion blanc sur case blanche e4 · Pion blanc sur case blanche g4 · Cavalier blanc sur case blanche b3 · Cavalier blanc sur case noire c3 · Fou blanc sur case noire e3 · Pion blanc sur case blanche a2 · Pion blanc sur case noire b2 · Pion blanc sur case blanche c2 · Fou blanc sur case blanche e2 · Pion blanc sur case noire h2 · Tour blanche sur case noire a1 · Dame blanche sur case blanche d1 · Roi blanc sur case noire e1 · Tour blanche sur case blanche h1 | Tour noire sur case blanche a8 · Dame noire sur case noire d8 · Tour noire sur case noire f8 · Roi noir sur case blanche g8 · Pion noir sur case noire a7 · Pion noir sur case blanche b7 · Pion noir sur case noire e7 · Pion noir sur case blanche f7 · Fou noir sur case noire g7 · Pion noir sur case blanche h7 · Cavalier noir sur case blanche c6 · Fou noir sur case blanche e6 · Cavalier noir sur case noire f6 · Pion noir sur case blanche g6 · Pion noir sur case blanche d5 · Pion blanc sur case blanche f5 · Pion blanc sur case blanche e4 · Pion blanc sur case blanche g4 · Cavalier blanc sur case blanche b3 · Cavalier blanc sur case noire c3 · Fou blanc sur case noire e3 · Pion blanc sur case blanche a2 · Pion blanc sur case noire b2 · Pion blanc sur case blanche c2 · Fou blanc sur case blanche e2 · Pion blanc sur case noire h2 · Tour blanche sur case noire a1 · Dame blanche sur case blanche d1 · Roi blanc sur case noire e1 · Tour blanche sur case blanche h1 | Tour noire sur case blanche a8 · Dame noire sur case noire d8 · Tour noire sur case noire f8 · Roi noir sur case blanche g8 · Pion noir sur case noire a7 · Pion noir sur case blanche b7 · Pion noir sur case noire e7 · Pion noir sur case blanche f7 · Fou noir sur case noire g7 · Pion noir sur case blanche h7 · Cavalier noir sur case blanche c6 · Fou noir sur case blanche e6 · Cavalier noir sur case noire f6 · Pion noir sur case blanche g6 · Pion noir sur case blanche d5 · Pion blanc sur case blanche f5 · Pion blanc sur case blanche e4 · Pion blanc sur case blanche g4 · Cavalier blanc sur case blanche b3 · Cavalier blanc sur case noire c3 · Fou blanc sur case noire e3 · Pion blanc sur case blanche a2 · Pion blanc sur case noire b2 · Pion blanc sur case blanche c2 · Fou blanc sur case blanche e2 · Pion blanc sur case noire h2 · Tour blanche sur case noire a1 · Dame blanche sur case blanche d1 · Roi blanc sur case noire e1 · Tour blanche sur case blanche h1 | Tour noire sur case blanche a8 · Dame noire sur case noire d8 · Tour noire sur case noire f8 · Roi noir sur case blanche g8 · Pion noir sur case noire a7 · Pion noir sur case blanche b7 · Pion noir sur case noire e7 · Pion noir sur case blanche f7 · Fou noir sur case noire g7 · Pion noir sur case blanche h7 · Cavalier noir sur case blanche c6 · Fou noir sur case blanche e6 · Cavalier noir sur case noire f6 · Pion noir sur case blanche g6 · Pion noir sur case blanche d5 · Pion blanc sur case blanche f5 · Pion blanc sur case blanche e4 · Pion blanc sur case blanche g4 · Cavalier blanc sur case blanche b3 · Cavalier blanc sur case noire c3 · Fou blanc sur case noire e3 · Pion blanc sur case blanche a2 · Pion blanc sur case noire b2 · Pion blanc sur case blanche c2 · Fou blanc sur case blanche e2 · Pion blanc sur case noire h2 · Tour blanche sur case noire a1 · Dame blanche sur case blanche d1 · Roi blanc sur case noire e1 · Tour blanche sur case blanche h1 | Tour noire sur case blanche a8 · Dame noire sur case noire d8 · Tour noire sur case noire f8 · Roi noir sur case blanche g8 · Pion noir sur case noire a7 · Pion noir sur case blanche b7 · Pion noir sur case noire e7 · Pion noir sur case blanche f7 · Fou noir sur case noire g7 · Pion noir sur case blanche h7 · Cavalier noir sur case blanche c6 · Fou noir sur case blanche e6 · Cavalier noir sur case noire f6 · Pion noir sur case blanche g6 · Pion noir sur case blanche d5 · Pion blanc sur case blanche f5 · Pion blanc sur case blanche e4 · Pion blanc sur case blanche g4 · Cavalier blanc sur case blanche b3 · Cavalier blanc sur case noire c3 · Fou blanc sur case noire e3 · Pion blanc sur case blanche a2 · Pion blanc sur case noire b2 · Pion blanc sur case blanche c2 · Fou blanc sur case blanche e2 · Pion blanc sur case noire h2 · Tour blanche sur case noire a1 · Dame blanche sur case blanche d1 · Roi blanc sur case noire e1 · Tour blanche sur case blanche h1 | Tour noire sur case blanche a8 · Dame noire sur case noire d8 · Tour noire sur case noire f8 · Roi noir sur case blanche g8 · Pion noir sur case noire a7 · Pion noir sur case blanche b7 · Pion noir sur case noire e7 · Pion noir sur case blanche f7 · Fou noir sur case noire g7 · Pion noir sur case blanche h7 · Cavalier noir sur case blanche c6 · Fou noir sur case blanche e6 · Cavalier noir sur case noire f6 · Pion noir sur case blanche g6 · Pion noir sur case blanche d5 · Pion blanc sur case blanche f5 · Pion blanc sur case blanche e4 · Pion blanc sur case blanche g4 · Cavalier blanc sur case blanche b3 · Cavalier blanc sur case noire c3 · Fou blanc sur case noire e3 · Pion blanc sur case blanche a2 · Pion blanc sur case noire b2 · Pion blanc sur case blanche c2 · Fou blanc sur case blanche e2 · Pion blanc sur case noire h2 · Tour blanche sur case noire a1 · Dame blanche sur case blanche d1 · Roi blanc sur case noire e1 · Tour blanche sur case blanche h1 | Tour noire sur case blanche a8 · Dame noire sur case noire d8 · Tour noire sur case noire f8 · Roi noir sur case blanche g8 · Pion noir sur case noire a7 · Pion noir sur case blanche b7 · Pion noir sur case noire e7 · Pion noir sur case blanche f7 · Fou noir sur case noire g7 · Pion noir sur case blanche h7 · Cavalier noir sur case blanche c6 · Fou noir sur case blanche e6 · Cavalier noir sur case noire f6 · Pion noir sur case blanche g6 · Pion noir sur case blanche d5 · Pion blanc sur case blanche f5 · Pion blanc sur case blanche e4 · Pion blanc sur case blanche g4 · Cavalier blanc sur case blanche b3 · Cavalier blanc sur case noire c3 · Fou blanc sur case noire e3 · Pion blanc sur case blanche a2 · Pion blanc sur case noire b2 · Pion blanc sur case blanche c2 · Fou blanc sur case blanche e2 · Pion blanc sur case noire h2 · Tour blanche sur case noire a1 · Dame blanche sur case blanche d1 · Roi blanc sur case noire e1 · Tour blanche sur case blanche h1 | 8 |
| 7 | Tour noire sur case blanche a8 · Dame noire sur case noire d8 · Tour noire sur case noire f8 · Roi noir sur case blanche g8 · Pion noir sur case noire a7 · Pion noir sur case blanche b7 · Pion noir sur case noire e7 · Pion noir sur case blanche f7 · Fou noir sur case noire g7 · Pion noir sur case blanche h7 · Cavalier noir sur case blanche c6 · Fou noir sur case blanche e6 · Cavalier noir sur case noire f6 · Pion noir sur case blanche g6 · Pion noir sur case blanche d5 · Pion blanc sur case blanche f5 · Pion blanc sur case blanche e4 · Pion blanc sur case blanche g4 · Cavalier blanc sur case blanche b3 · Cavalier blanc sur case noire c3 · Fou blanc sur case noire e3 · Pion blanc sur case blanche a2 · Pion blanc sur case noire b2 · Pion blanc sur case blanche c2 · Fou blanc sur case blanche e2 · Pion blanc sur case noire h2 · Tour blanche sur case noire a1 · Dame blanche sur case blanche d1 · Roi blanc sur case noire e1 · Tour blanche sur case blanche h1 | Tour noire sur case blanche a8 · Dame noire sur case noire d8 · Tour noire sur case noire f8 · Roi noir sur case blanche g8 · Pion noir sur case noire a7 · Pion noir sur case blanche b7 · Pion noir sur case noire e7 · Pion noir sur case blanche f7 · Fou noir sur case noire g7 · Pion noir sur case blanche h7 · Cavalier noir sur case blanche c6 · Fou noir sur case blanche e6 · Cavalier noir sur case noire f6 · Pion noir sur case blanche g6 · Pion noir sur case blanche d5 · Pion blanc sur case blanche f5 · Pion blanc sur case blanche e4 · Pion blanc sur case blanche g4 · Cavalier blanc sur case blanche b3 · Cavalier blanc sur case noire c3 · Fou blanc sur case noire e3 · Pion blanc sur case blanche a2 · Pion blanc sur case noire b2 · Pion blanc sur case blanche c2 · Fou blanc sur case blanche e2 · Pion blanc sur case noire h2 · Tour blanche sur case noire a1 · Dame blanche sur case blanche d1 · Roi blanc sur case noire e1 · Tour blanche sur case blanche h1 | Tour noire sur case blanche a8 · Dame noire sur case noire d8 · Tour noire sur case noire f8 · Roi noir sur case blanche g8 · Pion noir sur case noire a7 · Pion noir sur case blanche b7 · Pion noir sur case noire e7 · Pion noir sur case blanche f7 · Fou noir sur case noire g7 · Pion noir sur case blanche h7 · Cavalier noir sur case blanche c6 · Fou noir sur case blanche e6 · Cavalier noir sur case noire f6 · Pion noir sur case blanche g6 · Pion noir sur case blanche d5 · Pion blanc sur case blanche f5 · Pion blanc sur case blanche e4 · Pion blanc sur case blanche g4 · Cavalier blanc sur case blanche b3 · Cavalier blanc sur case noire c3 · Fou blanc sur case noire e3 · Pion blanc sur case blanche a2 · Pion blanc sur case noire b2 · Pion blanc sur case blanche c2 · Fou blanc sur case blanche e2 · Pion blanc sur case noire h2 · Tour blanche sur case noire a1 · Dame blanche sur case blanche d1 · Roi blanc sur case noire e1 · Tour blanche sur case blanche h1 | Tour noire sur case blanche a8 · Dame noire sur case noire d8 · Tour noire sur case noire f8 · Roi noir sur case blanche g8 · Pion noir sur case noire a7 · Pion noir sur case blanche b7 · Pion noir sur case noire e7 · Pion noir sur case blanche f7 · Fou noir sur case noire g7 · Pion noir sur case blanche h7 · Cavalier noir sur case blanche c6 · Fou noir sur case blanche e6 · Cavalier noir sur case noire f6 · Pion noir sur case blanche g6 · Pion noir sur case blanche d5 · Pion blanc sur case blanche f5 · Pion blanc sur case blanche e4 · Pion blanc sur case blanche g4 · Cavalier blanc sur case blanche b3 · Cavalier blanc sur case noire c3 · Fou blanc sur case noire e3 · Pion blanc sur case blanche a2 · Pion blanc sur case noire b2 · Pion blanc sur case blanche c2 · Fou blanc sur case blanche e2 · Pion blanc sur case noire h2 · Tour blanche sur case noire a1 · Dame blanche sur case blanche d1 · Roi blanc sur case noire e1 · Tour blanche sur case blanche h1 | Tour noire sur case blanche a8 · Dame noire sur case noire d8 · Tour noire sur case noire f8 · Roi noir sur case blanche g8 · Pion noir sur case noire a7 · Pion noir sur case blanche b7 · Pion noir sur case noire e7 · Pion noir sur case blanche f7 · Fou noir sur case noire g7 · Pion noir sur case blanche h7 · Cavalier noir sur case blanche c6 · Fou noir sur case blanche e6 · Cavalier noir sur case noire f6 · Pion noir sur case blanche g6 · Pion noir sur case blanche d5 · Pion blanc sur case blanche f5 · Pion blanc sur case blanche e4 · Pion blanc sur case blanche g4 · Cavalier blanc sur case blanche b3 · Cavalier blanc sur case noire c3 · Fou blanc sur case noire e3 · Pion blanc sur case blanche a2 · Pion blanc sur case noire b2 · Pion blanc sur case blanche c2 · Fou blanc sur case blanche e2 · Pion blanc sur case noire h2 · Tour blanche sur case noire a1 · Dame blanche sur case blanche d1 · Roi blanc sur case noire e1 · Tour blanche sur case blanche h1 | Tour noire sur case blanche a8 · Dame noire sur case noire d8 · Tour noire sur case noire f8 · Roi noir sur case blanche g8 · Pion noir sur case noire a7 · Pion noir sur case blanche b7 · Pion noir sur case noire e7 · Pion noir sur case blanche f7 · Fou noir sur case noire g7 · Pion noir sur case blanche h7 · Cavalier noir sur case blanche c6 · Fou noir sur case blanche e6 · Cavalier noir sur case noire f6 · Pion noir sur case blanche g6 · Pion noir sur case blanche d5 · Pion blanc sur case blanche f5 · Pion blanc sur case blanche e4 · Pion blanc sur case blanche g4 · Cavalier blanc sur case blanche b3 · Cavalier blanc sur case noire c3 · Fou blanc sur case noire e3 · Pion blanc sur case blanche a2 · Pion blanc sur case noire b2 · Pion blanc sur case blanche c2 · Fou blanc sur case blanche e2 · Pion blanc sur case noire h2 · Tour blanche sur case noire a1 · Dame blanche sur case blanche d1 · Roi blanc sur case noire e1 · Tour blanche sur case blanche h1 | Tour noire sur case blanche a8 · Dame noire sur case noire d8 · Tour noire sur case noire f8 · Roi noir sur case blanche g8 · Pion noir sur case noire a7 · Pion noir sur case blanche b7 · Pion noir sur case noire e7 · Pion noir sur case blanche f7 · Fou noir sur case noire g7 · Pion noir sur case blanche h7 · Cavalier noir sur case blanche c6 · Fou noir sur case blanche e6 · Cavalier noir sur case noire f6 · Pion noir sur case blanche g6 · Pion noir sur case blanche d5 · Pion blanc sur case blanche f5 · Pion blanc sur case blanche e4 · Pion blanc sur case blanche g4 · Cavalier blanc sur case blanche b3 · Cavalier blanc sur case noire c3 · Fou blanc sur case noire e3 · Pion blanc sur case blanche a2 · Pion blanc sur case noire b2 · Pion blanc sur case blanche c2 · Fou blanc sur case blanche e2 · Pion blanc sur case noire h2 · Tour blanche sur case noire a1 · Dame blanche sur case blanche d1 · Roi blanc sur case noire e1 · Tour blanche sur case blanche h1 | Tour noire sur case blanche a8 · Dame noire sur case noire d8 · Tour noire sur case noire f8 · Roi noir sur case blanche g8 · Pion noir sur case noire a7 · Pion noir sur case blanche b7 · Pion noir sur case noire e7 · Pion noir sur case blanche f7 · Fou noir sur case noire g7 · Pion noir sur case blanche h7 · Cavalier noir sur case blanche c6 · Fou noir sur case blanche e6 · Cavalier noir sur case noire f6 · Pion noir sur case blanche g6 · Pion noir sur case blanche d5 · Pion blanc sur case blanche f5 · Pion blanc sur case blanche e4 · Pion blanc sur case blanche g4 · Cavalier blanc sur case blanche b3 · Cavalier blanc sur case noire c3 · Fou blanc sur case noire e3 · Pion blanc sur case blanche a2 · Pion blanc sur case noire b2 · Pion blanc sur case blanche c2 · Fou blanc sur case blanche e2 · Pion blanc sur case noire h2 · Tour blanche sur case noire a1 · Dame blanche sur case blanche d1 · Roi blanc sur case noire e1 · Tour blanche sur case blanche h1 | 7 |
| 6 | Tour noire sur case blanche a8 · Dame noire sur case noire d8 · Tour noire sur case noire f8 · Roi noir sur case blanche g8 · Pion noir sur case noire a7 · Pion noir sur case blanche b7 · Pion noir sur case noire e7 · Pion noir sur case blanche f7 · Fou noir sur case noire g7 · Pion noir sur case blanche h7 · Cavalier noir sur case blanche c6 · Fou noir sur case blanche e6 · Cavalier noir sur case noire f6 · Pion noir sur case blanche g6 · Pion noir sur case blanche d5 · Pion blanc sur case blanche f5 · Pion blanc sur case blanche e4 · Pion blanc sur case blanche g4 · Cavalier blanc sur case blanche b3 · Cavalier blanc sur case noire c3 · Fou blanc sur case noire e3 · Pion blanc sur case blanche a2 · Pion blanc sur case noire b2 · Pion blanc sur case blanche c2 · Fou blanc sur case blanche e2 · Pion blanc sur case noire h2 · Tour blanche sur case noire a1 · Dame blanche sur case blanche d1 · Roi blanc sur case noire e1 · Tour blanche sur case blanche h1 | Tour noire sur case blanche a8 · Dame noire sur case noire d8 · Tour noire sur case noire f8 · Roi noir sur case blanche g8 · Pion noir sur case noire a7 · Pion noir sur case blanche b7 · Pion noir sur case noire e7 · Pion noir sur case blanche f7 · Fou noir sur case noire g7 · Pion noir sur case blanche h7 · Cavalier noir sur case blanche c6 · Fou noir sur case blanche e6 · Cavalier noir sur case noire f6 · Pion noir sur case blanche g6 · Pion noir sur case blanche d5 · Pion blanc sur case blanche f5 · Pion blanc sur case blanche e4 · Pion blanc sur case blanche g4 · Cavalier blanc sur case blanche b3 · Cavalier blanc sur case noire c3 · Fou blanc sur case noire e3 · Pion blanc sur case blanche a2 · Pion blanc sur case noire b2 · Pion blanc sur case blanche c2 · Fou blanc sur case blanche e2 · Pion blanc sur case noire h2 · Tour blanche sur case noire a1 · Dame blanche sur case blanche d1 · Roi blanc sur case noire e1 · Tour blanche sur case blanche h1 | Tour noire sur case blanche a8 · Dame noire sur case noire d8 · Tour noire sur case noire f8 · Roi noir sur case blanche g8 · Pion noir sur case noire a7 · Pion noir sur case blanche b7 · Pion noir sur case noire e7 · Pion noir sur case blanche f7 · Fou noir sur case noire g7 · Pion noir sur case blanche h7 · Cavalier noir sur case blanche c6 · Fou noir sur case blanche e6 · Cavalier noir sur case noire f6 · Pion noir sur case blanche g6 · Pion noir sur case blanche d5 · Pion blanc sur case blanche f5 · Pion blanc sur case blanche e4 · Pion blanc sur case blanche g4 · Cavalier blanc sur case blanche b3 · Cavalier blanc sur case noire c3 · Fou blanc sur case noire e3 · Pion blanc sur case blanche a2 · Pion blanc sur case noire b2 · Pion blanc sur case blanche c2 · Fou blanc sur case blanche e2 · Pion blanc sur case noire h2 · Tour blanche sur case noire a1 · Dame blanche sur case blanche d1 · Roi blanc sur case noire e1 · Tour blanche sur case blanche h1 | Tour noire sur case blanche a8 · Dame noire sur case noire d8 · Tour noire sur case noire f8 · Roi noir sur case blanche g8 · Pion noir sur case noire a7 · Pion noir sur case blanche b7 · Pion noir sur case noire e7 · Pion noir sur case blanche f7 · Fou noir sur case noire g7 · Pion noir sur case blanche h7 · Cavalier noir sur case blanche c6 · Fou noir sur case blanche e6 · Cavalier noir sur case noire f6 · Pion noir sur case blanche g6 · Pion noir sur case blanche d5 · Pion blanc sur case blanche f5 · Pion blanc sur case blanche e4 · Pion blanc sur case blanche g4 · Cavalier blanc sur case blanche b3 · Cavalier blanc sur case noire c3 · Fou blanc sur case noire e3 · Pion blanc sur case blanche a2 · Pion blanc sur case noire b2 · Pion blanc sur case blanche c2 · Fou blanc sur case blanche e2 · Pion blanc sur case noire h2 · Tour blanche sur case noire a1 · Dame blanche sur case blanche d1 · Roi blanc sur case noire e1 · Tour blanche sur case blanche h1 | Tour noire sur case blanche a8 · Dame noire sur case noire d8 · Tour noire sur case noire f8 · Roi noir sur case blanche g8 · Pion noir sur case noire a7 · Pion noir sur case blanche b7 · Pion noir sur case noire e7 · Pion noir sur case blanche f7 · Fou noir sur case noire g7 · Pion noir sur case blanche h7 · Cavalier noir sur case blanche c6 · Fou noir sur case blanche e6 · Cavalier noir sur case noire f6 · Pion noir sur case blanche g6 · Pion noir sur case blanche d5 · Pion blanc sur case blanche f5 · Pion blanc sur case blanche e4 · Pion blanc sur case blanche g4 · Cavalier blanc sur case blanche b3 · Cavalier blanc sur case noire c3 · Fou blanc sur case noire e3 · Pion blanc sur case blanche a2 · Pion blanc sur case noire b2 · Pion blanc sur case blanche c2 · Fou blanc sur case blanche e2 · Pion blanc sur case noire h2 · Tour blanche sur case noire a1 · Dame blanche sur case blanche d1 · Roi blanc sur case noire e1 · Tour blanche sur case blanche h1 | Tour noire sur case blanche a8 · Dame noire sur case noire d8 · Tour noire sur case noire f8 · Roi noir sur case blanche g8 · Pion noir sur case noire a7 · Pion noir sur case blanche b7 · Pion noir sur case noire e7 · Pion noir sur case blanche f7 · Fou noir sur case noire g7 · Pion noir sur case blanche h7 · Cavalier noir sur case blanche c6 · Fou noir sur case blanche e6 · Cavalier noir sur case noire f6 · Pion noir sur case blanche g6 · Pion noir sur case blanche d5 · Pion blanc sur case blanche f5 · Pion blanc sur case blanche e4 · Pion blanc sur case blanche g4 · Cavalier blanc sur case blanche b3 · Cavalier blanc sur case noire c3 · Fou blanc sur case noire e3 · Pion blanc sur case blanche a2 · Pion blanc sur case noire b2 · Pion blanc sur case blanche c2 · Fou blanc sur case blanche e2 · Pion blanc sur case noire h2 · Tour blanche sur case noire a1 · Dame blanche sur case blanche d1 · Roi blanc sur case noire e1 · Tour blanche sur case blanche h1 | Tour noire sur case blanche a8 · Dame noire sur case noire d8 · Tour noire sur case noire f8 · Roi noir sur case blanche g8 · Pion noir sur case noire a7 · Pion noir sur case blanche b7 · Pion noir sur case noire e7 · Pion noir sur case blanche f7 · Fou noir sur case noire g7 · Pion noir sur case blanche h7 · Cavalier noir sur case blanche c6 · Fou noir sur case blanche e6 · Cavalier noir sur case noire f6 · Pion noir sur case blanche g6 · Pion noir sur case blanche d5 · Pion blanc sur case blanche f5 · Pion blanc sur case blanche e4 · Pion blanc sur case blanche g4 · Cavalier blanc sur case blanche b3 · Cavalier blanc sur case noire c3 · Fou blanc sur case noire e3 · Pion blanc sur case blanche a2 · Pion blanc sur case noire b2 · Pion blanc sur case blanche c2 · Fou blanc sur case blanche e2 · Pion blanc sur case noire h2 · Tour blanche sur case noire a1 · Dame blanche sur case blanche d1 · Roi blanc sur case noire e1 · Tour blanche sur case blanche h1 | Tour noire sur case blanche a8 · Dame noire sur case noire d8 · Tour noire sur case noire f8 · Roi noir sur case blanche g8 · Pion noir sur case noire a7 · Pion noir sur case blanche b7 · Pion noir sur case noire e7 · Pion noir sur case blanche f7 · Fou noir sur case noire g7 · Pion noir sur case blanche h7 · Cavalier noir sur case blanche c6 · Fou noir sur case blanche e6 · Cavalier noir sur case noire f6 · Pion noir sur case blanche g6 · Pion noir sur case blanche d5 · Pion blanc sur case blanche f5 · Pion blanc sur case blanche e4 · Pion blanc sur case blanche g4 · Cavalier blanc sur case blanche b3 · Cavalier blanc sur case noire c3 · Fou blanc sur case noire e3 · Pion blanc sur case blanche a2 · Pion blanc sur case noire b2 · Pion blanc sur case blanche c2 · Fou blanc sur case blanche e2 · Pion blanc sur case noire h2 · Tour blanche sur case noire a1 · Dame blanche sur case blanche d1 · Roi blanc sur case noire e1 · Tour blanche sur case blanche h1 | 6 |
| 5 | Tour noire sur case blanche a8 · Dame noire sur case noire d8 · Tour noire sur case noire f8 · Roi noir sur case blanche g8 · Pion noir sur case noire a7 · Pion noir sur case blanche b7 · Pion noir sur case noire e7 · Pion noir sur case blanche f7 · Fou noir sur case noire g7 · Pion noir sur case blanche h7 · Cavalier noir sur case blanche c6 · Fou noir sur case blanche e6 · Cavalier noir sur case noire f6 · Pion noir sur case blanche g6 · Pion noir sur case blanche d5 · Pion blanc sur case blanche f5 · Pion blanc sur case blanche e4 · Pion blanc sur case blanche g4 · Cavalier blanc sur case blanche b3 · Cavalier blanc sur case noire c3 · Fou blanc sur case noire e3 · Pion blanc sur case blanche a2 · Pion blanc sur case noire b2 · Pion blanc sur case blanche c2 · Fou blanc sur case blanche e2 · Pion blanc sur case noire h2 · Tour blanche sur case noire a1 · Dame blanche sur case blanche d1 · Roi blanc sur case noire e1 · Tour blanche sur case blanche h1 | Tour noire sur case blanche a8 · Dame noire sur case noire d8 · Tour noire sur case noire f8 · Roi noir sur case blanche g8 · Pion noir sur case noire a7 · Pion noir sur case blanche b7 · Pion noir sur case noire e7 · Pion noir sur case blanche f7 · Fou noir sur case noire g7 · Pion noir sur case blanche h7 · Cavalier noir sur case blanche c6 · Fou noir sur case blanche e6 · Cavalier noir sur case noire f6 · Pion noir sur case blanche g6 · Pion noir sur case blanche d5 · Pion blanc sur case blanche f5 · Pion blanc sur case blanche e4 · Pion blanc sur case blanche g4 · Cavalier blanc sur case blanche b3 · Cavalier blanc sur case noire c3 · Fou blanc sur case noire e3 · Pion blanc sur case blanche a2 · Pion blanc sur case noire b2 · Pion blanc sur case blanche c2 · Fou blanc sur case blanche e2 · Pion blanc sur case noire h2 · Tour blanche sur case noire a1 · Dame blanche sur case blanche d1 · Roi blanc sur case noire e1 · Tour blanche sur case blanche h1 | Tour noire sur case blanche a8 · Dame noire sur case noire d8 · Tour noire sur case noire f8 · Roi noir sur case blanche g8 · Pion noir sur case noire a7 · Pion noir sur case blanche b7 · Pion noir sur case noire e7 · Pion noir sur case blanche f7 · Fou noir sur case noire g7 · Pion noir sur case blanche h7 · Cavalier noir sur case blanche c6 · Fou noir sur case blanche e6 · Cavalier noir sur case noire f6 · Pion noir sur case blanche g6 · Pion noir sur case blanche d5 · Pion blanc sur case blanche f5 · Pion blanc sur case blanche e4 · Pion blanc sur case blanche g4 · Cavalier blanc sur case blanche b3 · Cavalier blanc sur case noire c3 · Fou blanc sur case noire e3 · Pion blanc sur case blanche a2 · Pion blanc sur case noire b2 · Pion blanc sur case blanche c2 · Fou blanc sur case blanche e2 · Pion blanc sur case noire h2 · Tour blanche sur case noire a1 · Dame blanche sur case blanche d1 · Roi blanc sur case noire e1 · Tour blanche sur case blanche h1 | Tour noire sur case blanche a8 · Dame noire sur case noire d8 · Tour noire sur case noire f8 · Roi noir sur case blanche g8 · Pion noir sur case noire a7 · Pion noir sur case blanche b7 · Pion noir sur case noire e7 · Pion noir sur case blanche f7 · Fou noir sur case noire g7 · Pion noir sur case blanche h7 · Cavalier noir sur case blanche c6 · Fou noir sur case blanche e6 · Cavalier noir sur case noire f6 · Pion noir sur case blanche g6 · Pion noir sur case blanche d5 · Pion blanc sur case blanche f5 · Pion blanc sur case blanche e4 · Pion blanc sur case blanche g4 · Cavalier blanc sur case blanche b3 · Cavalier blanc sur case noire c3 · Fou blanc sur case noire e3 · Pion blanc sur case blanche a2 · Pion blanc sur case noire b2 · Pion blanc sur case blanche c2 · Fou blanc sur case blanche e2 · Pion blanc sur case noire h2 · Tour blanche sur case noire a1 · Dame blanche sur case blanche d1 · Roi blanc sur case noire e1 · Tour blanche sur case blanche h1 | Tour noire sur case blanche a8 · Dame noire sur case noire d8 · Tour noire sur case noire f8 · Roi noir sur case blanche g8 · Pion noir sur case noire a7 · Pion noir sur case blanche b7 · Pion noir sur case noire e7 · Pion noir sur case blanche f7 · Fou noir sur case noire g7 · Pion noir sur case blanche h7 · Cavalier noir sur case blanche c6 · Fou noir sur case blanche e6 · Cavalier noir sur case noire f6 · Pion noir sur case blanche g6 · Pion noir sur case blanche d5 · Pion blanc sur case blanche f5 · Pion blanc sur case blanche e4 · Pion blanc sur case blanche g4 · Cavalier blanc sur case blanche b3 · Cavalier blanc sur case noire c3 · Fou blanc sur case noire e3 · Pion blanc sur case blanche a2 · Pion blanc sur case noire b2 · Pion blanc sur case blanche c2 · Fou blanc sur case blanche e2 · Pion blanc sur case noire h2 · Tour blanche sur case noire a1 · Dame blanche sur case blanche d1 · Roi blanc sur case noire e1 · Tour blanche sur case blanche h1 | Tour noire sur case blanche a8 · Dame noire sur case noire d8 · Tour noire sur case noire f8 · Roi noir sur case blanche g8 · Pion noir sur case noire a7 · Pion noir sur case blanche b7 · Pion noir sur case noire e7 · Pion noir sur case blanche f7 · Fou noir sur case noire g7 · Pion noir sur case blanche h7 · Cavalier noir sur case blanche c6 · Fou noir sur case blanche e6 · Cavalier noir sur case noire f6 · Pion noir sur case blanche g6 · Pion noir sur case blanche d5 · Pion blanc sur case blanche f5 · Pion blanc sur case blanche e4 · Pion blanc sur case blanche g4 · Cavalier blanc sur case blanche b3 · Cavalier blanc sur case noire c3 · Fou blanc sur case noire e3 · Pion blanc sur case blanche a2 · Pion blanc sur case noire b2 · Pion blanc sur case blanche c2 · Fou blanc sur case blanche e2 · Pion blanc sur case noire h2 · Tour blanche sur case noire a1 · Dame blanche sur case blanche d1 · Roi blanc sur case noire e1 · Tour blanche sur case blanche h1 | Tour noire sur case blanche a8 · Dame noire sur case noire d8 · Tour noire sur case noire f8 · Roi noir sur case blanche g8 · Pion noir sur case noire a7 · Pion noir sur case blanche b7 · Pion noir sur case noire e7 · Pion noir sur case blanche f7 · Fou noir sur case noire g7 · Pion noir sur case blanche h7 · Cavalier noir sur case blanche c6 · Fou noir sur case blanche e6 · Cavalier noir sur case noire f6 · Pion noir sur case blanche g6 · Pion noir sur case blanche d5 · Pion blanc sur case blanche f5 · Pion blanc sur case blanche e4 · Pion blanc sur case blanche g4 · Cavalier blanc sur case blanche b3 · Cavalier blanc sur case noire c3 · Fou blanc sur case noire e3 · Pion blanc sur case blanche a2 · Pion blanc sur case noire b2 · Pion blanc sur case blanche c2 · Fou blanc sur case blanche e2 · Pion blanc sur case noire h2 · Tour blanche sur case noire a1 · Dame blanche sur case blanche d1 · Roi blanc sur case noire e1 · Tour blanche sur case blanche h1 | Tour noire sur case blanche a8 · Dame noire sur case noire d8 · Tour noire sur case noire f8 · Roi noir sur case blanche g8 · Pion noir sur case noire a7 · Pion noir sur case blanche b7 · Pion noir sur case noire e7 · Pion noir sur case blanche f7 · Fou noir sur case noire g7 · Pion noir sur case blanche h7 · Cavalier noir sur case blanche c6 · Fou noir sur case blanche e6 · Cavalier noir sur case noire f6 · Pion noir sur case blanche g6 · Pion noir sur case blanche d5 · Pion blanc sur case blanche f5 · Pion blanc sur case blanche e4 · Pion blanc sur case blanche g4 · Cavalier blanc sur case blanche b3 · Cavalier blanc sur case noire c3 · Fou blanc sur case noire e3 · Pion blanc sur case blanche a2 · Pion blanc sur case noire b2 · Pion blanc sur case blanche c2 · Fou blanc sur case blanche e2 · Pion blanc sur case noire h2 · Tour blanche sur case noire a1 · Dame blanche sur case blanche d1 · Roi blanc sur case noire e1 · Tour blanche sur case blanche h1 | 5 |
| 4 | Tour noire sur case blanche a8 · Dame noire sur case noire d8 · Tour noire sur case noire f8 · Roi noir sur case blanche g8 · Pion noir sur case noire a7 · Pion noir sur case blanche b7 · Pion noir sur case noire e7 · Pion noir sur case blanche f7 · Fou noir sur case noire g7 · Pion noir sur case blanche h7 · Cavalier noir sur case blanche c6 · Fou noir sur case blanche e6 · Cavalier noir sur case noire f6 · Pion noir sur case blanche g6 · Pion noir sur case blanche d5 · Pion blanc sur case blanche f5 · Pion blanc sur case blanche e4 · Pion blanc sur case blanche g4 · Cavalier blanc sur case blanche b3 · Cavalier blanc sur case noire c3 · Fou blanc sur case noire e3 · Pion blanc sur case blanche a2 · Pion blanc sur case noire b2 · Pion blanc sur case blanche c2 · Fou blanc sur case blanche e2 · Pion blanc sur case noire h2 · Tour blanche sur case noire a1 · Dame blanche sur case blanche d1 · Roi blanc sur case noire e1 · Tour blanche sur case blanche h1 | Tour noire sur case blanche a8 · Dame noire sur case noire d8 · Tour noire sur case noire f8 · Roi noir sur case blanche g8 · Pion noir sur case noire a7 · Pion noir sur case blanche b7 · Pion noir sur case noire e7 · Pion noir sur case blanche f7 · Fou noir sur case noire g7 · Pion noir sur case blanche h7 · Cavalier noir sur case blanche c6 · Fou noir sur case blanche e6 · Cavalier noir sur case noire f6 · Pion noir sur case blanche g6 · Pion noir sur case blanche d5 · Pion blanc sur case blanche f5 · Pion blanc sur case blanche e4 · Pion blanc sur case blanche g4 · Cavalier blanc sur case blanche b3 · Cavalier blanc sur case noire c3 · Fou blanc sur case noire e3 · Pion blanc sur case blanche a2 · Pion blanc sur case noire b2 · Pion blanc sur case blanche c2 · Fou blanc sur case blanche e2 · Pion blanc sur case noire h2 · Tour blanche sur case noire a1 · Dame blanche sur case blanche d1 · Roi blanc sur case noire e1 · Tour blanche sur case blanche h1 | Tour noire sur case blanche a8 · Dame noire sur case noire d8 · Tour noire sur case noire f8 · Roi noir sur case blanche g8 · Pion noir sur case noire a7 · Pion noir sur case blanche b7 · Pion noir sur case noire e7 · Pion noir sur case blanche f7 · Fou noir sur case noire g7 · Pion noir sur case blanche h7 · Cavalier noir sur case blanche c6 · Fou noir sur case blanche e6 · Cavalier noir sur case noire f6 · Pion noir sur case blanche g6 · Pion noir sur case blanche d5 · Pion blanc sur case blanche f5 · Pion blanc sur case blanche e4 · Pion blanc sur case blanche g4 · Cavalier blanc sur case blanche b3 · Cavalier blanc sur case noire c3 · Fou blanc sur case noire e3 · Pion blanc sur case blanche a2 · Pion blanc sur case noire b2 · Pion blanc sur case blanche c2 · Fou blanc sur case blanche e2 · Pion blanc sur case noire h2 · Tour blanche sur case noire a1 · Dame blanche sur case blanche d1 · Roi blanc sur case noire e1 · Tour blanche sur case blanche h1 | Tour noire sur case blanche a8 · Dame noire sur case noire d8 · Tour noire sur case noire f8 · Roi noir sur case blanche g8 · Pion noir sur case noire a7 · Pion noir sur case blanche b7 · Pion noir sur case noire e7 · Pion noir sur case blanche f7 · Fou noir sur case noire g7 · Pion noir sur case blanche h7 · Cavalier noir sur case blanche c6 · Fou noir sur case blanche e6 · Cavalier noir sur case noire f6 · Pion noir sur case blanche g6 · Pion noir sur case blanche d5 · Pion blanc sur case blanche f5 · Pion blanc sur case blanche e4 · Pion blanc sur case blanche g4 · Cavalier blanc sur case blanche b3 · Cavalier blanc sur case noire c3 · Fou blanc sur case noire e3 · Pion blanc sur case blanche a2 · Pion blanc sur case noire b2 · Pion blanc sur case blanche c2 · Fou blanc sur case blanche e2 · Pion blanc sur case noire h2 · Tour blanche sur case noire a1 · Dame blanche sur case blanche d1 · Roi blanc sur case noire e1 · Tour blanche sur case blanche h1 | Tour noire sur case blanche a8 · Dame noire sur case noire d8 · Tour noire sur case noire f8 · Roi noir sur case blanche g8 · Pion noir sur case noire a7 · Pion noir sur case blanche b7 · Pion noir sur case noire e7 · Pion noir sur case blanche f7 · Fou noir sur case noire g7 · Pion noir sur case blanche h7 · Cavalier noir sur case blanche c6 · Fou noir sur case blanche e6 · Cavalier noir sur case noire f6 · Pion noir sur case blanche g6 · Pion noir sur case blanche d5 · Pion blanc sur case blanche f5 · Pion blanc sur case blanche e4 · Pion blanc sur case blanche g4 · Cavalier blanc sur case blanche b3 · Cavalier blanc sur case noire c3 · Fou blanc sur case noire e3 · Pion blanc sur case blanche a2 · Pion blanc sur case noire b2 · Pion blanc sur case blanche c2 · Fou blanc sur case blanche e2 · Pion blanc sur case noire h2 · Tour blanche sur case noire a1 · Dame blanche sur case blanche d1 · Roi blanc sur case noire e1 · Tour blanche sur case blanche h1 | Tour noire sur case blanche a8 · Dame noire sur case noire d8 · Tour noire sur case noire f8 · Roi noir sur case blanche g8 · Pion noir sur case noire a7 · Pion noir sur case blanche b7 · Pion noir sur case noire e7 · Pion noir sur case blanche f7 · Fou noir sur case noire g7 · Pion noir sur case blanche h7 · Cavalier noir sur case blanche c6 · Fou noir sur case blanche e6 · Cavalier noir sur case noire f6 · Pion noir sur case blanche g6 · Pion noir sur case blanche d5 · Pion blanc sur case blanche f5 · Pion blanc sur case blanche e4 · Pion blanc sur case blanche g4 · Cavalier blanc sur case blanche b3 · Cavalier blanc sur case noire c3 · Fou blanc sur case noire e3 · Pion blanc sur case blanche a2 · Pion blanc sur case noire b2 · Pion blanc sur case blanche c2 · Fou blanc sur case blanche e2 · Pion blanc sur case noire h2 · Tour blanche sur case noire a1 · Dame blanche sur case blanche d1 · Roi blanc sur case noire e1 · Tour blanche sur case blanche h1 | Tour noire sur case blanche a8 · Dame noire sur case noire d8 · Tour noire sur case noire f8 · Roi noir sur case blanche g8 · Pion noir sur case noire a7 · Pion noir sur case blanche b7 · Pion noir sur case noire e7 · Pion noir sur case blanche f7 · Fou noir sur case noire g7 · Pion noir sur case blanche h7 · Cavalier noir sur case blanche c6 · Fou noir sur case blanche e6 · Cavalier noir sur case noire f6 · Pion noir sur case blanche g6 · Pion noir sur case blanche d5 · Pion blanc sur case blanche f5 · Pion blanc sur case blanche e4 · Pion blanc sur case blanche g4 · Cavalier blanc sur case blanche b3 · Cavalier blanc sur case noire c3 · Fou blanc sur case noire e3 · Pion blanc sur case blanche a2 · Pion blanc sur case noire b2 · Pion blanc sur case blanche c2 · Fou blanc sur case blanche e2 · Pion blanc sur case noire h2 · Tour blanche sur case noire a1 · Dame blanche sur case blanche d1 · Roi blanc sur case noire e1 · Tour blanche sur case blanche h1 | Tour noire sur case blanche a8 · Dame noire sur case noire d8 · Tour noire sur case noire f8 · Roi noir sur case blanche g8 · Pion noir sur case noire a7 · Pion noir sur case blanche b7 · Pion noir sur case noire e7 · Pion noir sur case blanche f7 · Fou noir sur case noire g7 · Pion noir sur case blanche h7 · Cavalier noir sur case blanche c6 · Fou noir sur case blanche e6 · Cavalier noir sur case noire f6 · Pion noir sur case blanche g6 · Pion noir sur case blanche d5 · Pion blanc sur case blanche f5 · Pion blanc sur case blanche e4 · Pion blanc sur case blanche g4 · Cavalier blanc sur case blanche b3 · Cavalier blanc sur case noire c3 · Fou blanc sur case noire e3 · Pion blanc sur case blanche a2 · Pion blanc sur case noire b2 · Pion blanc sur case blanche c2 · Fou blanc sur case blanche e2 · Pion blanc sur case noire h2 · Tour blanche sur case noire a1 · Dame blanche sur case blanche d1 · Roi blanc sur case noire e1 · Tour blanche sur case blanche h1 | 4 |
| 3 | Tour noire sur case blanche a8 · Dame noire sur case noire d8 · Tour noire sur case noire f8 · Roi noir sur case blanche g8 · Pion noir sur case noire a7 · Pion noir sur case blanche b7 · Pion noir sur case noire e7 · Pion noir sur case blanche f7 · Fou noir sur case noire g7 · Pion noir sur case blanche h7 · Cavalier noir sur case blanche c6 · Fou noir sur case blanche e6 · Cavalier noir sur case noire f6 · Pion noir sur case blanche g6 · Pion noir sur case blanche d5 · Pion blanc sur case blanche f5 · Pion blanc sur case blanche e4 · Pion blanc sur case blanche g4 · Cavalier blanc sur case blanche b3 · Cavalier blanc sur case noire c3 · Fou blanc sur case noire e3 · Pion blanc sur case blanche a2 · Pion blanc sur case noire b2 · Pion blanc sur case blanche c2 · Fou blanc sur case blanche e2 · Pion blanc sur case noire h2 · Tour blanche sur case noire a1 · Dame blanche sur case blanche d1 · Roi blanc sur case noire e1 · Tour blanche sur case blanche h1 | Tour noire sur case blanche a8 · Dame noire sur case noire d8 · Tour noire sur case noire f8 · Roi noir sur case blanche g8 · Pion noir sur case noire a7 · Pion noir sur case blanche b7 · Pion noir sur case noire e7 · Pion noir sur case blanche f7 · Fou noir sur case noire g7 · Pion noir sur case blanche h7 · Cavalier noir sur case blanche c6 · Fou noir sur case blanche e6 · Cavalier noir sur case noire f6 · Pion noir sur case blanche g6 · Pion noir sur case blanche d5 · Pion blanc sur case blanche f5 · Pion blanc sur case blanche e4 · Pion blanc sur case blanche g4 · Cavalier blanc sur case blanche b3 · Cavalier blanc sur case noire c3 · Fou blanc sur case noire e3 · Pion blanc sur case blanche a2 · Pion blanc sur case noire b2 · Pion blanc sur case blanche c2 · Fou blanc sur case blanche e2 · Pion blanc sur case noire h2 · Tour blanche sur case noire a1 · Dame blanche sur case blanche d1 · Roi blanc sur case noire e1 · Tour blanche sur case blanche h1 | Tour noire sur case blanche a8 · Dame noire sur case noire d8 · Tour noire sur case noire f8 · Roi noir sur case blanche g8 · Pion noir sur case noire a7 · Pion noir sur case blanche b7 · Pion noir sur case noire e7 · Pion noir sur case blanche f7 · Fou noir sur case noire g7 · Pion noir sur case blanche h7 · Cavalier noir sur case blanche c6 · Fou noir sur case blanche e6 · Cavalier noir sur case noire f6 · Pion noir sur case blanche g6 · Pion noir sur case blanche d5 · Pion blanc sur case blanche f5 · Pion blanc sur case blanche e4 · Pion blanc sur case blanche g4 · Cavalier blanc sur case blanche b3 · Cavalier blanc sur case noire c3 · Fou blanc sur case noire e3 · Pion blanc sur case blanche a2 · Pion blanc sur case noire b2 · Pion blanc sur case blanche c2 · Fou blanc sur case blanche e2 · Pion blanc sur case noire h2 · Tour blanche sur case noire a1 · Dame blanche sur case blanche d1 · Roi blanc sur case noire e1 · Tour blanche sur case blanche h1 | Tour noire sur case blanche a8 · Dame noire sur case noire d8 · Tour noire sur case noire f8 · Roi noir sur case blanche g8 · Pion noir sur case noire a7 · Pion noir sur case blanche b7 · Pion noir sur case noire e7 · Pion noir sur case blanche f7 · Fou noir sur case noire g7 · Pion noir sur case blanche h7 · Cavalier noir sur case blanche c6 · Fou noir sur case blanche e6 · Cavalier noir sur case noire f6 · Pion noir sur case blanche g6 · Pion noir sur case blanche d5 · Pion blanc sur case blanche f5 · Pion blanc sur case blanche e4 · Pion blanc sur case blanche g4 · Cavalier blanc sur case blanche b3 · Cavalier blanc sur case noire c3 · Fou blanc sur case noire e3 · Pion blanc sur case blanche a2 · Pion blanc sur case noire b2 · Pion blanc sur case blanche c2 · Fou blanc sur case blanche e2 · Pion blanc sur case noire h2 · Tour blanche sur case noire a1 · Dame blanche sur case blanche d1 · Roi blanc sur case noire e1 · Tour blanche sur case blanche h1 | Tour noire sur case blanche a8 · Dame noire sur case noire d8 · Tour noire sur case noire f8 · Roi noir sur case blanche g8 · Pion noir sur case noire a7 · Pion noir sur case blanche b7 · Pion noir sur case noire e7 · Pion noir sur case blanche f7 · Fou noir sur case noire g7 · Pion noir sur case blanche h7 · Cavalier noir sur case blanche c6 · Fou noir sur case blanche e6 · Cavalier noir sur case noire f6 · Pion noir sur case blanche g6 · Pion noir sur case blanche d5 · Pion blanc sur case blanche f5 · Pion blanc sur case blanche e4 · Pion blanc sur case blanche g4 · Cavalier blanc sur case blanche b3 · Cavalier blanc sur case noire c3 · Fou blanc sur case noire e3 · Pion blanc sur case blanche a2 · Pion blanc sur case noire b2 · Pion blanc sur case blanche c2 · Fou blanc sur case blanche e2 · Pion blanc sur case noire h2 · Tour blanche sur case noire a1 · Dame blanche sur case blanche d1 · Roi blanc sur case noire e1 · Tour blanche sur case blanche h1 | Tour noire sur case blanche a8 · Dame noire sur case noire d8 · Tour noire sur case noire f8 · Roi noir sur case blanche g8 · Pion noir sur case noire a7 · Pion noir sur case blanche b7 · Pion noir sur case noire e7 · Pion noir sur case blanche f7 · Fou noir sur case noire g7 · Pion noir sur case blanche h7 · Cavalier noir sur case blanche c6 · Fou noir sur case blanche e6 · Cavalier noir sur case noire f6 · Pion noir sur case blanche g6 · Pion noir sur case blanche d5 · Pion blanc sur case blanche f5 · Pion blanc sur case blanche e4 · Pion blanc sur case blanche g4 · Cavalier blanc sur case blanche b3 · Cavalier blanc sur case noire c3 · Fou blanc sur case noire e3 · Pion blanc sur case blanche a2 · Pion blanc sur case noire b2 · Pion blanc sur case blanche c2 · Fou blanc sur case blanche e2 · Pion blanc sur case noire h2 · Tour blanche sur case noire a1 · Dame blanche sur case blanche d1 · Roi blanc sur case noire e1 · Tour blanche sur case blanche h1 | Tour noire sur case blanche a8 · Dame noire sur case noire d8 · Tour noire sur case noire f8 · Roi noir sur case blanche g8 · Pion noir sur case noire a7 · Pion noir sur case blanche b7 · Pion noir sur case noire e7 · Pion noir sur case blanche f7 · Fou noir sur case noire g7 · Pion noir sur case blanche h7 · Cavalier noir sur case blanche c6 · Fou noir sur case blanche e6 · Cavalier noir sur case noire f6 · Pion noir sur case blanche g6 · Pion noir sur case blanche d5 · Pion blanc sur case blanche f5 · Pion blanc sur case blanche e4 · Pion blanc sur case blanche g4 · Cavalier blanc sur case blanche b3 · Cavalier blanc sur case noire c3 · Fou blanc sur case noire e3 · Pion blanc sur case blanche a2 · Pion blanc sur case noire b2 · Pion blanc sur case blanche c2 · Fou blanc sur case blanche e2 · Pion blanc sur case noire h2 · Tour blanche sur case noire a1 · Dame blanche sur case blanche d1 · Roi blanc sur case noire e1 · Tour blanche sur case blanche h1 | Tour noire sur case blanche a8 · Dame noire sur case noire d8 · Tour noire sur case noire f8 · Roi noir sur case blanche g8 · Pion noir sur case noire a7 · Pion noir sur case blanche b7 · Pion noir sur case noire e7 · Pion noir sur case blanche f7 · Fou noir sur case noire g7 · Pion noir sur case blanche h7 · Cavalier noir sur case blanche c6 · Fou noir sur case blanche e6 · Cavalier noir sur case noire f6 · Pion noir sur case blanche g6 · Pion noir sur case blanche d5 · Pion blanc sur case blanche f5 · Pion blanc sur case blanche e4 · Pion blanc sur case blanche g4 · Cavalier blanc sur case blanche b3 · Cavalier blanc sur case noire c3 · Fou blanc sur case noire e3 · Pion blanc sur case blanche a2 · Pion blanc sur case noire b2 · Pion blanc sur case blanche c2 · Fou blanc sur case blanche e2 · Pion blanc sur case noire h2 · Tour blanche sur case noire a1 · Dame blanche sur case blanche d1 · Roi blanc sur case noire e1 · Tour blanche sur case blanche h1 | 3 |
| 2 | Tour noire sur case blanche a8 · Dame noire sur case noire d8 · Tour noire sur case noire f8 · Roi noir sur case blanche g8 · Pion noir sur case noire a7 · Pion noir sur case blanche b7 · Pion noir sur case noire e7 · Pion noir sur case blanche f7 · Fou noir sur case noire g7 · Pion noir sur case blanche h7 · Cavalier noir sur case blanche c6 · Fou noir sur case blanche e6 · Cavalier noir sur case noire f6 · Pion noir sur case blanche g6 · Pion noir sur case blanche d5 · Pion blanc sur case blanche f5 · Pion blanc sur case blanche e4 · Pion blanc sur case blanche g4 · Cavalier blanc sur case blanche b3 · Cavalier blanc sur case noire c3 · Fou blanc sur case noire e3 · Pion blanc sur case blanche a2 · Pion blanc sur case noire b2 · Pion blanc sur case blanche c2 · Fou blanc sur case blanche e2 · Pion blanc sur case noire h2 · Tour blanche sur case noire a1 · Dame blanche sur case blanche d1 · Roi blanc sur case noire e1 · Tour blanche sur case blanche h1 | Tour noire sur case blanche a8 · Dame noire sur case noire d8 · Tour noire sur case noire f8 · Roi noir sur case blanche g8 · Pion noir sur case noire a7 · Pion noir sur case blanche b7 · Pion noir sur case noire e7 · Pion noir sur case blanche f7 · Fou noir sur case noire g7 · Pion noir sur case blanche h7 · Cavalier noir sur case blanche c6 · Fou noir sur case blanche e6 · Cavalier noir sur case noire f6 · Pion noir sur case blanche g6 · Pion noir sur case blanche d5 · Pion blanc sur case blanche f5 · Pion blanc sur case blanche e4 · Pion blanc sur case blanche g4 · Cavalier blanc sur case blanche b3 · Cavalier blanc sur case noire c3 · Fou blanc sur case noire e3 · Pion blanc sur case blanche a2 · Pion blanc sur case noire b2 · Pion blanc sur case blanche c2 · Fou blanc sur case blanche e2 · Pion blanc sur case noire h2 · Tour blanche sur case noire a1 · Dame blanche sur case blanche d1 · Roi blanc sur case noire e1 · Tour blanche sur case blanche h1 | Tour noire sur case blanche a8 · Dame noire sur case noire d8 · Tour noire sur case noire f8 · Roi noir sur case blanche g8 · Pion noir sur case noire a7 · Pion noir sur case blanche b7 · Pion noir sur case noire e7 · Pion noir sur case blanche f7 · Fou noir sur case noire g7 · Pion noir sur case blanche h7 · Cavalier noir sur case blanche c6 · Fou noir sur case blanche e6 · Cavalier noir sur case noire f6 · Pion noir sur case blanche g6 · Pion noir sur case blanche d5 · Pion blanc sur case blanche f5 · Pion blanc sur case blanche e4 · Pion blanc sur case blanche g4 · Cavalier blanc sur case blanche b3 · Cavalier blanc sur case noire c3 · Fou blanc sur case noire e3 · Pion blanc sur case blanche a2 · Pion blanc sur case noire b2 · Pion blanc sur case blanche c2 · Fou blanc sur case blanche e2 · Pion blanc sur case noire h2 · Tour blanche sur case noire a1 · Dame blanche sur case blanche d1 · Roi blanc sur case noire e1 · Tour blanche sur case blanche h1 | Tour noire sur case blanche a8 · Dame noire sur case noire d8 · Tour noire sur case noire f8 · Roi noir sur case blanche g8 · Pion noir sur case noire a7 · Pion noir sur case blanche b7 · Pion noir sur case noire e7 · Pion noir sur case blanche f7 · Fou noir sur case noire g7 · Pion noir sur case blanche h7 · Cavalier noir sur case blanche c6 · Fou noir sur case blanche e6 · Cavalier noir sur case noire f6 · Pion noir sur case blanche g6 · Pion noir sur case blanche d5 · Pion blanc sur case blanche f5 · Pion blanc sur case blanche e4 · Pion blanc sur case blanche g4 · Cavalier blanc sur case blanche b3 · Cavalier blanc sur case noire c3 · Fou blanc sur case noire e3 · Pion blanc sur case blanche a2 · Pion blanc sur case noire b2 · Pion blanc sur case blanche c2 · Fou blanc sur case blanche e2 · Pion blanc sur case noire h2 · Tour blanche sur case noire a1 · Dame blanche sur case blanche d1 · Roi blanc sur case noire e1 · Tour blanche sur case blanche h1 | Tour noire sur case blanche a8 · Dame noire sur case noire d8 · Tour noire sur case noire f8 · Roi noir sur case blanche g8 · Pion noir sur case noire a7 · Pion noir sur case blanche b7 · Pion noir sur case noire e7 · Pion noir sur case blanche f7 · Fou noir sur case noire g7 · Pion noir sur case blanche h7 · Cavalier noir sur case blanche c6 · Fou noir sur case blanche e6 · Cavalier noir sur case noire f6 · Pion noir sur case blanche g6 · Pion noir sur case blanche d5 · Pion blanc sur case blanche f5 · Pion blanc sur case blanche e4 · Pion blanc sur case blanche g4 · Cavalier blanc sur case blanche b3 · Cavalier blanc sur case noire c3 · Fou blanc sur case noire e3 · Pion blanc sur case blanche a2 · Pion blanc sur case noire b2 · Pion blanc sur case blanche c2 · Fou blanc sur case blanche e2 · Pion blanc sur case noire h2 · Tour blanche sur case noire a1 · Dame blanche sur case blanche d1 · Roi blanc sur case noire e1 · Tour blanche sur case blanche h1 | Tour noire sur case blanche a8 · Dame noire sur case noire d8 · Tour noire sur case noire f8 · Roi noir sur case blanche g8 · Pion noir sur case noire a7 · Pion noir sur case blanche b7 · Pion noir sur case noire e7 · Pion noir sur case blanche f7 · Fou noir sur case noire g7 · Pion noir sur case blanche h7 · Cavalier noir sur case blanche c6 · Fou noir sur case blanche e6 · Cavalier noir sur case noire f6 · Pion noir sur case blanche g6 · Pion noir sur case blanche d5 · Pion blanc sur case blanche f5 · Pion blanc sur case blanche e4 · Pion blanc sur case blanche g4 · Cavalier blanc sur case blanche b3 · Cavalier blanc sur case noire c3 · Fou blanc sur case noire e3 · Pion blanc sur case blanche a2 · Pion blanc sur case noire b2 · Pion blanc sur case blanche c2 · Fou blanc sur case blanche e2 · Pion blanc sur case noire h2 · Tour blanche sur case noire a1 · Dame blanche sur case blanche d1 · Roi blanc sur case noire e1 · Tour blanche sur case blanche h1 | Tour noire sur case blanche a8 · Dame noire sur case noire d8 · Tour noire sur case noire f8 · Roi noir sur case blanche g8 · Pion noir sur case noire a7 · Pion noir sur case blanche b7 · Pion noir sur case noire e7 · Pion noir sur case blanche f7 · Fou noir sur case noire g7 · Pion noir sur case blanche h7 · Cavalier noir sur case blanche c6 · Fou noir sur case blanche e6 · Cavalier noir sur case noire f6 · Pion noir sur case blanche g6 · Pion noir sur case blanche d5 · Pion blanc sur case blanche f5 · Pion blanc sur case blanche e4 · Pion blanc sur case blanche g4 · Cavalier blanc sur case blanche b3 · Cavalier blanc sur case noire c3 · Fou blanc sur case noire e3 · Pion blanc sur case blanche a2 · Pion blanc sur case noire b2 · Pion blanc sur case blanche c2 · Fou blanc sur case blanche e2 · Pion blanc sur case noire h2 · Tour blanche sur case noire a1 · Dame blanche sur case blanche d1 · Roi blanc sur case noire e1 · Tour blanche sur case blanche h1 | Tour noire sur case blanche a8 · Dame noire sur case noire d8 · Tour noire sur case noire f8 · Roi noir sur case blanche g8 · Pion noir sur case noire a7 · Pion noir sur case blanche b7 · Pion noir sur case noire e7 · Pion noir sur case blanche f7 · Fou noir sur case noire g7 · Pion noir sur case blanche h7 · Cavalier noir sur case blanche c6 · Fou noir sur case blanche e6 · Cavalier noir sur case noire f6 · Pion noir sur case blanche g6 · Pion noir sur case blanche d5 · Pion blanc sur case blanche f5 · Pion blanc sur case blanche e4 · Pion blanc sur case blanche g4 · Cavalier blanc sur case blanche b3 · Cavalier blanc sur case noire c3 · Fou blanc sur case noire e3 · Pion blanc sur case blanche a2 · Pion blanc sur case noire b2 · Pion blanc sur case blanche c2 · Fou blanc sur case blanche e2 · Pion blanc sur case noire h2 · Tour blanche sur case noire a1 · Dame blanche sur case blanche d1 · Roi blanc sur case noire e1 · Tour blanche sur case blanche h1 | 2 |
| 1 | Tour noire sur case blanche a8 · Dame noire sur case noire d8 · Tour noire sur case noire f8 · Roi noir sur case blanche g8 · Pion noir sur case noire a7 · Pion noir sur case blanche b7 · Pion noir sur case noire e7 · Pion noir sur case blanche f7 · Fou noir sur case noire g7 · Pion noir sur case blanche h7 · Cavalier noir sur case blanche c6 · Fou noir sur case blanche e6 · Cavalier noir sur case noire f6 · Pion noir sur case blanche g6 · Pion noir sur case blanche d5 · Pion blanc sur case blanche f5 · Pion blanc sur case blanche e4 · Pion blanc sur case blanche g4 · Cavalier blanc sur case blanche b3 · Cavalier blanc sur case noire c3 · Fou blanc sur case noire e3 · Pion blanc sur case blanche a2 · Pion blanc sur case noire b2 · Pion blanc sur case blanche c2 · Fou blanc sur case blanche e2 · Pion blanc sur case noire h2 · Tour blanche sur case noire a1 · Dame blanche sur case blanche d1 · Roi blanc sur case noire e1 · Tour blanche sur case blanche h1 | Tour noire sur case blanche a8 · Dame noire sur case noire d8 · Tour noire sur case noire f8 · Roi noir sur case blanche g8 · Pion noir sur case noire a7 · Pion noir sur case blanche b7 · Pion noir sur case noire e7 · Pion noir sur case blanche f7 · Fou noir sur case noire g7 · Pion noir sur case blanche h7 · Cavalier noir sur case blanche c6 · Fou noir sur case blanche e6 · Cavalier noir sur case noire f6 · Pion noir sur case blanche g6 · Pion noir sur case blanche d5 · Pion blanc sur case blanche f5 · Pion blanc sur case blanche e4 · Pion blanc sur case blanche g4 · Cavalier blanc sur case blanche b3 · Cavalier blanc sur case noire c3 · Fou blanc sur case noire e3 · Pion blanc sur case blanche a2 · Pion blanc sur case noire b2 · Pion blanc sur case blanche c2 · Fou blanc sur case blanche e2 · Pion blanc sur case noire h2 · Tour blanche sur case noire a1 · Dame blanche sur case blanche d1 · Roi blanc sur case noire e1 · Tour blanche sur case blanche h1 | Tour noire sur case blanche a8 · Dame noire sur case noire d8 · Tour noire sur case noire f8 · Roi noir sur case blanche g8 · Pion noir sur case noire a7 · Pion noir sur case blanche b7 · Pion noir sur case noire e7 · Pion noir sur case blanche f7 · Fou noir sur case noire g7 · Pion noir sur case blanche h7 · Cavalier noir sur case blanche c6 · Fou noir sur case blanche e6 · Cavalier noir sur case noire f6 · Pion noir sur case blanche g6 · Pion noir sur case blanche d5 · Pion blanc sur case blanche f5 · Pion blanc sur case blanche e4 · Pion blanc sur case blanche g4 · Cavalier blanc sur case blanche b3 · Cavalier blanc sur case noire c3 · Fou blanc sur case noire e3 · Pion blanc sur case blanche a2 · Pion blanc sur case noire b2 · Pion blanc sur case blanche c2 · Fou blanc sur case blanche e2 · Pion blanc sur case noire h2 · Tour blanche sur case noire a1 · Dame blanche sur case blanche d1 · Roi blanc sur case noire e1 · Tour blanche sur case blanche h1 | Tour noire sur case blanche a8 · Dame noire sur case noire d8 · Tour noire sur case noire f8 · Roi noir sur case blanche g8 · Pion noir sur case noire a7 · Pion noir sur case blanche b7 · Pion noir sur case noire e7 · Pion noir sur case blanche f7 · Fou noir sur case noire g7 · Pion noir sur case blanche h7 · Cavalier noir sur case blanche c6 · Fou noir sur case blanche e6 · Cavalier noir sur case noire f6 · Pion noir sur case blanche g6 · Pion noir sur case blanche d5 · Pion blanc sur case blanche f5 · Pion blanc sur case blanche e4 · Pion blanc sur case blanche g4 · Cavalier blanc sur case blanche b3 · Cavalier blanc sur case noire c3 · Fou blanc sur case noire e3 · Pion blanc sur case blanche a2 · Pion blanc sur case noire b2 · Pion blanc sur case blanche c2 · Fou blanc sur case blanche e2 · Pion blanc sur case noire h2 · Tour blanche sur case noire a1 · Dame blanche sur case blanche d1 · Roi blanc sur case noire e1 · Tour blanche sur case blanche h1 | Tour noire sur case blanche a8 · Dame noire sur case noire d8 · Tour noire sur case noire f8 · Roi noir sur case blanche g8 · Pion noir sur case noire a7 · Pion noir sur case blanche b7 · Pion noir sur case noire e7 · Pion noir sur case blanche f7 · Fou noir sur case noire g7 · Pion noir sur case blanche h7 · Cavalier noir sur case blanche c6 · Fou noir sur case blanche e6 · Cavalier noir sur case noire f6 · Pion noir sur case blanche g6 · Pion noir sur case blanche d5 · Pion blanc sur case blanche f5 · Pion blanc sur case blanche e4 · Pion blanc sur case blanche g4 · Cavalier blanc sur case blanche b3 · Cavalier blanc sur case noire c3 · Fou blanc sur case noire e3 · Pion blanc sur case blanche a2 · Pion blanc sur case noire b2 · Pion blanc sur case blanche c2 · Fou blanc sur case blanche e2 · Pion blanc sur case noire h2 · Tour blanche sur case noire a1 · Dame blanche sur case blanche d1 · Roi blanc sur case noire e1 · Tour blanche sur case blanche h1 | Tour noire sur case blanche a8 · Dame noire sur case noire d8 · Tour noire sur case noire f8 · Roi noir sur case blanche g8 · Pion noir sur case noire a7 · Pion noir sur case blanche b7 · Pion noir sur case noire e7 · Pion noir sur case blanche f7 · Fou noir sur case noire g7 · Pion noir sur case blanche h7 · Cavalier noir sur case blanche c6 · Fou noir sur case blanche e6 · Cavalier noir sur case noire f6 · Pion noir sur case blanche g6 · Pion noir sur case blanche d5 · Pion blanc sur case blanche f5 · Pion blanc sur case blanche e4 · Pion blanc sur case blanche g4 · Cavalier blanc sur case blanche b3 · Cavalier blanc sur case noire c3 · Fou blanc sur case noire e3 · Pion blanc sur case blanche a2 · Pion blanc sur case noire b2 · Pion blanc sur case blanche c2 · Fou blanc sur case blanche e2 · Pion blanc sur case noire h2 · Tour blanche sur case noire a1 · Dame blanche sur case blanche d1 · Roi blanc sur case noire e1 · Tour blanche sur case blanche h1 | Tour noire sur case blanche a8 · Dame noire sur case noire d8 · Tour noire sur case noire f8 · Roi noir sur case blanche g8 · Pion noir sur case noire a7 · Pion noir sur case blanche b7 · Pion noir sur case noire e7 · Pion noir sur case blanche f7 · Fou noir sur case noire g7 · Pion noir sur case blanche h7 · Cavalier noir sur case blanche c6 · Fou noir sur case blanche e6 · Cavalier noir sur case noire f6 · Pion noir sur case blanche g6 · Pion noir sur case blanche d5 · Pion blanc sur case blanche f5 · Pion blanc sur case blanche e4 · Pion blanc sur case blanche g4 · Cavalier blanc sur case blanche b3 · Cavalier blanc sur case noire c3 · Fou blanc sur case noire e3 · Pion blanc sur case blanche a2 · Pion blanc sur case noire b2 · Pion blanc sur case blanche c2 · Fou blanc sur case blanche e2 · Pion blanc sur case noire h2 · Tour blanche sur case noire a1 · Dame blanche sur case blanche d1 · Roi blanc sur case noire e1 · Tour blanche sur case blanche h1 | Tour noire sur case blanche a8 · Dame noire sur case noire d8 · Tour noire sur case noire f8 · Roi noir sur case blanche g8 · Pion noir sur case noire a7 · Pion noir sur case blanche b7 · Pion noir sur case noire e7 · Pion noir sur case blanche f7 · Fou noir sur case noire g7 · Pion noir sur case blanche h7 · Cavalier noir sur case blanche c6 · Fou noir sur case blanche e6 · Cavalier noir sur case noire f6 · Pion noir sur case blanche g6 · Pion noir sur case blanche d5 · Pion blanc sur case blanche f5 · Pion blanc sur case blanche e4 · Pion blanc sur case blanche g4 · Cavalier blanc sur case blanche b3 · Cavalier blanc sur case noire c3 · Fou blanc sur case noire e3 · Pion blanc sur case blanche a2 · Pion blanc sur case noire b2 · Pion blanc sur case blanche c2 · Fou blanc sur case blanche e2 · Pion blanc sur case noire h2 · Tour blanche sur case noire a1 · Dame blanche sur case blanche d1 · Roi blanc sur case noire e1 · Tour blanche sur case blanche h1 | 1 |
|   | a | b | c | d | e | f | g | h |   |

11. ... Fc8 12. exd5 Cb4 13. d6! Dxd6! 14. Fc5! Df4! 15. Tf1 Dxh2 16. Fxb4 Cxg4!! 17. Fxg4 Dg3+ 18. Tf2 Dg1+ 19. Tf1 Dg3+
|   | a | b | c | d | e | f | g | h |   |
| 8 | Tour noire sur case blanche a8 · Fou noir sur case blanche c8 · Tour noire sur case noire f8 · Roi noir sur case blanche g8 · Pion noir sur case noire a7 · Pion noir sur case blanche b7 · Pion noir sur case noire e7 · Pion noir sur case blanche f7 · Fou noir sur case noire g7 · Pion noir sur case blanche h7 · Pion noir sur case blanche g6 · Pion blanc sur case blanche f5 · Fou blanc sur case noire b4 · Fou blanc sur case blanche g4 · Cavalier blanc sur case blanche b3 · Cavalier blanc sur case noire c3 · Dame noire sur case noire g3 · Pion blanc sur case blanche a2 · Pion blanc sur case noire b2 · Pion blanc sur case blanche c2 · Tour blanche sur case noire a1 · Dame blanche sur case blanche d1 · Roi blanc sur case noire e1 · Tour blanche sur case blanche f1 | Tour noire sur case blanche a8 · Fou noir sur case blanche c8 · Tour noire sur case noire f8 · Roi noir sur case blanche g8 · Pion noir sur case noire a7 · Pion noir sur case blanche b7 · Pion noir sur case noire e7 · Pion noir sur case blanche f7 · Fou noir sur case noire g7 · Pion noir sur case blanche h7 · Pion noir sur case blanche g6 · Pion blanc sur case blanche f5 · Fou blanc sur case noire b4 · Fou blanc sur case blanche g4 · Cavalier blanc sur case blanche b3 · Cavalier blanc sur case noire c3 · Dame noire sur case noire g3 · Pion blanc sur case blanche a2 · Pion blanc sur case noire b2 · Pion blanc sur case blanche c2 · Tour blanche sur case noire a1 · Dame blanche sur case blanche d1 · Roi blanc sur case noire e1 · Tour blanche sur case blanche f1 | Tour noire sur case blanche a8 · Fou noir sur case blanche c8 · Tour noire sur case noire f8 · Roi noir sur case blanche g8 · Pion noir sur case noire a7 · Pion noir sur case blanche b7 · Pion noir sur case noire e7 · Pion noir sur case blanche f7 · Fou noir sur case noire g7 · Pion noir sur case blanche h7 · Pion noir sur case blanche g6 · Pion blanc sur case blanche f5 · Fou blanc sur case noire b4 · Fou blanc sur case blanche g4 · Cavalier blanc sur case blanche b3 · Cavalier blanc sur case noire c3 · Dame noire sur case noire g3 · Pion blanc sur case blanche a2 · Pion blanc sur case noire b2 · Pion blanc sur case blanche c2 · Tour blanche sur case noire a1 · Dame blanche sur case blanche d1 · Roi blanc sur case noire e1 · Tour blanche sur case blanche f1 | Tour noire sur case blanche a8 · Fou noir sur case blanche c8 · Tour noire sur case noire f8 · Roi noir sur case blanche g8 · Pion noir sur case noire a7 · Pion noir sur case blanche b7 · Pion noir sur case noire e7 · Pion noir sur case blanche f7 · Fou noir sur case noire g7 · Pion noir sur case blanche h7 · Pion noir sur case blanche g6 · Pion blanc sur case blanche f5 · Fou blanc sur case noire b4 · Fou blanc sur case blanche g4 · Cavalier blanc sur case blanche b3 · Cavalier blanc sur case noire c3 · Dame noire sur case noire g3 · Pion blanc sur case blanche a2 · Pion blanc sur case noire b2 · Pion blanc sur case blanche c2 · Tour blanche sur case noire a1 · Dame blanche sur case blanche d1 · Roi blanc sur case noire e1 · Tour blanche sur case blanche f1 | Tour noire sur case blanche a8 · Fou noir sur case blanche c8 · Tour noire sur case noire f8 · Roi noir sur case blanche g8 · Pion noir sur case noire a7 · Pion noir sur case blanche b7 · Pion noir sur case noire e7 · Pion noir sur case blanche f7 · Fou noir sur case noire g7 · Pion noir sur case blanche h7 · Pion noir sur case blanche g6 · Pion blanc sur case blanche f5 · Fou blanc sur case noire b4 · Fou blanc sur case blanche g4 · Cavalier blanc sur case blanche b3 · Cavalier blanc sur case noire c3 · Dame noire sur case noire g3 · Pion blanc sur case blanche a2 · Pion blanc sur case noire b2 · Pion blanc sur case blanche c2 · Tour blanche sur case noire a1 · Dame blanche sur case blanche d1 · Roi blanc sur case noire e1 · Tour blanche sur case blanche f1 | Tour noire sur case blanche a8 · Fou noir sur case blanche c8 · Tour noire sur case noire f8 · Roi noir sur case blanche g8 · Pion noir sur case noire a7 · Pion noir sur case blanche b7 · Pion noir sur case noire e7 · Pion noir sur case blanche f7 · Fou noir sur case noire g7 · Pion noir sur case blanche h7 · Pion noir sur case blanche g6 · Pion blanc sur case blanche f5 · Fou blanc sur case noire b4 · Fou blanc sur case blanche g4 · Cavalier blanc sur case blanche b3 · Cavalier blanc sur case noire c3 · Dame noire sur case noire g3 · Pion blanc sur case blanche a2 · Pion blanc sur case noire b2 · Pion blanc sur case blanche c2 · Tour blanche sur case noire a1 · Dame blanche sur case blanche d1 · Roi blanc sur case noire e1 · Tour blanche sur case blanche f1 | Tour noire sur case blanche a8 · Fou noir sur case blanche c8 · Tour noire sur case noire f8 · Roi noir sur case blanche g8 · Pion noir sur case noire a7 · Pion noir sur case blanche b7 · Pion noir sur case noire e7 · Pion noir sur case blanche f7 · Fou noir sur case noire g7 · Pion noir sur case blanche h7 · Pion noir sur case blanche g6 · Pion blanc sur case blanche f5 · Fou blanc sur case noire b4 · Fou blanc sur case blanche g4 · Cavalier blanc sur case blanche b3 · Cavalier blanc sur case noire c3 · Dame noire sur case noire g3 · Pion blanc sur case blanche a2 · Pion blanc sur case noire b2 · Pion blanc sur case blanche c2 · Tour blanche sur case noire a1 · Dame blanche sur case blanche d1 · Roi blanc sur case noire e1 · Tour blanche sur case blanche f1 | Tour noire sur case blanche a8 · Fou noir sur case blanche c8 · Tour noire sur case noire f8 · Roi noir sur case blanche g8 · Pion noir sur case noire a7 · Pion noir sur case blanche b7 · Pion noir sur case noire e7 · Pion noir sur case blanche f7 · Fou noir sur case noire g7 · Pion noir sur case blanche h7 · Pion noir sur case blanche g6 · Pion blanc sur case blanche f5 · Fou blanc sur case noire b4 · Fou blanc sur case blanche g4 · Cavalier blanc sur case blanche b3 · Cavalier blanc sur case noire c3 · Dame noire sur case noire g3 · Pion blanc sur case blanche a2 · Pion blanc sur case noire b2 · Pion blanc sur case blanche c2 · Tour blanche sur case noire a1 · Dame blanche sur case blanche d1 · Roi blanc sur case noire e1 · Tour blanche sur case blanche f1 | 8 |
| 7 | Tour noire sur case blanche a8 · Fou noir sur case blanche c8 · Tour noire sur case noire f8 · Roi noir sur case blanche g8 · Pion noir sur case noire a7 · Pion noir sur case blanche b7 · Pion noir sur case noire e7 · Pion noir sur case blanche f7 · Fou noir sur case noire g7 · Pion noir sur case blanche h7 · Pion noir sur case blanche g6 · Pion blanc sur case blanche f5 · Fou blanc sur case noire b4 · Fou blanc sur case blanche g4 · Cavalier blanc sur case blanche b3 · Cavalier blanc sur case noire c3 · Dame noire sur case noire g3 · Pion blanc sur case blanche a2 · Pion blanc sur case noire b2 · Pion blanc sur case blanche c2 · Tour blanche sur case noire a1 · Dame blanche sur case blanche d1 · Roi blanc sur case noire e1 · Tour blanche sur case blanche f1 | Tour noire sur case blanche a8 · Fou noir sur case blanche c8 · Tour noire sur case noire f8 · Roi noir sur case blanche g8 · Pion noir sur case noire a7 · Pion noir sur case blanche b7 · Pion noir sur case noire e7 · Pion noir sur case blanche f7 · Fou noir sur case noire g7 · Pion noir sur case blanche h7 · Pion noir sur case blanche g6 · Pion blanc sur case blanche f5 · Fou blanc sur case noire b4 · Fou blanc sur case blanche g4 · Cavalier blanc sur case blanche b3 · Cavalier blanc sur case noire c3 · Dame noire sur case noire g3 · Pion blanc sur case blanche a2 · Pion blanc sur case noire b2 · Pion blanc sur case blanche c2 · Tour blanche sur case noire a1 · Dame blanche sur case blanche d1 · Roi blanc sur case noire e1 · Tour blanche sur case blanche f1 | Tour noire sur case blanche a8 · Fou noir sur case blanche c8 · Tour noire sur case noire f8 · Roi noir sur case blanche g8 · Pion noir sur case noire a7 · Pion noir sur case blanche b7 · Pion noir sur case noire e7 · Pion noir sur case blanche f7 · Fou noir sur case noire g7 · Pion noir sur case blanche h7 · Pion noir sur case blanche g6 · Pion blanc sur case blanche f5 · Fou blanc sur case noire b4 · Fou blanc sur case blanche g4 · Cavalier blanc sur case blanche b3 · Cavalier blanc sur case noire c3 · Dame noire sur case noire g3 · Pion blanc sur case blanche a2 · Pion blanc sur case noire b2 · Pion blanc sur case blanche c2 · Tour blanche sur case noire a1 · Dame blanche sur case blanche d1 · Roi blanc sur case noire e1 · Tour blanche sur case blanche f1 | Tour noire sur case blanche a8 · Fou noir sur case blanche c8 · Tour noire sur case noire f8 · Roi noir sur case blanche g8 · Pion noir sur case noire a7 · Pion noir sur case blanche b7 · Pion noir sur case noire e7 · Pion noir sur case blanche f7 · Fou noir sur case noire g7 · Pion noir sur case blanche h7 · Pion noir sur case blanche g6 · Pion blanc sur case blanche f5 · Fou blanc sur case noire b4 · Fou blanc sur case blanche g4 · Cavalier blanc sur case blanche b3 · Cavalier blanc sur case noire c3 · Dame noire sur case noire g3 · Pion blanc sur case blanche a2 · Pion blanc sur case noire b2 · Pion blanc sur case blanche c2 · Tour blanche sur case noire a1 · Dame blanche sur case blanche d1 · Roi blanc sur case noire e1 · Tour blanche sur case blanche f1 | Tour noire sur case blanche a8 · Fou noir sur case blanche c8 · Tour noire sur case noire f8 · Roi noir sur case blanche g8 · Pion noir sur case noire a7 · Pion noir sur case blanche b7 · Pion noir sur case noire e7 · Pion noir sur case blanche f7 · Fou noir sur case noire g7 · Pion noir sur case blanche h7 · Pion noir sur case blanche g6 · Pion blanc sur case blanche f5 · Fou blanc sur case noire b4 · Fou blanc sur case blanche g4 · Cavalier blanc sur case blanche b3 · Cavalier blanc sur case noire c3 · Dame noire sur case noire g3 · Pion blanc sur case blanche a2 · Pion blanc sur case noire b2 · Pion blanc sur case blanche c2 · Tour blanche sur case noire a1 · Dame blanche sur case blanche d1 · Roi blanc sur case noire e1 · Tour blanche sur case blanche f1 | Tour noire sur case blanche a8 · Fou noir sur case blanche c8 · Tour noire sur case noire f8 · Roi noir sur case blanche g8 · Pion noir sur case noire a7 · Pion noir sur case blanche b7 · Pion noir sur case noire e7 · Pion noir sur case blanche f7 · Fou noir sur case noire g7 · Pion noir sur case blanche h7 · Pion noir sur case blanche g6 · Pion blanc sur case blanche f5 · Fou blanc sur case noire b4 · Fou blanc sur case blanche g4 · Cavalier blanc sur case blanche b3 · Cavalier blanc sur case noire c3 · Dame noire sur case noire g3 · Pion blanc sur case blanche a2 · Pion blanc sur case noire b2 · Pion blanc sur case blanche c2 · Tour blanche sur case noire a1 · Dame blanche sur case blanche d1 · Roi blanc sur case noire e1 · Tour blanche sur case blanche f1 | Tour noire sur case blanche a8 · Fou noir sur case blanche c8 · Tour noire sur case noire f8 · Roi noir sur case blanche g8 · Pion noir sur case noire a7 · Pion noir sur case blanche b7 · Pion noir sur case noire e7 · Pion noir sur case blanche f7 · Fou noir sur case noire g7 · Pion noir sur case blanche h7 · Pion noir sur case blanche g6 · Pion blanc sur case blanche f5 · Fou blanc sur case noire b4 · Fou blanc sur case blanche g4 · Cavalier blanc sur case blanche b3 · Cavalier blanc sur case noire c3 · Dame noire sur case noire g3 · Pion blanc sur case blanche a2 · Pion blanc sur case noire b2 · Pion blanc sur case blanche c2 · Tour blanche sur case noire a1 · Dame blanche sur case blanche d1 · Roi blanc sur case noire e1 · Tour blanche sur case blanche f1 | Tour noire sur case blanche a8 · Fou noir sur case blanche c8 · Tour noire sur case noire f8 · Roi noir sur case blanche g8 · Pion noir sur case noire a7 · Pion noir sur case blanche b7 · Pion noir sur case noire e7 · Pion noir sur case blanche f7 · Fou noir sur case noire g7 · Pion noir sur case blanche h7 · Pion noir sur case blanche g6 · Pion blanc sur case blanche f5 · Fou blanc sur case noire b4 · Fou blanc sur case blanche g4 · Cavalier blanc sur case blanche b3 · Cavalier blanc sur case noire c3 · Dame noire sur case noire g3 · Pion blanc sur case blanche a2 · Pion blanc sur case noire b2 · Pion blanc sur case blanche c2 · Tour blanche sur case noire a1 · Dame blanche sur case blanche d1 · Roi blanc sur case noire e1 · Tour blanche sur case blanche f1 | 7 |
| 6 | Tour noire sur case blanche a8 · Fou noir sur case blanche c8 · Tour noire sur case noire f8 · Roi noir sur case blanche g8 · Pion noir sur case noire a7 · Pion noir sur case blanche b7 · Pion noir sur case noire e7 · Pion noir sur case blanche f7 · Fou noir sur case noire g7 · Pion noir sur case blanche h7 · Pion noir sur case blanche g6 · Pion blanc sur case blanche f5 · Fou blanc sur case noire b4 · Fou blanc sur case blanche g4 · Cavalier blanc sur case blanche b3 · Cavalier blanc sur case noire c3 · Dame noire sur case noire g3 · Pion blanc sur case blanche a2 · Pion blanc sur case noire b2 · Pion blanc sur case blanche c2 · Tour blanche sur case noire a1 · Dame blanche sur case blanche d1 · Roi blanc sur case noire e1 · Tour blanche sur case blanche f1 | Tour noire sur case blanche a8 · Fou noir sur case blanche c8 · Tour noire sur case noire f8 · Roi noir sur case blanche g8 · Pion noir sur case noire a7 · Pion noir sur case blanche b7 · Pion noir sur case noire e7 · Pion noir sur case blanche f7 · Fou noir sur case noire g7 · Pion noir sur case blanche h7 · Pion noir sur case blanche g6 · Pion blanc sur case blanche f5 · Fou blanc sur case noire b4 · Fou blanc sur case blanche g4 · Cavalier blanc sur case blanche b3 · Cavalier blanc sur case noire c3 · Dame noire sur case noire g3 · Pion blanc sur case blanche a2 · Pion blanc sur case noire b2 · Pion blanc sur case blanche c2 · Tour blanche sur case noire a1 · Dame blanche sur case blanche d1 · Roi blanc sur case noire e1 · Tour blanche sur case blanche f1 | Tour noire sur case blanche a8 · Fou noir sur case blanche c8 · Tour noire sur case noire f8 · Roi noir sur case blanche g8 · Pion noir sur case noire a7 · Pion noir sur case blanche b7 · Pion noir sur case noire e7 · Pion noir sur case blanche f7 · Fou noir sur case noire g7 · Pion noir sur case blanche h7 · Pion noir sur case blanche g6 · Pion blanc sur case blanche f5 · Fou blanc sur case noire b4 · Fou blanc sur case blanche g4 · Cavalier blanc sur case blanche b3 · Cavalier blanc sur case noire c3 · Dame noire sur case noire g3 · Pion blanc sur case blanche a2 · Pion blanc sur case noire b2 · Pion blanc sur case blanche c2 · Tour blanche sur case noire a1 · Dame blanche sur case blanche d1 · Roi blanc sur case noire e1 · Tour blanche sur case blanche f1 | Tour noire sur case blanche a8 · Fou noir sur case blanche c8 · Tour noire sur case noire f8 · Roi noir sur case blanche g8 · Pion noir sur case noire a7 · Pion noir sur case blanche b7 · Pion noir sur case noire e7 · Pion noir sur case blanche f7 · Fou noir sur case noire g7 · Pion noir sur case blanche h7 · Pion noir sur case blanche g6 · Pion blanc sur case blanche f5 · Fou blanc sur case noire b4 · Fou blanc sur case blanche g4 · Cavalier blanc sur case blanche b3 · Cavalier blanc sur case noire c3 · Dame noire sur case noire g3 · Pion blanc sur case blanche a2 · Pion blanc sur case noire b2 · Pion blanc sur case blanche c2 · Tour blanche sur case noire a1 · Dame blanche sur case blanche d1 · Roi blanc sur case noire e1 · Tour blanche sur case blanche f1 | Tour noire sur case blanche a8 · Fou noir sur case blanche c8 · Tour noire sur case noire f8 · Roi noir sur case blanche g8 · Pion noir sur case noire a7 · Pion noir sur case blanche b7 · Pion noir sur case noire e7 · Pion noir sur case blanche f7 · Fou noir sur case noire g7 · Pion noir sur case blanche h7 · Pion noir sur case blanche g6 · Pion blanc sur case blanche f5 · Fou blanc sur case noire b4 · Fou blanc sur case blanche g4 · Cavalier blanc sur case blanche b3 · Cavalier blanc sur case noire c3 · Dame noire sur case noire g3 · Pion blanc sur case blanche a2 · Pion blanc sur case noire b2 · Pion blanc sur case blanche c2 · Tour blanche sur case noire a1 · Dame blanche sur case blanche d1 · Roi blanc sur case noire e1 · Tour blanche sur case blanche f1 | Tour noire sur case blanche a8 · Fou noir sur case blanche c8 · Tour noire sur case noire f8 · Roi noir sur case blanche g8 · Pion noir sur case noire a7 · Pion noir sur case blanche b7 · Pion noir sur case noire e7 · Pion noir sur case blanche f7 · Fou noir sur case noire g7 · Pion noir sur case blanche h7 · Pion noir sur case blanche g6 · Pion blanc sur case blanche f5 · Fou blanc sur case noire b4 · Fou blanc sur case blanche g4 · Cavalier blanc sur case blanche b3 · Cavalier blanc sur case noire c3 · Dame noire sur case noire g3 · Pion blanc sur case blanche a2 · Pion blanc sur case noire b2 · Pion blanc sur case blanche c2 · Tour blanche sur case noire a1 · Dame blanche sur case blanche d1 · Roi blanc sur case noire e1 · Tour blanche sur case blanche f1 | Tour noire sur case blanche a8 · Fou noir sur case blanche c8 · Tour noire sur case noire f8 · Roi noir sur case blanche g8 · Pion noir sur case noire a7 · Pion noir sur case blanche b7 · Pion noir sur case noire e7 · Pion noir sur case blanche f7 · Fou noir sur case noire g7 · Pion noir sur case blanche h7 · Pion noir sur case blanche g6 · Pion blanc sur case blanche f5 · Fou blanc sur case noire b4 · Fou blanc sur case blanche g4 · Cavalier blanc sur case blanche b3 · Cavalier blanc sur case noire c3 · Dame noire sur case noire g3 · Pion blanc sur case blanche a2 · Pion blanc sur case noire b2 · Pion blanc sur case blanche c2 · Tour blanche sur case noire a1 · Dame blanche sur case blanche d1 · Roi blanc sur case noire e1 · Tour blanche sur case blanche f1 | Tour noire sur case blanche a8 · Fou noir sur case blanche c8 · Tour noire sur case noire f8 · Roi noir sur case blanche g8 · Pion noir sur case noire a7 · Pion noir sur case blanche b7 · Pion noir sur case noire e7 · Pion noir sur case blanche f7 · Fou noir sur case noire g7 · Pion noir sur case blanche h7 · Pion noir sur case blanche g6 · Pion blanc sur case blanche f5 · Fou blanc sur case noire b4 · Fou blanc sur case blanche g4 · Cavalier blanc sur case blanche b3 · Cavalier blanc sur case noire c3 · Dame noire sur case noire g3 · Pion blanc sur case blanche a2 · Pion blanc sur case noire b2 · Pion blanc sur case blanche c2 · Tour blanche sur case noire a1 · Dame blanche sur case blanche d1 · Roi blanc sur case noire e1 · Tour blanche sur case blanche f1 | 6 |
| 5 | Tour noire sur case blanche a8 · Fou noir sur case blanche c8 · Tour noire sur case noire f8 · Roi noir sur case blanche g8 · Pion noir sur case noire a7 · Pion noir sur case blanche b7 · Pion noir sur case noire e7 · Pion noir sur case blanche f7 · Fou noir sur case noire g7 · Pion noir sur case blanche h7 · Pion noir sur case blanche g6 · Pion blanc sur case blanche f5 · Fou blanc sur case noire b4 · Fou blanc sur case blanche g4 · Cavalier blanc sur case blanche b3 · Cavalier blanc sur case noire c3 · Dame noire sur case noire g3 · Pion blanc sur case blanche a2 · Pion blanc sur case noire b2 · Pion blanc sur case blanche c2 · Tour blanche sur case noire a1 · Dame blanche sur case blanche d1 · Roi blanc sur case noire e1 · Tour blanche sur case blanche f1 | Tour noire sur case blanche a8 · Fou noir sur case blanche c8 · Tour noire sur case noire f8 · Roi noir sur case blanche g8 · Pion noir sur case noire a7 · Pion noir sur case blanche b7 · Pion noir sur case noire e7 · Pion noir sur case blanche f7 · Fou noir sur case noire g7 · Pion noir sur case blanche h7 · Pion noir sur case blanche g6 · Pion blanc sur case blanche f5 · Fou blanc sur case noire b4 · Fou blanc sur case blanche g4 · Cavalier blanc sur case blanche b3 · Cavalier blanc sur case noire c3 · Dame noire sur case noire g3 · Pion blanc sur case blanche a2 · Pion blanc sur case noire b2 · Pion blanc sur case blanche c2 · Tour blanche sur case noire a1 · Dame blanche sur case blanche d1 · Roi blanc sur case noire e1 · Tour blanche sur case blanche f1 | Tour noire sur case blanche a8 · Fou noir sur case blanche c8 · Tour noire sur case noire f8 · Roi noir sur case blanche g8 · Pion noir sur case noire a7 · Pion noir sur case blanche b7 · Pion noir sur case noire e7 · Pion noir sur case blanche f7 · Fou noir sur case noire g7 · Pion noir sur case blanche h7 · Pion noir sur case blanche g6 · Pion blanc sur case blanche f5 · Fou blanc sur case noire b4 · Fou blanc sur case blanche g4 · Cavalier blanc sur case blanche b3 · Cavalier blanc sur case noire c3 · Dame noire sur case noire g3 · Pion blanc sur case blanche a2 · Pion blanc sur case noire b2 · Pion blanc sur case blanche c2 · Tour blanche sur case noire a1 · Dame blanche sur case blanche d1 · Roi blanc sur case noire e1 · Tour blanche sur case blanche f1 | Tour noire sur case blanche a8 · Fou noir sur case blanche c8 · Tour noire sur case noire f8 · Roi noir sur case blanche g8 · Pion noir sur case noire a7 · Pion noir sur case blanche b7 · Pion noir sur case noire e7 · Pion noir sur case blanche f7 · Fou noir sur case noire g7 · Pion noir sur case blanche h7 · Pion noir sur case blanche g6 · Pion blanc sur case blanche f5 · Fou blanc sur case noire b4 · Fou blanc sur case blanche g4 · Cavalier blanc sur case blanche b3 · Cavalier blanc sur case noire c3 · Dame noire sur case noire g3 · Pion blanc sur case blanche a2 · Pion blanc sur case noire b2 · Pion blanc sur case blanche c2 · Tour blanche sur case noire a1 · Dame blanche sur case blanche d1 · Roi blanc sur case noire e1 · Tour blanche sur case blanche f1 | Tour noire sur case blanche a8 · Fou noir sur case blanche c8 · Tour noire sur case noire f8 · Roi noir sur case blanche g8 · Pion noir sur case noire a7 · Pion noir sur case blanche b7 · Pion noir sur case noire e7 · Pion noir sur case blanche f7 · Fou noir sur case noire g7 · Pion noir sur case blanche h7 · Pion noir sur case blanche g6 · Pion blanc sur case blanche f5 · Fou blanc sur case noire b4 · Fou blanc sur case blanche g4 · Cavalier blanc sur case blanche b3 · Cavalier blanc sur case noire c3 · Dame noire sur case noire g3 · Pion blanc sur case blanche a2 · Pion blanc sur case noire b2 · Pion blanc sur case blanche c2 · Tour blanche sur case noire a1 · Dame blanche sur case blanche d1 · Roi blanc sur case noire e1 · Tour blanche sur case blanche f1 | Tour noire sur case blanche a8 · Fou noir sur case blanche c8 · Tour noire sur case noire f8 · Roi noir sur case blanche g8 · Pion noir sur case noire a7 · Pion noir sur case blanche b7 · Pion noir sur case noire e7 · Pion noir sur case blanche f7 · Fou noir sur case noire g7 · Pion noir sur case blanche h7 · Pion noir sur case blanche g6 · Pion blanc sur case blanche f5 · Fou blanc sur case noire b4 · Fou blanc sur case blanche g4 · Cavalier blanc sur case blanche b3 · Cavalier blanc sur case noire c3 · Dame noire sur case noire g3 · Pion blanc sur case blanche a2 · Pion blanc sur case noire b2 · Pion blanc sur case blanche c2 · Tour blanche sur case noire a1 · Dame blanche sur case blanche d1 · Roi blanc sur case noire e1 · Tour blanche sur case blanche f1 | Tour noire sur case blanche a8 · Fou noir sur case blanche c8 · Tour noire sur case noire f8 · Roi noir sur case blanche g8 · Pion noir sur case noire a7 · Pion noir sur case blanche b7 · Pion noir sur case noire e7 · Pion noir sur case blanche f7 · Fou noir sur case noire g7 · Pion noir sur case blanche h7 · Pion noir sur case blanche g6 · Pion blanc sur case blanche f5 · Fou blanc sur case noire b4 · Fou blanc sur case blanche g4 · Cavalier blanc sur case blanche b3 · Cavalier blanc sur case noire c3 · Dame noire sur case noire g3 · Pion blanc sur case blanche a2 · Pion blanc sur case noire b2 · Pion blanc sur case blanche c2 · Tour blanche sur case noire a1 · Dame blanche sur case blanche d1 · Roi blanc sur case noire e1 · Tour blanche sur case blanche f1 | Tour noire sur case blanche a8 · Fou noir sur case blanche c8 · Tour noire sur case noire f8 · Roi noir sur case blanche g8 · Pion noir sur case noire a7 · Pion noir sur case blanche b7 · Pion noir sur case noire e7 · Pion noir sur case blanche f7 · Fou noir sur case noire g7 · Pion noir sur case blanche h7 · Pion noir sur case blanche g6 · Pion blanc sur case blanche f5 · Fou blanc sur case noire b4 · Fou blanc sur case blanche g4 · Cavalier blanc sur case blanche b3 · Cavalier blanc sur case noire c3 · Dame noire sur case noire g3 · Pion blanc sur case blanche a2 · Pion blanc sur case noire b2 · Pion blanc sur case blanche c2 · Tour blanche sur case noire a1 · Dame blanche sur case blanche d1 · Roi blanc sur case noire e1 · Tour blanche sur case blanche f1 | 5 |
| 4 | Tour noire sur case blanche a8 · Fou noir sur case blanche c8 · Tour noire sur case noire f8 · Roi noir sur case blanche g8 · Pion noir sur case noire a7 · Pion noir sur case blanche b7 · Pion noir sur case noire e7 · Pion noir sur case blanche f7 · Fou noir sur case noire g7 · Pion noir sur case blanche h7 · Pion noir sur case blanche g6 · Pion blanc sur case blanche f5 · Fou blanc sur case noire b4 · Fou blanc sur case blanche g4 · Cavalier blanc sur case blanche b3 · Cavalier blanc sur case noire c3 · Dame noire sur case noire g3 · Pion blanc sur case blanche a2 · Pion blanc sur case noire b2 · Pion blanc sur case blanche c2 · Tour blanche sur case noire a1 · Dame blanche sur case blanche d1 · Roi blanc sur case noire e1 · Tour blanche sur case blanche f1 | Tour noire sur case blanche a8 · Fou noir sur case blanche c8 · Tour noire sur case noire f8 · Roi noir sur case blanche g8 · Pion noir sur case noire a7 · Pion noir sur case blanche b7 · Pion noir sur case noire e7 · Pion noir sur case blanche f7 · Fou noir sur case noire g7 · Pion noir sur case blanche h7 · Pion noir sur case blanche g6 · Pion blanc sur case blanche f5 · Fou blanc sur case noire b4 · Fou blanc sur case blanche g4 · Cavalier blanc sur case blanche b3 · Cavalier blanc sur case noire c3 · Dame noire sur case noire g3 · Pion blanc sur case blanche a2 · Pion blanc sur case noire b2 · Pion blanc sur case blanche c2 · Tour blanche sur case noire a1 · Dame blanche sur case blanche d1 · Roi blanc sur case noire e1 · Tour blanche sur case blanche f1 | Tour noire sur case blanche a8 · Fou noir sur case blanche c8 · Tour noire sur case noire f8 · Roi noir sur case blanche g8 · Pion noir sur case noire a7 · Pion noir sur case blanche b7 · Pion noir sur case noire e7 · Pion noir sur case blanche f7 · Fou noir sur case noire g7 · Pion noir sur case blanche h7 · Pion noir sur case blanche g6 · Pion blanc sur case blanche f5 · Fou blanc sur case noire b4 · Fou blanc sur case blanche g4 · Cavalier blanc sur case blanche b3 · Cavalier blanc sur case noire c3 · Dame noire sur case noire g3 · Pion blanc sur case blanche a2 · Pion blanc sur case noire b2 · Pion blanc sur case blanche c2 · Tour blanche sur case noire a1 · Dame blanche sur case blanche d1 · Roi blanc sur case noire e1 · Tour blanche sur case blanche f1 | Tour noire sur case blanche a8 · Fou noir sur case blanche c8 · Tour noire sur case noire f8 · Roi noir sur case blanche g8 · Pion noir sur case noire a7 · Pion noir sur case blanche b7 · Pion noir sur case noire e7 · Pion noir sur case blanche f7 · Fou noir sur case noire g7 · Pion noir sur case blanche h7 · Pion noir sur case blanche g6 · Pion blanc sur case blanche f5 · Fou blanc sur case noire b4 · Fou blanc sur case blanche g4 · Cavalier blanc sur case blanche b3 · Cavalier blanc sur case noire c3 · Dame noire sur case noire g3 · Pion blanc sur case blanche a2 · Pion blanc sur case noire b2 · Pion blanc sur case blanche c2 · Tour blanche sur case noire a1 · Dame blanche sur case blanche d1 · Roi blanc sur case noire e1 · Tour blanche sur case blanche f1 | Tour noire sur case blanche a8 · Fou noir sur case blanche c8 · Tour noire sur case noire f8 · Roi noir sur case blanche g8 · Pion noir sur case noire a7 · Pion noir sur case blanche b7 · Pion noir sur case noire e7 · Pion noir sur case blanche f7 · Fou noir sur case noire g7 · Pion noir sur case blanche h7 · Pion noir sur case blanche g6 · Pion blanc sur case blanche f5 · Fou blanc sur case noire b4 · Fou blanc sur case blanche g4 · Cavalier blanc sur case blanche b3 · Cavalier blanc sur case noire c3 · Dame noire sur case noire g3 · Pion blanc sur case blanche a2 · Pion blanc sur case noire b2 · Pion blanc sur case blanche c2 · Tour blanche sur case noire a1 · Dame blanche sur case blanche d1 · Roi blanc sur case noire e1 · Tour blanche sur case blanche f1 | Tour noire sur case blanche a8 · Fou noir sur case blanche c8 · Tour noire sur case noire f8 · Roi noir sur case blanche g8 · Pion noir sur case noire a7 · Pion noir sur case blanche b7 · Pion noir sur case noire e7 · Pion noir sur case blanche f7 · Fou noir sur case noire g7 · Pion noir sur case blanche h7 · Pion noir sur case blanche g6 · Pion blanc sur case blanche f5 · Fou blanc sur case noire b4 · Fou blanc sur case blanche g4 · Cavalier blanc sur case blanche b3 · Cavalier blanc sur case noire c3 · Dame noire sur case noire g3 · Pion blanc sur case blanche a2 · Pion blanc sur case noire b2 · Pion blanc sur case blanche c2 · Tour blanche sur case noire a1 · Dame blanche sur case blanche d1 · Roi blanc sur case noire e1 · Tour blanche sur case blanche f1 | Tour noire sur case blanche a8 · Fou noir sur case blanche c8 · Tour noire sur case noire f8 · Roi noir sur case blanche g8 · Pion noir sur case noire a7 · Pion noir sur case blanche b7 · Pion noir sur case noire e7 · Pion noir sur case blanche f7 · Fou noir sur case noire g7 · Pion noir sur case blanche h7 · Pion noir sur case blanche g6 · Pion blanc sur case blanche f5 · Fou blanc sur case noire b4 · Fou blanc sur case blanche g4 · Cavalier blanc sur case blanche b3 · Cavalier blanc sur case noire c3 · Dame noire sur case noire g3 · Pion blanc sur case blanche a2 · Pion blanc sur case noire b2 · Pion blanc sur case blanche c2 · Tour blanche sur case noire a1 · Dame blanche sur case blanche d1 · Roi blanc sur case noire e1 · Tour blanche sur case blanche f1 | Tour noire sur case blanche a8 · Fou noir sur case blanche c8 · Tour noire sur case noire f8 · Roi noir sur case blanche g8 · Pion noir sur case noire a7 · Pion noir sur case blanche b7 · Pion noir sur case noire e7 · Pion noir sur case blanche f7 · Fou noir sur case noire g7 · Pion noir sur case blanche h7 · Pion noir sur case blanche g6 · Pion blanc sur case blanche f5 · Fou blanc sur case noire b4 · Fou blanc sur case blanche g4 · Cavalier blanc sur case blanche b3 · Cavalier blanc sur case noire c3 · Dame noire sur case noire g3 · Pion blanc sur case blanche a2 · Pion blanc sur case noire b2 · Pion blanc sur case blanche c2 · Tour blanche sur case noire a1 · Dame blanche sur case blanche d1 · Roi blanc sur case noire e1 · Tour blanche sur case blanche f1 | 4 |
| 3 | Tour noire sur case blanche a8 · Fou noir sur case blanche c8 · Tour noire sur case noire f8 · Roi noir sur case blanche g8 · Pion noir sur case noire a7 · Pion noir sur case blanche b7 · Pion noir sur case noire e7 · Pion noir sur case blanche f7 · Fou noir sur case noire g7 · Pion noir sur case blanche h7 · Pion noir sur case blanche g6 · Pion blanc sur case blanche f5 · Fou blanc sur case noire b4 · Fou blanc sur case blanche g4 · Cavalier blanc sur case blanche b3 · Cavalier blanc sur case noire c3 · Dame noire sur case noire g3 · Pion blanc sur case blanche a2 · Pion blanc sur case noire b2 · Pion blanc sur case blanche c2 · Tour blanche sur case noire a1 · Dame blanche sur case blanche d1 · Roi blanc sur case noire e1 · Tour blanche sur case blanche f1 | Tour noire sur case blanche a8 · Fou noir sur case blanche c8 · Tour noire sur case noire f8 · Roi noir sur case blanche g8 · Pion noir sur case noire a7 · Pion noir sur case blanche b7 · Pion noir sur case noire e7 · Pion noir sur case blanche f7 · Fou noir sur case noire g7 · Pion noir sur case blanche h7 · Pion noir sur case blanche g6 · Pion blanc sur case blanche f5 · Fou blanc sur case noire b4 · Fou blanc sur case blanche g4 · Cavalier blanc sur case blanche b3 · Cavalier blanc sur case noire c3 · Dame noire sur case noire g3 · Pion blanc sur case blanche a2 · Pion blanc sur case noire b2 · Pion blanc sur case blanche c2 · Tour blanche sur case noire a1 · Dame blanche sur case blanche d1 · Roi blanc sur case noire e1 · Tour blanche sur case blanche f1 | Tour noire sur case blanche a8 · Fou noir sur case blanche c8 · Tour noire sur case noire f8 · Roi noir sur case blanche g8 · Pion noir sur case noire a7 · Pion noir sur case blanche b7 · Pion noir sur case noire e7 · Pion noir sur case blanche f7 · Fou noir sur case noire g7 · Pion noir sur case blanche h7 · Pion noir sur case blanche g6 · Pion blanc sur case blanche f5 · Fou blanc sur case noire b4 · Fou blanc sur case blanche g4 · Cavalier blanc sur case blanche b3 · Cavalier blanc sur case noire c3 · Dame noire sur case noire g3 · Pion blanc sur case blanche a2 · Pion blanc sur case noire b2 · Pion blanc sur case blanche c2 · Tour blanche sur case noire a1 · Dame blanche sur case blanche d1 · Roi blanc sur case noire e1 · Tour blanche sur case blanche f1 | Tour noire sur case blanche a8 · Fou noir sur case blanche c8 · Tour noire sur case noire f8 · Roi noir sur case blanche g8 · Pion noir sur case noire a7 · Pion noir sur case blanche b7 · Pion noir sur case noire e7 · Pion noir sur case blanche f7 · Fou noir sur case noire g7 · Pion noir sur case blanche h7 · Pion noir sur case blanche g6 · Pion blanc sur case blanche f5 · Fou blanc sur case noire b4 · Fou blanc sur case blanche g4 · Cavalier blanc sur case blanche b3 · Cavalier blanc sur case noire c3 · Dame noire sur case noire g3 · Pion blanc sur case blanche a2 · Pion blanc sur case noire b2 · Pion blanc sur case blanche c2 · Tour blanche sur case noire a1 · Dame blanche sur case blanche d1 · Roi blanc sur case noire e1 · Tour blanche sur case blanche f1 | Tour noire sur case blanche a8 · Fou noir sur case blanche c8 · Tour noire sur case noire f8 · Roi noir sur case blanche g8 · Pion noir sur case noire a7 · Pion noir sur case blanche b7 · Pion noir sur case noire e7 · Pion noir sur case blanche f7 · Fou noir sur case noire g7 · Pion noir sur case blanche h7 · Pion noir sur case blanche g6 · Pion blanc sur case blanche f5 · Fou blanc sur case noire b4 · Fou blanc sur case blanche g4 · Cavalier blanc sur case blanche b3 · Cavalier blanc sur case noire c3 · Dame noire sur case noire g3 · Pion blanc sur case blanche a2 · Pion blanc sur case noire b2 · Pion blanc sur case blanche c2 · Tour blanche sur case noire a1 · Dame blanche sur case blanche d1 · Roi blanc sur case noire e1 · Tour blanche sur case blanche f1 | Tour noire sur case blanche a8 · Fou noir sur case blanche c8 · Tour noire sur case noire f8 · Roi noir sur case blanche g8 · Pion noir sur case noire a7 · Pion noir sur case blanche b7 · Pion noir sur case noire e7 · Pion noir sur case blanche f7 · Fou noir sur case noire g7 · Pion noir sur case blanche h7 · Pion noir sur case blanche g6 · Pion blanc sur case blanche f5 · Fou blanc sur case noire b4 · Fou blanc sur case blanche g4 · Cavalier blanc sur case blanche b3 · Cavalier blanc sur case noire c3 · Dame noire sur case noire g3 · Pion blanc sur case blanche a2 · Pion blanc sur case noire b2 · Pion blanc sur case blanche c2 · Tour blanche sur case noire a1 · Dame blanche sur case blanche d1 · Roi blanc sur case noire e1 · Tour blanche sur case blanche f1 | Tour noire sur case blanche a8 · Fou noir sur case blanche c8 · Tour noire sur case noire f8 · Roi noir sur case blanche g8 · Pion noir sur case noire a7 · Pion noir sur case blanche b7 · Pion noir sur case noire e7 · Pion noir sur case blanche f7 · Fou noir sur case noire g7 · Pion noir sur case blanche h7 · Pion noir sur case blanche g6 · Pion blanc sur case blanche f5 · Fou blanc sur case noire b4 · Fou blanc sur case blanche g4 · Cavalier blanc sur case blanche b3 · Cavalier blanc sur case noire c3 · Dame noire sur case noire g3 · Pion blanc sur case blanche a2 · Pion blanc sur case noire b2 · Pion blanc sur case blanche c2 · Tour blanche sur case noire a1 · Dame blanche sur case blanche d1 · Roi blanc sur case noire e1 · Tour blanche sur case blanche f1 | Tour noire sur case blanche a8 · Fou noir sur case blanche c8 · Tour noire sur case noire f8 · Roi noir sur case blanche g8 · Pion noir sur case noire a7 · Pion noir sur case blanche b7 · Pion noir sur case noire e7 · Pion noir sur case blanche f7 · Fou noir sur case noire g7 · Pion noir sur case blanche h7 · Pion noir sur case blanche g6 · Pion blanc sur case blanche f5 · Fou blanc sur case noire b4 · Fou blanc sur case blanche g4 · Cavalier blanc sur case blanche b3 · Cavalier blanc sur case noire c3 · Dame noire sur case noire g3 · Pion blanc sur case blanche a2 · Pion blanc sur case noire b2 · Pion blanc sur case blanche c2 · Tour blanche sur case noire a1 · Dame blanche sur case blanche d1 · Roi blanc sur case noire e1 · Tour blanche sur case blanche f1 | 3 |
| 2 | Tour noire sur case blanche a8 · Fou noir sur case blanche c8 · Tour noire sur case noire f8 · Roi noir sur case blanche g8 · Pion noir sur case noire a7 · Pion noir sur case blanche b7 · Pion noir sur case noire e7 · Pion noir sur case blanche f7 · Fou noir sur case noire g7 · Pion noir sur case blanche h7 · Pion noir sur case blanche g6 · Pion blanc sur case blanche f5 · Fou blanc sur case noire b4 · Fou blanc sur case blanche g4 · Cavalier blanc sur case blanche b3 · Cavalier blanc sur case noire c3 · Dame noire sur case noire g3 · Pion blanc sur case blanche a2 · Pion blanc sur case noire b2 · Pion blanc sur case blanche c2 · Tour blanche sur case noire a1 · Dame blanche sur case blanche d1 · Roi blanc sur case noire e1 · Tour blanche sur case blanche f1 | Tour noire sur case blanche a8 · Fou noir sur case blanche c8 · Tour noire sur case noire f8 · Roi noir sur case blanche g8 · Pion noir sur case noire a7 · Pion noir sur case blanche b7 · Pion noir sur case noire e7 · Pion noir sur case blanche f7 · Fou noir sur case noire g7 · Pion noir sur case blanche h7 · Pion noir sur case blanche g6 · Pion blanc sur case blanche f5 · Fou blanc sur case noire b4 · Fou blanc sur case blanche g4 · Cavalier blanc sur case blanche b3 · Cavalier blanc sur case noire c3 · Dame noire sur case noire g3 · Pion blanc sur case blanche a2 · Pion blanc sur case noire b2 · Pion blanc sur case blanche c2 · Tour blanche sur case noire a1 · Dame blanche sur case blanche d1 · Roi blanc sur case noire e1 · Tour blanche sur case blanche f1 | Tour noire sur case blanche a8 · Fou noir sur case blanche c8 · Tour noire sur case noire f8 · Roi noir sur case blanche g8 · Pion noir sur case noire a7 · Pion noir sur case blanche b7 · Pion noir sur case noire e7 · Pion noir sur case blanche f7 · Fou noir sur case noire g7 · Pion noir sur case blanche h7 · Pion noir sur case blanche g6 · Pion blanc sur case blanche f5 · Fou blanc sur case noire b4 · Fou blanc sur case blanche g4 · Cavalier blanc sur case blanche b3 · Cavalier blanc sur case noire c3 · Dame noire sur case noire g3 · Pion blanc sur case blanche a2 · Pion blanc sur case noire b2 · Pion blanc sur case blanche c2 · Tour blanche sur case noire a1 · Dame blanche sur case blanche d1 · Roi blanc sur case noire e1 · Tour blanche sur case blanche f1 | Tour noire sur case blanche a8 · Fou noir sur case blanche c8 · Tour noire sur case noire f8 · Roi noir sur case blanche g8 · Pion noir sur case noire a7 · Pion noir sur case blanche b7 · Pion noir sur case noire e7 · Pion noir sur case blanche f7 · Fou noir sur case noire g7 · Pion noir sur case blanche h7 · Pion noir sur case blanche g6 · Pion blanc sur case blanche f5 · Fou blanc sur case noire b4 · Fou blanc sur case blanche g4 · Cavalier blanc sur case blanche b3 · Cavalier blanc sur case noire c3 · Dame noire sur case noire g3 · Pion blanc sur case blanche a2 · Pion blanc sur case noire b2 · Pion blanc sur case blanche c2 · Tour blanche sur case noire a1 · Dame blanche sur case blanche d1 · Roi blanc sur case noire e1 · Tour blanche sur case blanche f1 | Tour noire sur case blanche a8 · Fou noir sur case blanche c8 · Tour noire sur case noire f8 · Roi noir sur case blanche g8 · Pion noir sur case noire a7 · Pion noir sur case blanche b7 · Pion noir sur case noire e7 · Pion noir sur case blanche f7 · Fou noir sur case noire g7 · Pion noir sur case blanche h7 · Pion noir sur case blanche g6 · Pion blanc sur case blanche f5 · Fou blanc sur case noire b4 · Fou blanc sur case blanche g4 · Cavalier blanc sur case blanche b3 · Cavalier blanc sur case noire c3 · Dame noire sur case noire g3 · Pion blanc sur case blanche a2 · Pion blanc sur case noire b2 · Pion blanc sur case blanche c2 · Tour blanche sur case noire a1 · Dame blanche sur case blanche d1 · Roi blanc sur case noire e1 · Tour blanche sur case blanche f1 | Tour noire sur case blanche a8 · Fou noir sur case blanche c8 · Tour noire sur case noire f8 · Roi noir sur case blanche g8 · Pion noir sur case noire a7 · Pion noir sur case blanche b7 · Pion noir sur case noire e7 · Pion noir sur case blanche f7 · Fou noir sur case noire g7 · Pion noir sur case blanche h7 · Pion noir sur case blanche g6 · Pion blanc sur case blanche f5 · Fou blanc sur case noire b4 · Fou blanc sur case blanche g4 · Cavalier blanc sur case blanche b3 · Cavalier blanc sur case noire c3 · Dame noire sur case noire g3 · Pion blanc sur case blanche a2 · Pion blanc sur case noire b2 · Pion blanc sur case blanche c2 · Tour blanche sur case noire a1 · Dame blanche sur case blanche d1 · Roi blanc sur case noire e1 · Tour blanche sur case blanche f1 | Tour noire sur case blanche a8 · Fou noir sur case blanche c8 · Tour noire sur case noire f8 · Roi noir sur case blanche g8 · Pion noir sur case noire a7 · Pion noir sur case blanche b7 · Pion noir sur case noire e7 · Pion noir sur case blanche f7 · Fou noir sur case noire g7 · Pion noir sur case blanche h7 · Pion noir sur case blanche g6 · Pion blanc sur case blanche f5 · Fou blanc sur case noire b4 · Fou blanc sur case blanche g4 · Cavalier blanc sur case blanche b3 · Cavalier blanc sur case noire c3 · Dame noire sur case noire g3 · Pion blanc sur case blanche a2 · Pion blanc sur case noire b2 · Pion blanc sur case blanche c2 · Tour blanche sur case noire a1 · Dame blanche sur case blanche d1 · Roi blanc sur case noire e1 · Tour blanche sur case blanche f1 | Tour noire sur case blanche a8 · Fou noir sur case blanche c8 · Tour noire sur case noire f8 · Roi noir sur case blanche g8 · Pion noir sur case noire a7 · Pion noir sur case blanche b7 · Pion noir sur case noire e7 · Pion noir sur case blanche f7 · Fou noir sur case noire g7 · Pion noir sur case blanche h7 · Pion noir sur case blanche g6 · Pion blanc sur case blanche f5 · Fou blanc sur case noire b4 · Fou blanc sur case blanche g4 · Cavalier blanc sur case blanche b3 · Cavalier blanc sur case noire c3 · Dame noire sur case noire g3 · Pion blanc sur case blanche a2 · Pion blanc sur case noire b2 · Pion blanc sur case blanche c2 · Tour blanche sur case noire a1 · Dame blanche sur case blanche d1 · Roi blanc sur case noire e1 · Tour blanche sur case blanche f1 | 2 |
| 1 | Tour noire sur case blanche a8 · Fou noir sur case blanche c8 · Tour noire sur case noire f8 · Roi noir sur case blanche g8 · Pion noir sur case noire a7 · Pion noir sur case blanche b7 · Pion noir sur case noire e7 · Pion noir sur case blanche f7 · Fou noir sur case noire g7 · Pion noir sur case blanche h7 · Pion noir sur case blanche g6 · Pion blanc sur case blanche f5 · Fou blanc sur case noire b4 · Fou blanc sur case blanche g4 · Cavalier blanc sur case blanche b3 · Cavalier blanc sur case noire c3 · Dame noire sur case noire g3 · Pion blanc sur case blanche a2 · Pion blanc sur case noire b2 · Pion blanc sur case blanche c2 · Tour blanche sur case noire a1 · Dame blanche sur case blanche d1 · Roi blanc sur case noire e1 · Tour blanche sur case blanche f1 | Tour noire sur case blanche a8 · Fou noir sur case blanche c8 · Tour noire sur case noire f8 · Roi noir sur case blanche g8 · Pion noir sur case noire a7 · Pion noir sur case blanche b7 · Pion noir sur case noire e7 · Pion noir sur case blanche f7 · Fou noir sur case noire g7 · Pion noir sur case blanche h7 · Pion noir sur case blanche g6 · Pion blanc sur case blanche f5 · Fou blanc sur case noire b4 · Fou blanc sur case blanche g4 · Cavalier blanc sur case blanche b3 · Cavalier blanc sur case noire c3 · Dame noire sur case noire g3 · Pion blanc sur case blanche a2 · Pion blanc sur case noire b2 · Pion blanc sur case blanche c2 · Tour blanche sur case noire a1 · Dame blanche sur case blanche d1 · Roi blanc sur case noire e1 · Tour blanche sur case blanche f1 | Tour noire sur case blanche a8 · Fou noir sur case blanche c8 · Tour noire sur case noire f8 · Roi noir sur case blanche g8 · Pion noir sur case noire a7 · Pion noir sur case blanche b7 · Pion noir sur case noire e7 · Pion noir sur case blanche f7 · Fou noir sur case noire g7 · Pion noir sur case blanche h7 · Pion noir sur case blanche g6 · Pion blanc sur case blanche f5 · Fou blanc sur case noire b4 · Fou blanc sur case blanche g4 · Cavalier blanc sur case blanche b3 · Cavalier blanc sur case noire c3 · Dame noire sur case noire g3 · Pion blanc sur case blanche a2 · Pion blanc sur case noire b2 · Pion blanc sur case blanche c2 · Tour blanche sur case noire a1 · Dame blanche sur case blanche d1 · Roi blanc sur case noire e1 · Tour blanche sur case blanche f1 | Tour noire sur case blanche a8 · Fou noir sur case blanche c8 · Tour noire sur case noire f8 · Roi noir sur case blanche g8 · Pion noir sur case noire a7 · Pion noir sur case blanche b7 · Pion noir sur case noire e7 · Pion noir sur case blanche f7 · Fou noir sur case noire g7 · Pion noir sur case blanche h7 · Pion noir sur case blanche g6 · Pion blanc sur case blanche f5 · Fou blanc sur case noire b4 · Fou blanc sur case blanche g4 · Cavalier blanc sur case blanche b3 · Cavalier blanc sur case noire c3 · Dame noire sur case noire g3 · Pion blanc sur case blanche a2 · Pion blanc sur case noire b2 · Pion blanc sur case blanche c2 · Tour blanche sur case noire a1 · Dame blanche sur case blanche d1 · Roi blanc sur case noire e1 · Tour blanche sur case blanche f1 | Tour noire sur case blanche a8 · Fou noir sur case blanche c8 · Tour noire sur case noire f8 · Roi noir sur case blanche g8 · Pion noir sur case noire a7 · Pion noir sur case blanche b7 · Pion noir sur case noire e7 · Pion noir sur case blanche f7 · Fou noir sur case noire g7 · Pion noir sur case blanche h7 · Pion noir sur case blanche g6 · Pion blanc sur case blanche f5 · Fou blanc sur case noire b4 · Fou blanc sur case blanche g4 · Cavalier blanc sur case blanche b3 · Cavalier blanc sur case noire c3 · Dame noire sur case noire g3 · Pion blanc sur case blanche a2 · Pion blanc sur case noire b2 · Pion blanc sur case blanche c2 · Tour blanche sur case noire a1 · Dame blanche sur case blanche d1 · Roi blanc sur case noire e1 · Tour blanche sur case blanche f1 | Tour noire sur case blanche a8 · Fou noir sur case blanche c8 · Tour noire sur case noire f8 · Roi noir sur case blanche g8 · Pion noir sur case noire a7 · Pion noir sur case blanche b7 · Pion noir sur case noire e7 · Pion noir sur case blanche f7 · Fou noir sur case noire g7 · Pion noir sur case blanche h7 · Pion noir sur case blanche g6 · Pion blanc sur case blanche f5 · Fou blanc sur case noire b4 · Fou blanc sur case blanche g4 · Cavalier blanc sur case blanche b3 · Cavalier blanc sur case noire c3 · Dame noire sur case noire g3 · Pion blanc sur case blanche a2 · Pion blanc sur case noire b2 · Pion blanc sur case blanche c2 · Tour blanche sur case noire a1 · Dame blanche sur case blanche d1 · Roi blanc sur case noire e1 · Tour blanche sur case blanche f1 | Tour noire sur case blanche a8 · Fou noir sur case blanche c8 · Tour noire sur case noire f8 · Roi noir sur case blanche g8 · Pion noir sur case noire a7 · Pion noir sur case blanche b7 · Pion noir sur case noire e7 · Pion noir sur case blanche f7 · Fou noir sur case noire g7 · Pion noir sur case blanche h7 · Pion noir sur case blanche g6 · Pion blanc sur case blanche f5 · Fou blanc sur case noire b4 · Fou blanc sur case blanche g4 · Cavalier blanc sur case blanche b3 · Cavalier blanc sur case noire c3 · Dame noire sur case noire g3 · Pion blanc sur case blanche a2 · Pion blanc sur case noire b2 · Pion blanc sur case blanche c2 · Tour blanche sur case noire a1 · Dame blanche sur case blanche d1 · Roi blanc sur case noire e1 · Tour blanche sur case blanche f1 | Tour noire sur case blanche a8 · Fou noir sur case blanche c8 · Tour noire sur case noire f8 · Roi noir sur case blanche g8 · Pion noir sur case noire a7 · Pion noir sur case blanche b7 · Pion noir sur case noire e7 · Pion noir sur case blanche f7 · Fou noir sur case noire g7 · Pion noir sur case blanche h7 · Pion noir sur case blanche g6 · Pion blanc sur case blanche f5 · Fou blanc sur case noire b4 · Fou blanc sur case blanche g4 · Cavalier blanc sur case blanche b3 · Cavalier blanc sur case noire c3 · Dame noire sur case noire g3 · Pion blanc sur case blanche a2 · Pion blanc sur case noire b2 · Pion blanc sur case blanche c2 · Tour blanche sur case noire a1 · Dame blanche sur case blanche d1 · Roi blanc sur case noire e1 · Tour blanche sur case blanche f1 | 1 |
|   | a | b | c | d | e | f | g | h |   |

Sachant qu'il y aurait répétition de la même position à trois reprises, les adversaires s'entendirent pour une partie nulle.